# Freudenstadt

Logo der Stadtverwaltung Freudenstadt

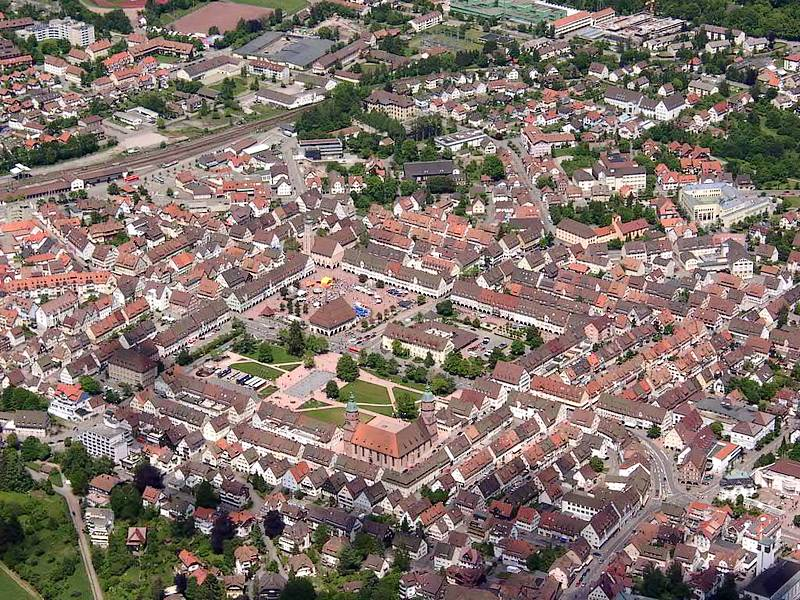
Wiederaufgebautes Zentrum von Freudenstadt

Freudenstadt ist eine Mittelstadt sowie Große Kreisstadt mit 24.464 Einwohnern (31. Dezember 2024) im Regierungsbezirk Karlsruhe in Baden-Württemberg. Sie ist Sitz des Landratsamtes Freudenstadt als Verwaltungsbehörde des Landkreises Freudenstadt. Freudenstadt ist ein anerkannter heilklimatischer und Kneippkurort sowie ein traditionell beliebter Urlaubsort. Daneben ist Freudenstadt bekannt für seinen sehr großen, fast quadratischen Marktplatz. Für die umliegenden Gemeinden bildet es ein Mittelzentrum im Bereich des Oberzentrums Pforzheim. Mit den Gemeinden Bad Rippoldsau-Schapbach und Seewald besteht eine vereinbarte Verwaltungsgemeinschaft.
Die Stadt wurde 1599 von Herzog Friedrich I. von Württemberg gegründet. Scharfe Einschnitte in die Stadtentwicklung verursachten der Stadtbrand von 1632, die großen Bevölkerungsverluste im Dreißigjährigen Krieg und die weitgehende Zerstörung der Innenstadt im Zweiten Weltkrieg.

## Geographie

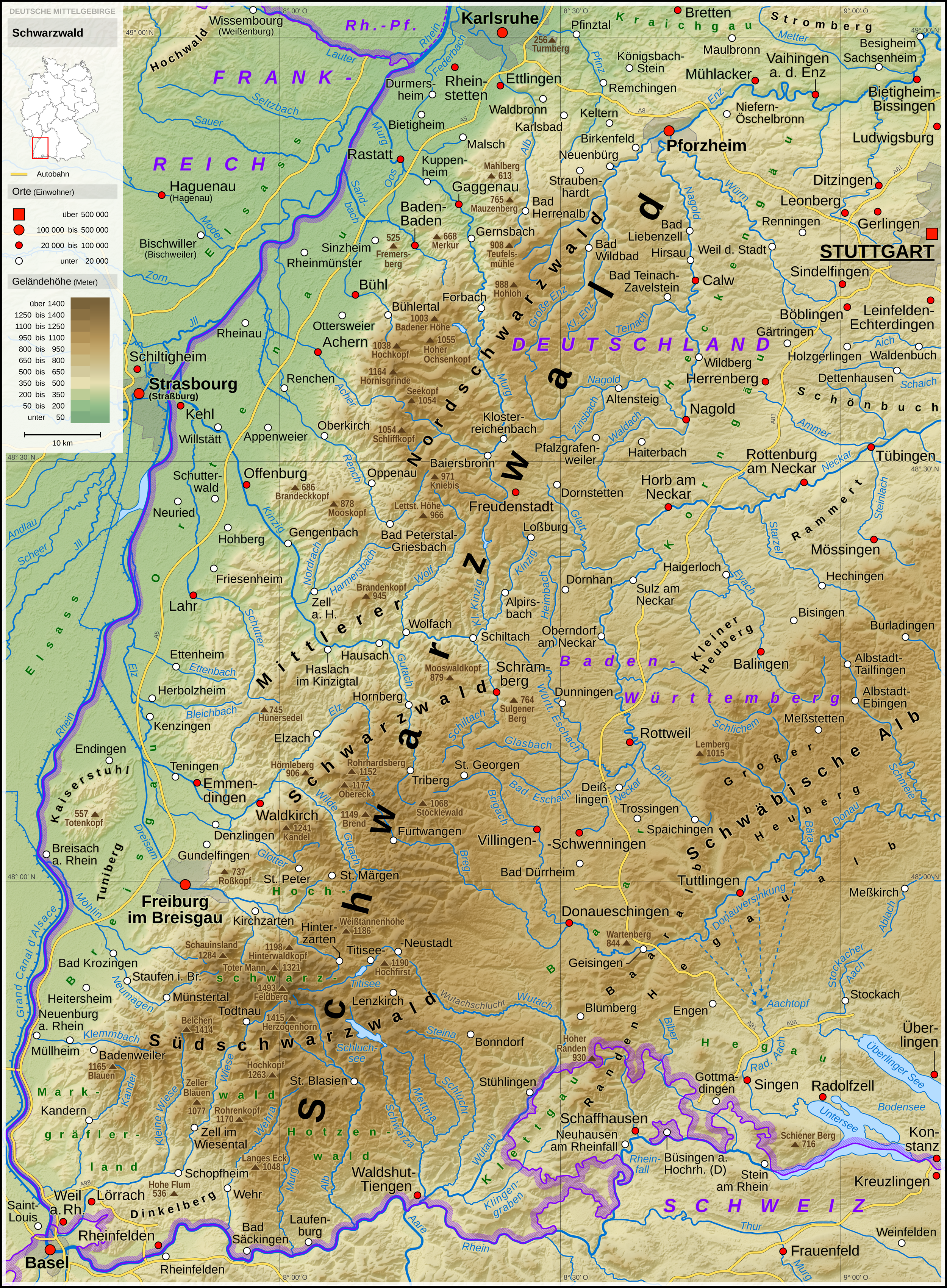
Lage Freudenstadts im Schwarzwald (ungefähr mittig)

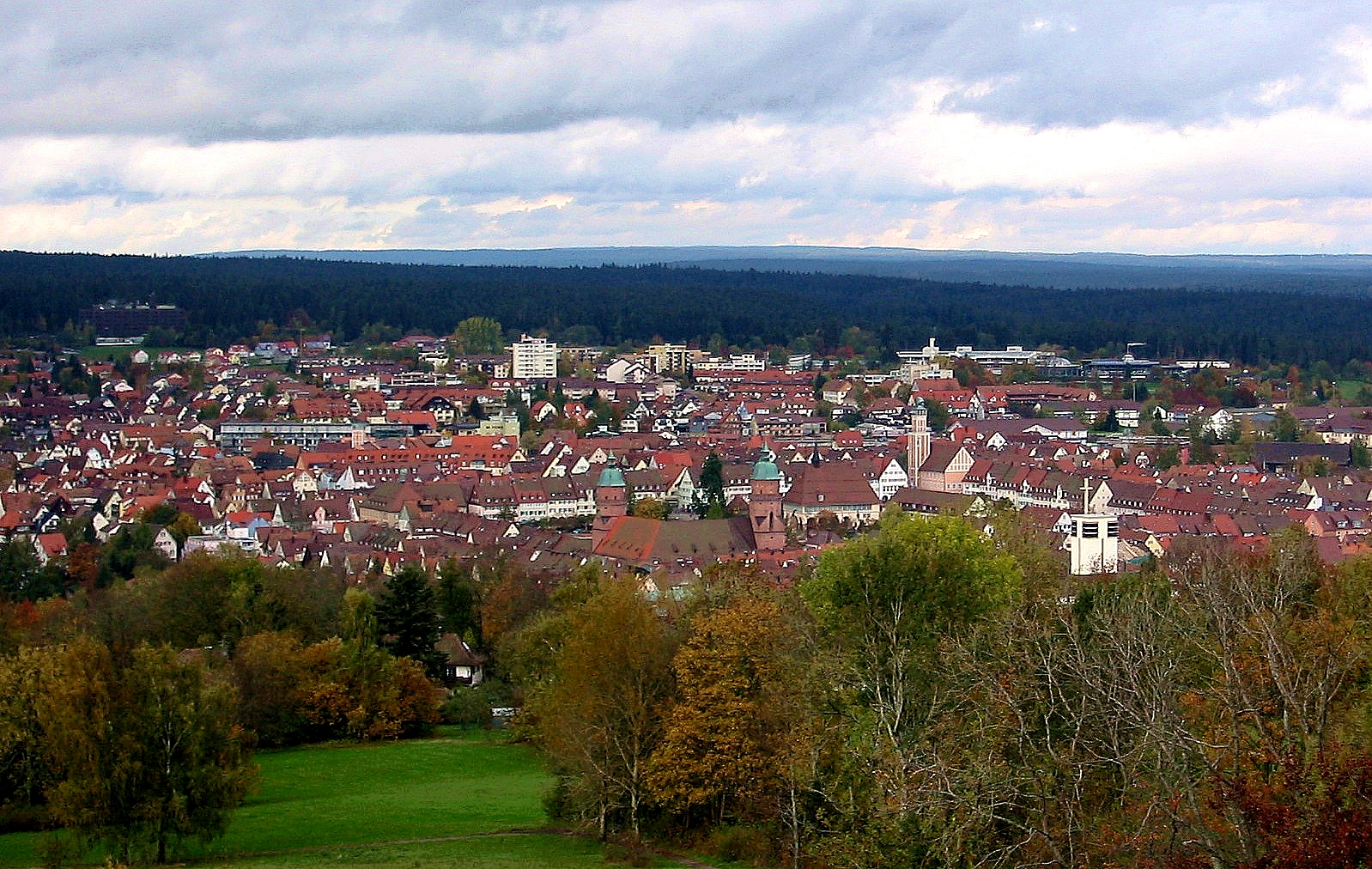
Blick vom Friedrichsturm auf die Innenstadt

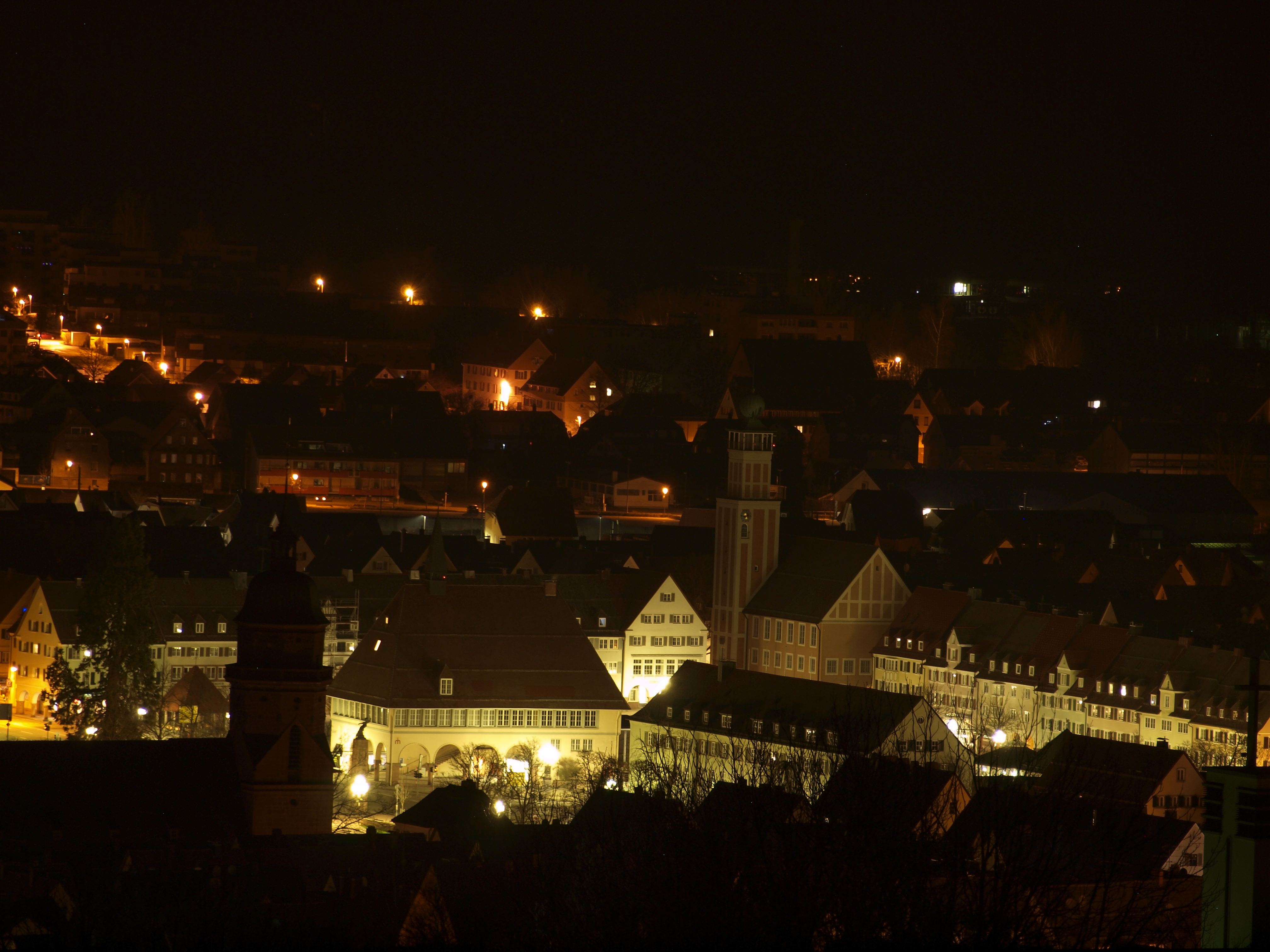
Nächtlicher Blick über den Marktplatz mit hell erleuchtetem Stadthaus, dahinter das Rathaus

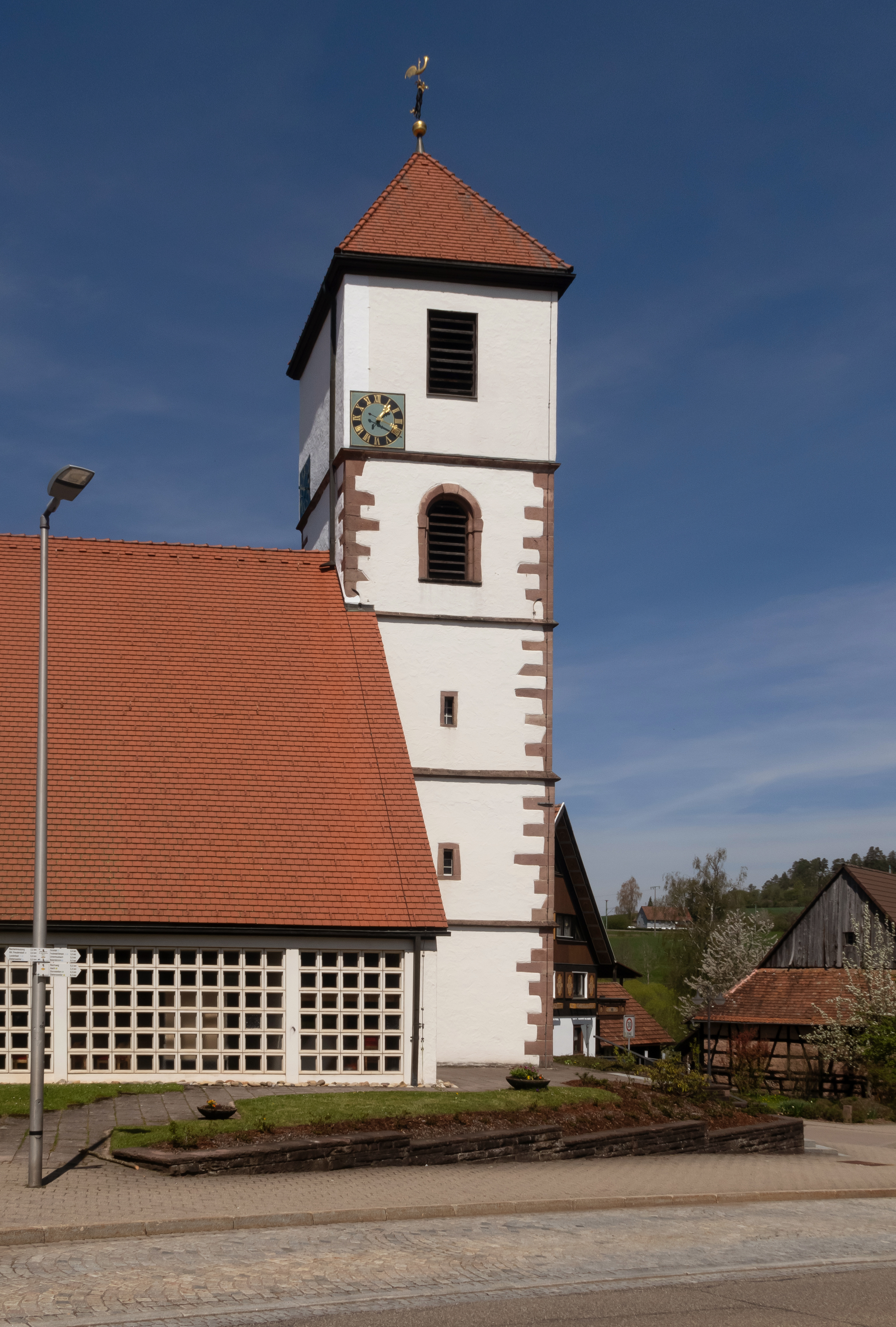
Wittlensweiler, die Sankt Galluskirche

### Lage
Freudenstadt liegt im nordöstlichen Schwarzwald. Es befindet sich rund 70 Kilometer südwestlich von Stuttgart und rund 60 Kilometer südlich von Karlsruhe auf einem Hochplateau am Ostrand des Nordschwarzwalds auf 591 bis 968 m ü. NN in der Region Nordschwarzwald. Das Hochplateau liegt am Rande einer nach Osten flach abfallenden schiefen Ebene. Diese ist Einzugsgebiet der Glatt, die dann in den Neckar mündet. Gleich westlich des Stadtzentrums fällt das Gelände steil zum tief eingeschnittenen Tal des Forbachs ab, der zur Murg fließt. Sechs Kilometer in Richtung Süden, im Luftkurort Loßburg, entspringt die Kinzig, die bei Kehl in den Rhein mündet. Das größtenteils waldbedeckte westliche Stadtgebiet steigt zur Passhöhe am Kniebis an und von dort weiter bis auf 968 m ü. NN bei der Alexanderschanze. Südlich des Ortsteils Kniebis entspringt der Fluss Wolf.

### Nachbargemeinden
Die folgenden Städte und Gemeinden grenzen im Uhrzeigersinn, beginnend im Norden, an die Stadt Freudenstadt: Baiersbronn, Seewald, Dornstetten, Glatten, Loßburg, Alpirsbach und Bad Rippoldsau-Schapbach (alle Landkreis Freudenstadt).

### Geologie
Die Stadt befindet sich in einem Deckgebirge der Trias, das auf einem älteren Grundgebirgssockel liegt. Die vorherrschenden Buntsandstein-Ablagerungen wurden im Verlauf des Tertiärs vom Freudenstädter Graben gestört, einem zwölf Kilometer langen und sieben Kilometer breiten Graben mit Verwerfungen von bis zu 140 Meter Sprunghöhe. Die Grabensohle besteht wie in dem östlich benachbarten Gäu aus Muschelkalk. Vor allem an den Grabenrändern, zum Beispiel im Christophstal unweit des heutigen Stadtzentrums, haben hydrothermale Lösungen Quarz-Schwerspat-Gänge gebildet.
Einen ersten, wenn auch schwachen Hinweis auf historischen Bergbau im Freudenstädter Revier enthält eine Urkunde von 1267. Weitere Hinweise aus dem Mittelalter fehlen, Hauptphase des Bergbaus war im Zeitraum vom 16. bis 18. Jahrhundert. Wie im württembergischen Schwarzwald die Regel, traf dieser auch hier auf große wirtschaftliche Schwierigkeiten und war häufig unterbrochen. Abgebaut wurden vor allem Silber- und Kupfer- sowie Eisenerze. Zur Eisengewinnung wurde der oberflächennah reichlich auftretende Limonit gefördert und zur Silber-, später auch Kupfergewinnung arsenreiches Fahlerz abgebaut. Die Fahlerze der Reviere im Deckgebirge weisen einen erhöhten Wismutgehalt auf. Der Abbau führte zur Erstbesiedlung des Christophstals rund 30 Jahre vor der Gründung von Freudenstadt.
Das Landesamt für Geologie, Rohstoffe und Bergbau stellte 2008 bei Bohrungen ein im Vergleich zu anderen deutschen Gangrevieren „erhebliches“ Potential an Baryt fest. Ein Probeabbau erfolgt derzeit beim Dorothea-Untersuchungsstollen nahe der Talstraße im Forbachtal.

### Stadtgliederung
Das Stadtgebiet von Freudenstadt gliedert sich in die Kernstadt Freudenstadt mit Christophstal und Zwieselberg (zusammen 16.159 Einwohner) und die Stadtteile Dietersweiler und Lauterbad (2256 Einwohner), Grüntal und Frutenhof (1027 Einwohner), Igelsberg (254 Einwohner), Kniebis (947 Einwohner), Musbach (761 Einwohner) und Wittlensweiler (2186 Einwohner). Die Stadtteile wiederum sind in Dörfer, Weiler, Höfe und Häuser untergliedert.
Die offizielle Benennung der Stadtteile erfolgt in der Form „Freudenstadt, Stadtteil …“ Bei den Stadtteilen handelt es sich mit Ausnahme von Kniebis um ehemals selbständige Gemeinden. In Freudenstadt ist die unechte Teilortswahl eingeführt, das heißt, das Stadtgebiet gliedert sich in sechs Wohnbezirke im Sinne der baden-württembergischen Gemeindeordnung. Die Kernstadt und der Stadtteil Igelsberg sind zu einem Wohnbezirk zusammengefasst, die restlichen Wohnbezirke sind identisch mit den Stadtteilen. In den Stadtteilen bestehen Ortschaften im Sinne der baden-württembergischen Gemeindeordnung mit eigenem Ortschaftsrat und einem Ortsvorsteher als dessen Vorsitzenden. In den Ortschaften gibt es Verwaltungsstellen des Bürgermeisteramts.
Abgegangene, heute nicht mehr bestehende Ortschaften und Burgen sind die Burg Hofstätten und die Siedlung Burgberg auf dem Schwarzwald im Stadtteil Dietersweiler, Schöllkopf, ein im Dreißigjährigen Krieg abgebranntes Gehöft, die Siedlungen und Einzelhöfe Wolfhaus im Stadtteil Grüntal, Slunwag im Stadtteil Igelsberg sowie Gallushütte und Hilpertshöfle im Stadtteil Musbach.

### Raumplanung
Freudenstadt ist ein Mittelzentrum innerhalb der Region Nordschwarzwald, in der Pforzheim als Oberzentrum ausgewiesen ist. Zum Mittelzentrum Freudenstadt gehören die Städte und Gemeinden Alpirsbach, Bad Rippoldsau-Schapbach, Baiersbronn, Dornstetten, Glatten, Grömbach, Loßburg, Pfalzgrafenweiler, Schopfloch, Seewald, Waldachtal und Wörnersberg.

### Klima
Bereits Anfang des 20. Jahrhunderts gab es regelmäßige Messungen der Regenmenge, der Sonnenscheindauer und anderer Klimawerte. Im Jahr 1925 hieß es in einer Anzeige: „Die durchschnittlich größte Zahl der jährlichen Sonnentage in Deutschland entfällt auf die Stadt Freudenstadt in Württemberg mit 64,2 Tagen (Feststellung des Preußischen Meteorologischen Instituts)“.
Die Jahresdurchschnittstemperatur lag zwischen 1990 und 2007 bei 7,9 °C. Die höchste durchschnittliche Maximaltemperatur ergab sich mit 21,2 °C im August, die niedrigste durchschnittliche Minimaltemperatur im Januar bei −2,2 °C. Analog dazu sind die höchste und die niedrigste Tagesdurchschnittstemperatur verteilt. Die zwischen 1961 und 1990 gemessene Jahresniederschlagsmenge ist aufgrund der Gebirgsrandlage der Stadt mit 1681,4 Millimeter für Deutschland überdurchschnittlich hoch. Über das Jahr wurden dabei recht konstante Werte verzeichnet, wobei das Maximum mit 189,9 Millimetern im Dezember verzeichnet wurde. Für die Regentage ergibt sich ein ähnliches Bild mit einer recht homogenen Verteilung von 15,2 Tagen im Juni und Juli und 19,7 Tagen im Dezember. Im Jahr gab es im Mittel 205,6 Regentage. Bei den durchschnittlichen täglichen Sonnenscheinstunden zwischen 1990 und 2007 erreichte Freudenstadt mit 4,6 einen hohen Wert, der vermutlich auf die weitgehende Nebelfreiheit zurückzuführen ist. Die meisten Sonnenstunden wurden im Juni verzeichnet (7,1 Stunden), die geringsten im Dezember mit 1,8 Stunden. Wetterdaten für Freudenstadt werden von der Warte des Deutschen Wetterdienstes auf dem erhöht liegenden Kienberg gesammelt. Die Firma Meteomedia unterhält Wetterstationen auf dem Marktplatz und in Freudenstadt-Langenwald.
|                        | Jan   | Feb   | Mär   | Apr   | Mai   | Jun   | Jul   | Aug   | Sep   | Okt   | Nov   | Dez   |   |         |
| Mittl. Temperatur (°C) | −0,2  | 0,6   | 3,7   | 6,7   | 11,5  | 14,7  | 16,6  | 16,7  | 12,4  | 8,7   | 3,1   | 0,1   | ⌀ | 7,9     |
| Mittl. Tagesmax. (°C)  | 1,9   | 3,2   | 7,0   | 10,8  | 15,8  | 19,2  | 21,0  | 21,2  | 16,3  | 11,9  | 5,3   | 1,9   | ⌀ | 11,3    |
| Mittl. Tagesmin. (°C)  | −2,2  | −2,0  | 0,4   | 2,6   | 7,2   | 10,2  | 12,1  | 12,2  | 8,5   | 5,5   | 1,0   | −1,6  | ⌀ | 4,5     |
|                        |       |       |       |       |       |       |       |       |       |       |       |       |   |         |
| Niederschlag (mm)      | 173,7 | 151,7 | 150,1 | 124,3 | 128,3 | 137,0 | 114,9 | 112,1 | 104,7 | 121,2 | 172,8 | 189,9 | Σ | 1.680,7 |
|                        |       |       |       |       |       |       |       |       |       |       |       |       |   |         |
| Sonnenstunden (h/d)    | 2,4   | 3,0   | 4,2   | 5,4   | 6,1   | 7,1   | 6,9   | 6,8   | 5,2   | 3,6   | 2,1   | 1,8   | ⌀ | 4,6     |
|                        |       |       |       |       |       |       |       |       |       |       |       |       |   |         |
| Regentage (d)          | 17,4  | 17,2  | 17,5  | 16,5  | 17,2  | 16,4  | 17,1  | 15,2  | 15,2  | 17,2  | 19,0  | 19,7  | Σ | 205,6   |
|                        |       |       |       |       |       |       |       |       |       |       |       |       |   |         |
| Luftfeuchtigkeit (%)   | 88    | 85    | 81    | 77    | 75    | 76    | 74    | 76    | 79    | 83    | 86    | 86    | ⌀ | 80,5    |

| −2,2 |

| −2,0 |

| 0,4 |

| 2,6 |

| 7,2 |

| 10,2 |

| 12,1 |

| 12,2 |

| 8,5 |

| 5,5 |

| 1,0 |

| −1,6 |

| −2,2 |

| −2,0 |

| 0,4 |

| 2,6 |

| 7,2 |

| 10,2 |

| 12,1 |

| 12,2 |

| 8,5 |

| 5,5 |

| 1,0 |

| −1,6 |

| N i e d e r s c h l a g | 173,7 | 151,7 | 150,1 | 124,3 | 128,3 | 137,0 | 114,9 | 112,1 | 104,7 | 121,2 | 172,8 | 189,9 |
|                         | Jan   | Feb   | Mär   | Apr   | Mai   | Jun   | Jul   | Aug   | Sep   | Okt   | Nov   | Dez   |

## Geschichte

### Spätere Stadtteile und Bergbau im St. Christophstal

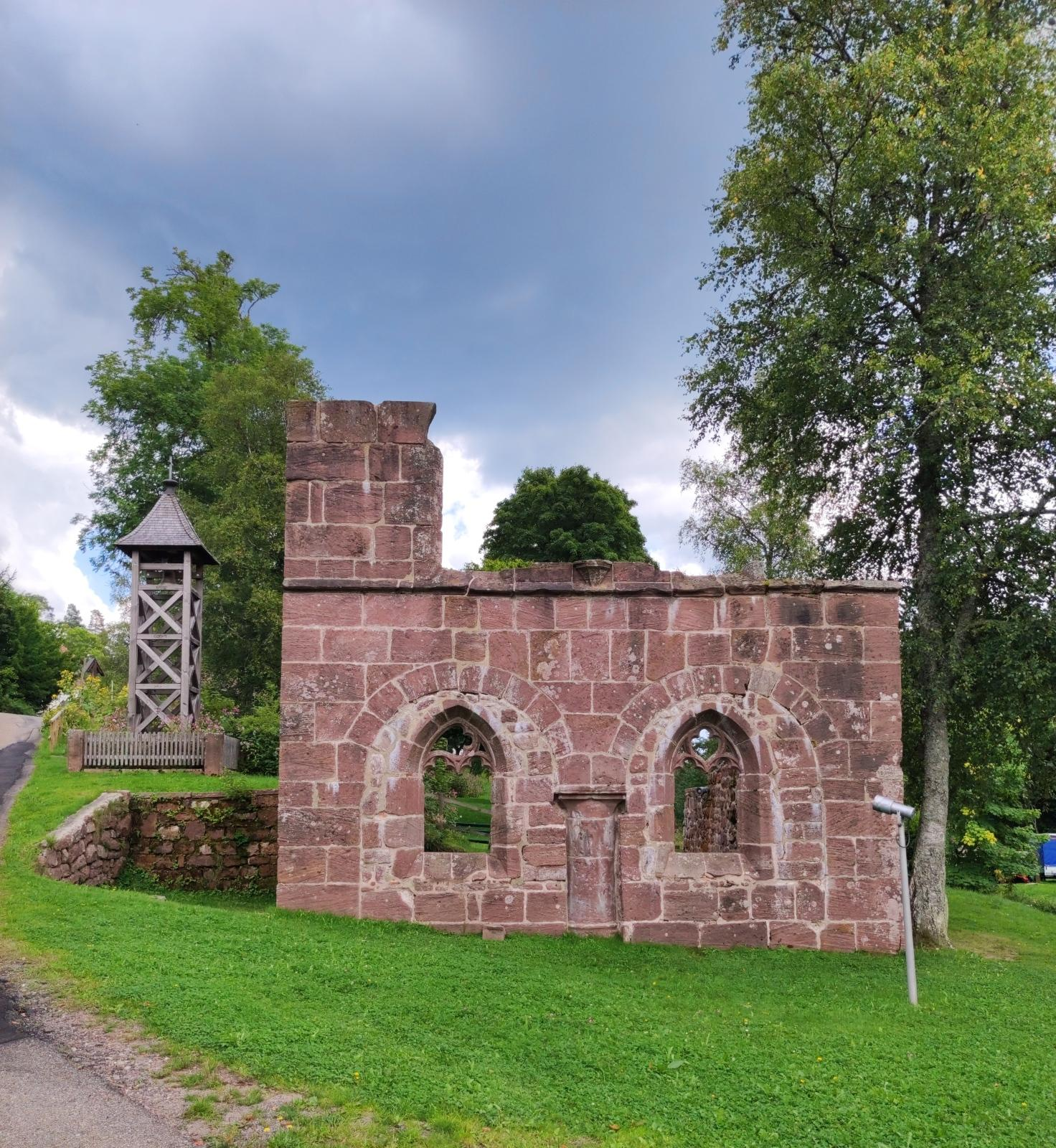
Ruinen des Klosters Kniebis

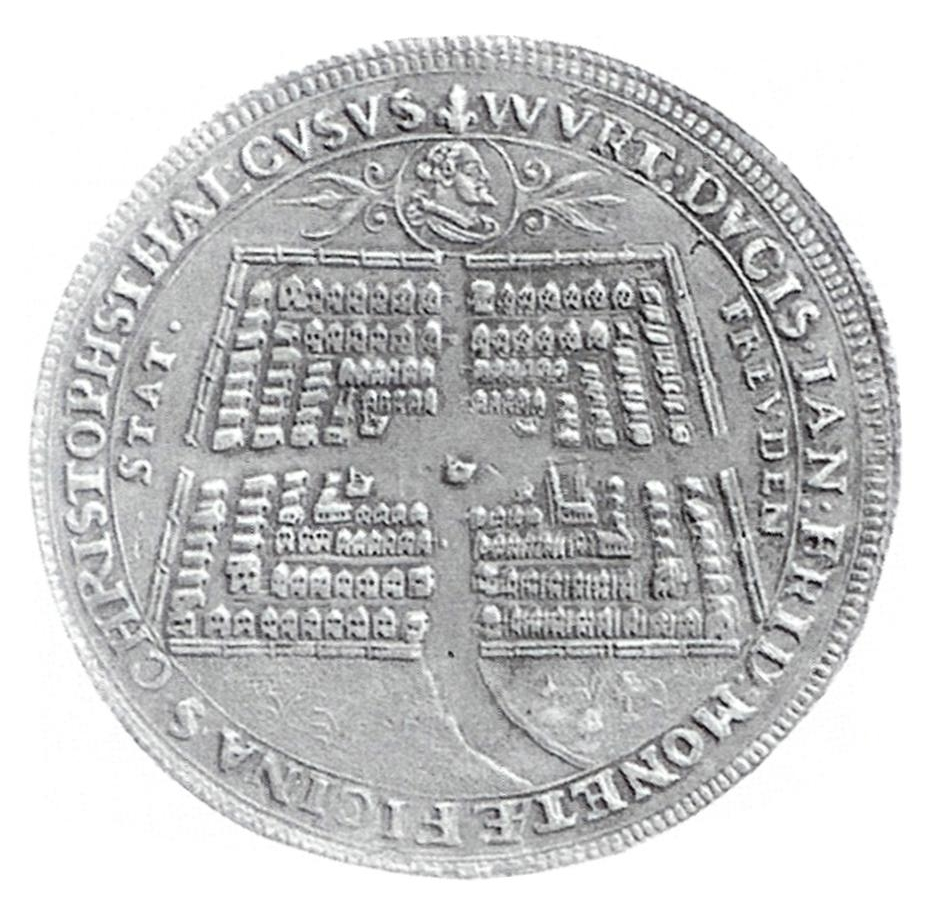
Medaille 1627 mit Ansicht von Freudenstadt, geprägt in der Münzstätte Christophstal

Der heutige Stadtteil Grüntal-Frutenhof wurde erstmals 1100 als Grindelen urkundlich erwähnt. Das Gehöft Frutenhof fand dagegen erst 1470 schriftliche Erwähnung. 1583 bekam Grüntal eine eigene Pfarrei. Die Existenz von Igelsberg ist als Illigsberg um das Jahr 1230 gesichert, als es vom Pfalzgrafen Rudolf von Tübingen zu Lehen an das Bistum Straßburg ging. Seit 1381 gehörte Igelsberg zum Benediktiner-Kloster Reichenbach und kam erst 1595 zu Württemberg.
Im heutigen Kniebis stand um 1250 eine Kapelle eines Herrenalber Mönchs, die 1278 zu einem Franziskanerkloster umgebaut wurde, das 1320 zu Württemberg kam. Um sich gegen mögliche Angriffe des habsburgischen Bischofs von Straßburg zu schützen, ließ der von den Habsburgern unter Friedrich dem Schönen zum Kaiser Ludwig dem Bayern übergelaufene Graf Eberhard Schanzen auf dem Kniebis errichten. Der Stadtteil Musbach, namentlich das gegenwärtige Untermusbach, fand 1274 als Muosbach Eingang in Schriftstücke und war von Beginn an württembergisch. Wohl 1291 kam das heutige Untermusbach vom Pfalzgrafen von Tübingen zum Kloster Reichenbach. Erst 1595 wurde es württembergisch. Dietersweiler fand 1347 erstmals als Dietrichsweiler urkundlich Erwähnung. Zusammen mit dem bereits zu Beginn des 12. Jahrhunderts als Witelineswilare bestehenden Stadtteil Wittlensweiler wurde es von den Herren von Lichtenfels an die Herren von Neuneck veräußert. Wittlensweiler ging 1473 an Württemberg, Dietersweiler folgte 1511.
1520 bis 1534 gab es unter österreichischer Herrschaft Erzförderung in der Nähe des ehemaligen Gehöfts Schöllkopf. 1544 wurde das Kloster auf dem Kniebis aufgelöst. Viele kleine Bergwerke, deren Stollen waagrecht in den Berg führten, entstanden, darunter um 1560 der nach Herzog Christoph bzw. seinem Namenspatron benannte „St.-Christoph-Erbstollen“, dessen Name auch auf den Talabschnitt und die Siedlung, die kurz darauf entstand, überging. Die steilen Talhänge des Christophstal begünstigten die Anlage von Stollen, senkrechte Schächte blieben in Zahl und Bedeutung deutlich zurück. Aber nicht nur im Christophstal wurden Gruben angelegt. In der Nähe von Lauterbad entstand die Charlottengrube, auf dem Kienberg der Georgsstollen sowie die Grube „Schweitzer Treu“. Auch in den späteren Ortsteilen wurde geschürft: In Wittlensweiler wurde zwischen 1812 und 1824 eine Grube in der Pfarrgasse („Friedrich- und Wilhelmina-Fundgrub in der Kirchgaß“) betrieben, die Schwerspat und Brauneisen förderte.
Bereits im Jahr 1536 wurden die Bergleute mit besonderen Privilegien ausgestattet. Im Jahr 1598 wurden 87 Tonnen Erz gefördert, das je Tonne bis zu 1.800 Gramm Silber und 140 Kilogramm Kupfer enthielt. Die Silberschmelze wurde mit Holzkohle aus den Wäldern der Umgebung beheizt. 1603 betrug die Förderung 94 Kilogramm Silber. Daraus entstanden die sogenannten Christophstaler. Später konzentrierte sich der Abbau auf Kupfer und Eisen.
Am 23. Januar 1572 wurde unter Herzog Ludwig der Bau eines Hüttenwerkes angeordnet. Sein Nachfolger Friedrich I. sorgte im Hinblick auf eine weitgehende Rohstoff-Autarkie des Herzogtums für die Gründung weiterer Verarbeitungsbetriebe. 1595 plante Baumeister Heinrich Schickhardt eine Eisenschmiede, aus der der spätere obere Großhammer entstand. 1606–1610 kam eine Messingfaktorei mit Brennöfen und Schmiede hinzu. 1616 wurde der obere Drahtzug eingerichtet, 1621 der untere. Es entstanden ein Kupferhammer, ein Pfannenhammer, ein weiterer Großhammer, der spätere Wilhelmshammer. Zwischen Kupferhammer und (unterem) Pfannenhammer wurde eine zweite Schmelze errichtet. An einem heute unbekannten Ort stand auch eine Glockengießerei. Zwischen 1622 und 1628 wurde im Christophstal eine der vier verschiedenen württembergischen Münzprägeanstalten betrieben, in der erst Münzen aus der Kipper- und Wipperzeit, so der Hirschgulden mit dem Münzzeichen „CT“ oder „C“  und später dann reguläre Münzen geprägt wurden.

### Stadtplanung

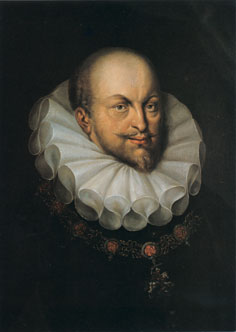
Friedrich I., Gründer von Freudenstadt

Herzog Friedrich I. betrieb als Vertreter des frühen Absolutismus eine aktive Macht- und Wirtschaftspolitik. Die Förderung des Bergbaus in Christophstal und die Ansiedlung von Exulanten sollten im merkantilistischen Sinne die Einnahmen des Landesherren sichern. Die bestehenden Landesfestungen wurden ausgebaut. An der Westflanke, nahe dem strategisch wichtigen Kniebis-Pass, sollte mit Freudenstadt eine neue befestigte Residenz weitere geplante Territorialerwerbungen im Westen als Brückenschluss zu den westrheinischen Besitzungen sichern. 1595 hatte der Herzog Besigheim und Mundelsheim von Baden erworben. Im selben Jahr setzte er mit Gewalt seine Ansprüche auf Reichenbach durch. Sein weiteres Ziel war der Erwerb des Hochstifts Straßburg. 1604 erlangte er zumindest auf dreißig Jahre befristet die Pfandschaft Oberkirch von diesem Hochstift. Friedrich beauftragte seinen Baumeister Heinrich Schickhardt um das Jahr 1598, das Gebiet um das heutige Freudenstadt zu untersuchen. Rückblickend berichtet Schickhardt 1632 in der Zusammenfassung seines Lebenswerkes („Inventar“):

„Da hab ich, alß es noch ein wald gewesen, den ersten augenshein ein genommen, den Boden an vilen undershidlichen orten zemlich tief ersuochen lassen, aber wenig guots gefunden, dero wegen ich in underthonigkhait darfür gehalten, das nit Rhatsam ein Stat dahen zu bauwen […]“

Dennoch bestand der Herzog auf den Bau der Stadt. Schickhardts quadratischer Grundriss für Freudenstadt geht wahrscheinlich auf Zeichnungen Albrecht Dürers in seiner Festungslehre zurück. Schickhardt entwarf Freudenstadt auf Geheiß Friedrichs I. am Reißbrett. Zunächst legte er dem Herzog den als Baublockplan bekannten Entwurf vor, bei dem jeweils mehrere Häuser in Zeilen oder rechteckig, teils mit Innenhof, angelegt sind. Die massive Festung mit dem Schloss war in diesem ersten Plan in einer Ecke der Anlage vorgesehen, der Marktplatz im Zentrum der Stadt war verhältnismäßig klein geplant. Schickhardts zweiter Entwurf ist eine Fortentwicklung des Baublockplans. Es sind bereits deutliche Ansätze der später realisierten Häuserzeilen zu erkennen. Das Schloss in der damals üblichen Bauweise war abermals in einer Ecke der Anlage in die Festungsmauern eingebettet. Tatsächlich wurde Freudenstadt dann nach dem Dreizeilenplan erbaut, wobei das nun in der Mitte der Stadt geplante Schloss und die Festung erst später entstehen sollten. Diese Entscheidung ließ zu, die Stadt flexibel zu vergrößern, bis eine konstante Einwohnerzahl erreicht war. Das Schloss war im Dreizeilenplan mittig und um 45° zur geometrischen Stadt gedreht auf dem Marktplatz vorgesehen. Die geplante massive Konstruktion der Festung wurde zurückgenommen und gleicht mehr einer Stadtmauer, was darauf hindeutet, dass dem Herzog bereits zu diesem Zeitpunkt doch nicht mehr so viel an der militärischen Funktion seiner Stadt gelegen war. Gleichwohl ist ein Plan Schickhardts bekannt, der den Dreizeilenplan um eine mächtige Festung erweiterte. Ob es sich dabei mehr um eine „Spielerei“ oder um eine echte Planung handelte, ist allerdings nicht bekannt. Umgeben wird das Zentrum auf dem Plan von drei Häuserzeilen, die an ein Mühlebrett erinnern. Selbst die Namen der ersten Bewohner, vornehmlich Handwerker, die vom Bau der neuen Stadt profitieren wollten, sind eingetragen. Diese Anmerkungen dürften von Elias Gunzenhäuser, dem örtlichen Bauleiter, stammen.

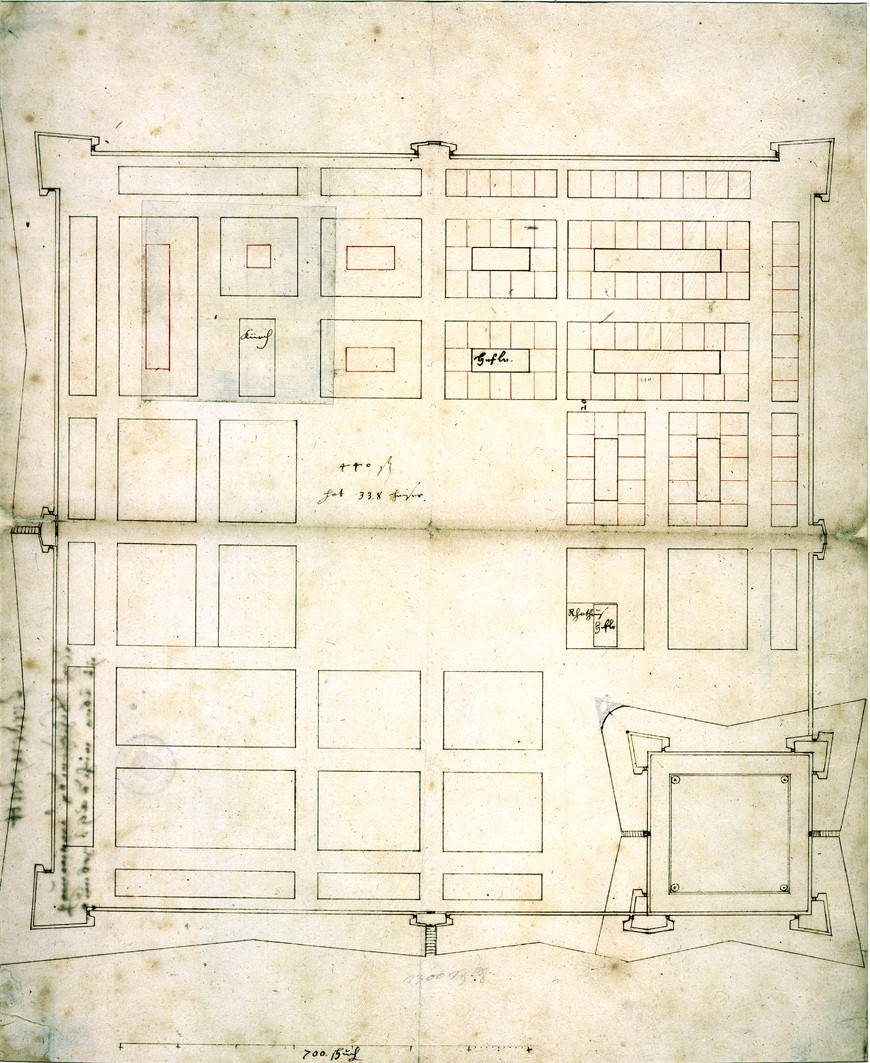
Erster Entwurf („Baublockplan“)
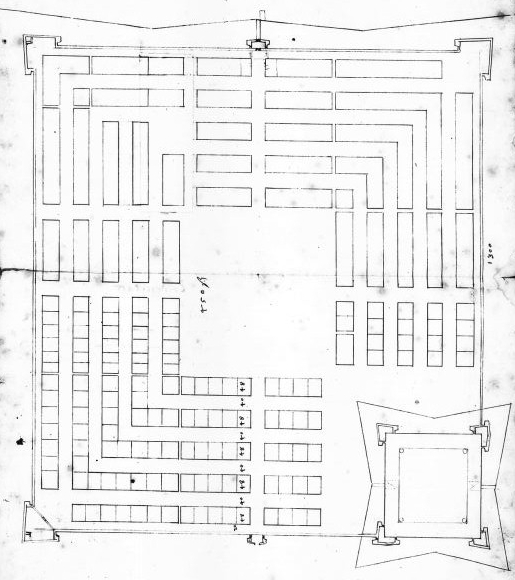
Zweiter Entwurf (Baublockplan mit deutlichen Elementen der Zeilenpläne)
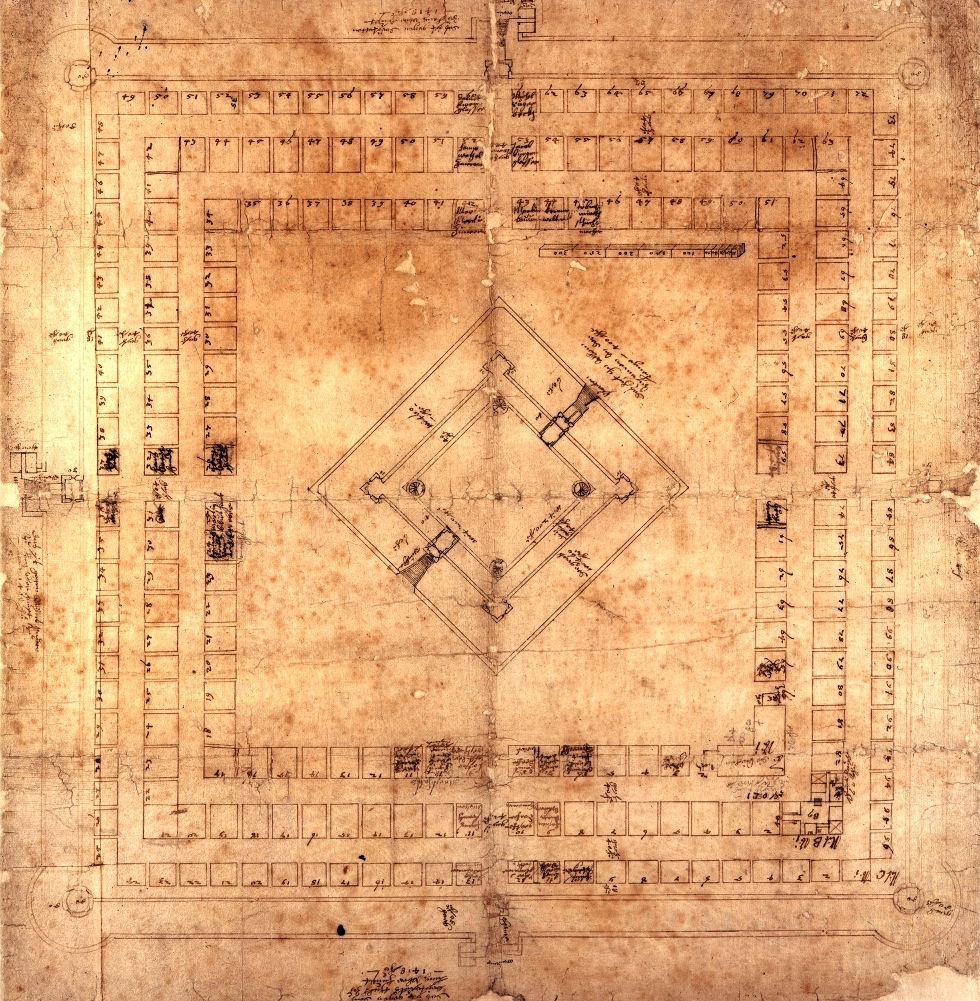
Dritter, endgültiger Entwurf („Dreizeilenplan“)
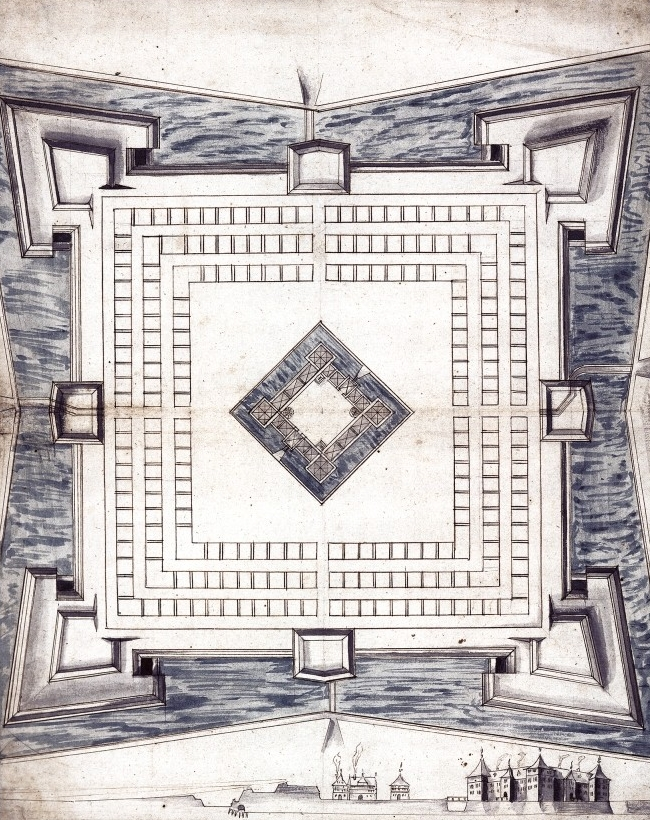
Entwurf für Dreizeilenplan erweitert um Festung
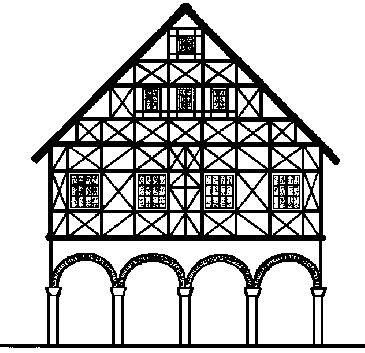
Giebelhaus im typischen Fachwerkstil mit Arkaden
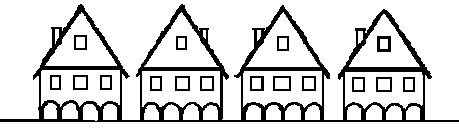
Anordnung der Giebelhäuser am Marktplatz
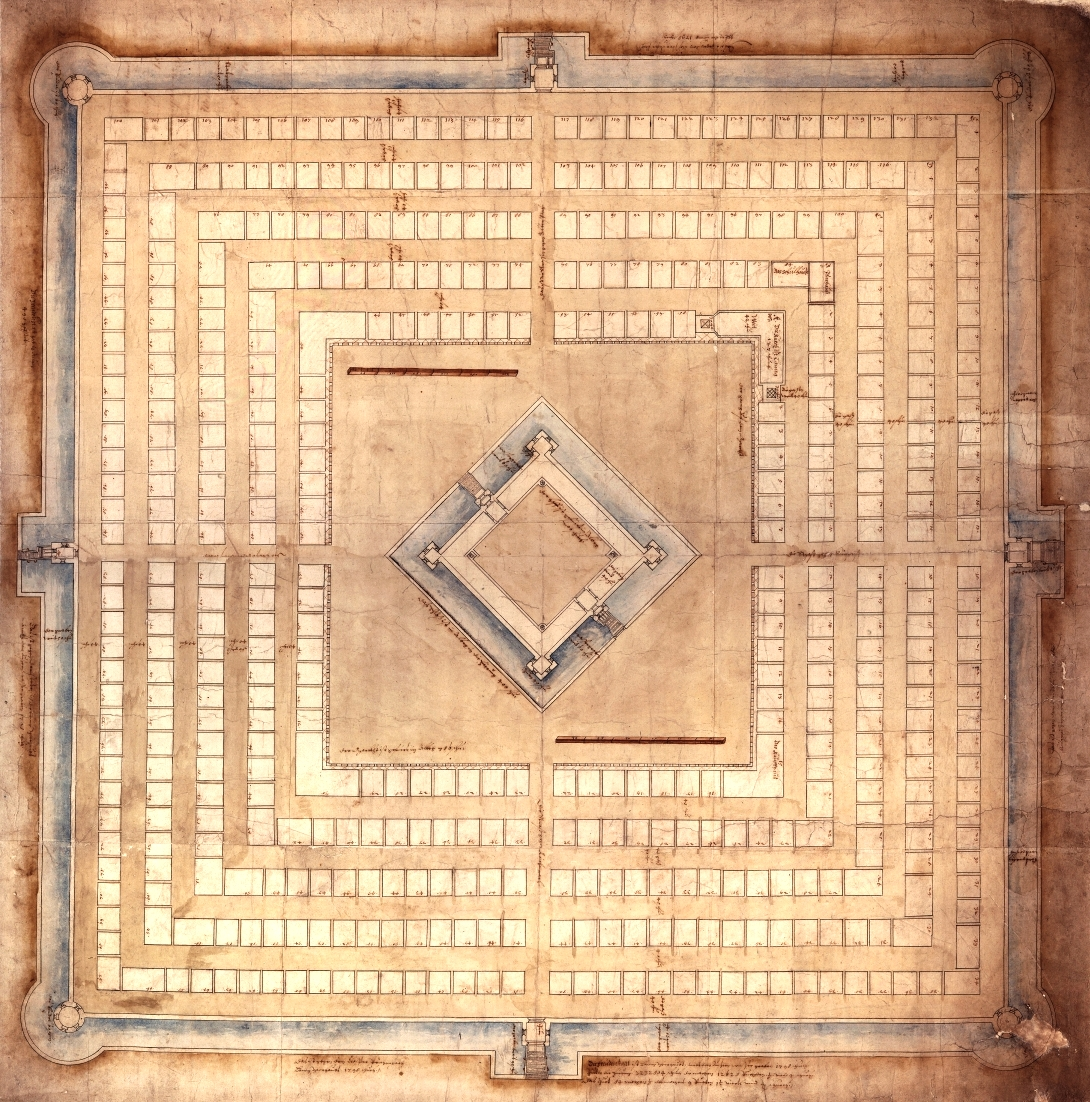
Entwurf zur Erweiterung der Stadt 1604 („Fünfzeilenplan“)
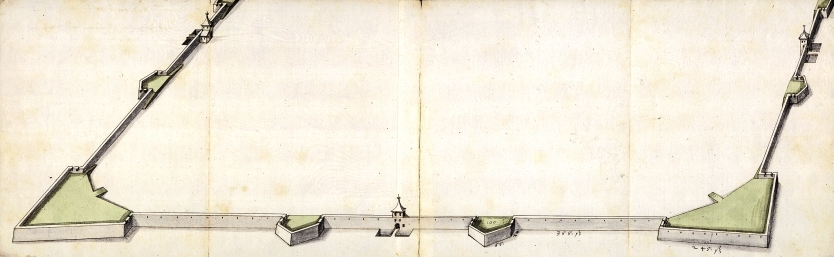
Skizze der geplanten Befestigung um 1612

### Stadtgründung
Der 22. März 1599, als die ersten Häuser und Straßen von Schickhardt in Anwesenheit des Herzogs abgesteckt wurden, gilt als Gründungsdatum der Stadt. Die Häuser am Marktplatz hatten zum Platz hin ausgerichtete Dachgiebel und wurden daher Giebelhäuser genannt. Es handelte sich um typische Fachwerkhäuser. Ein vom Zimmermann aufgestelltes Gerüst aus Balken wurde mit Mauerwerk ausgefüllt und hell verputzt, während die Balken, die zum Teil sichtbar blieben, dunkel angestrichen wurden. Heute sind im Stadtkern keine solchen Häuser mehr erhalten. Im wenig entfernten Dornstetten ist diese Bauweise im historischen Ortskern noch sichtbar.
Am 1. Mai 1601 erfolgte die Grundsteinlegung für die wohl von Elias Gunzenhäuser entworfene Stadtkirche, die am Marktplatz als Winkelkirche gebaut wurde. Ab 1602 wurden in der Nordwestecke – ebenfalls durch Gunzenhäuser – das Kaufhaus, in den 1660er-Jahren in der Nordostecke das Rathaus erbaut, beide ebenfalls als Winkelbauten. Am 6. Mai 1601 wurde die „Stadt ob Christophstal“ erstmals urkundlich als „Freudenstadt“ erwähnt. Wie es zu dieser Namensgebung kam, ist nicht geklärt. Am 3. November erfolgte dann eine Ausschreibung, mit der gezielt Ansiedlungswillige angesprochen wurden, denen Bauplatz, Holz und Felder versprochen wurden. Auf diese Art wurden vor allem von der habsburgischen Gegenreformation betroffene protestantische Glaubensflüchtlinge aus den österreichischen Kronländern Steiermark, Kärnten und Krain in die junge Stadt gelenkt. Da viele Flüchtlinge aus Krain nur slowenisch sprachen, predigte bald auch ein slowenischer Pfarrer. 1603 erhielt die junge Stadt ein Wappen und den ersten Bürgermeister, zwei Jahre später ihre Gemarkung. Hierzu wurden Teile des Dornstetter Waldgedings und der Nachbargemeinde Baiersbronn abgetrennt. Freudenstadt wurde Sitz eines kleinen Amtes.
Da sich die Einwohnerzahl gut entwickelte, ordnete Herzog Friedrich I. die Vergrößerung der Stadtanlage an. Schickhardt erstellte daraufhin den Fünfzeilenplan. Zwei zusätzliche Häuserreihen sollten zusammen mit den drei bestehenden etwa 2.500 Einwohnern Wohnplatz bieten. 1608 starb Herzog Friedrich I. von Württemberg. Da die bisherigen Parzellen der nunmehr vierzeiligen Stadt zu diesem Zeitpunkt noch nicht vollständig bebaut waren, baten die Bürger seinen Sohn und Nachfolger, Johann Friedrich von Württemberg, zumindest die Erweiterung um eine fünfte Häuserzeile aufzugeben; dem Gesuch wurde stattgegeben. Nach dem Tod von Herzog Friedrich wurden auch die Pläne für das Schloss in „Friedrichs Stadt“ nicht mehr berücksichtigt. Die freie Fläche im Zentrum blieb somit ein riesiger Platz, der heute als ‚größter bebauter Marktplatz‘ Deutschlands gilt (siehe dazu weiter unten: Städtebeziehung u. a. zu Heide mit dem ‚größten unbebauten Marktplatz‘ Deutschlands). Außerdem besaß die Stadt lange Zeit keine Stadtmauer. Zwar gab es hierfür immer wieder Pläne (beispielsweise Schickhardts Plan von 1612, siehe oben); teils wurden auch Arbeiten begonnen, tatsächlich fertiggestellt wurden sie aber nicht.
Der Freudenstädter Bürgermeister bat Herzog Johann Friedrich im Jahr 1619 vergeblich um eine Stadtmauer. Die Stadt war zu arm, um eine Befestigung selbst zu finanzieren, deshalb wurde in den folgenden Jahren ein Bretterzaun rund um die Stadt gebaut. Auf dem Merianstich von 1643 ist dieser Zaun gut erkennbar. 1616 erfolgte mit dem Weiler St. Christophstal die erste Eingemeindung in die junge Stadt.

### Elendsjahre und Wiederaufblühen

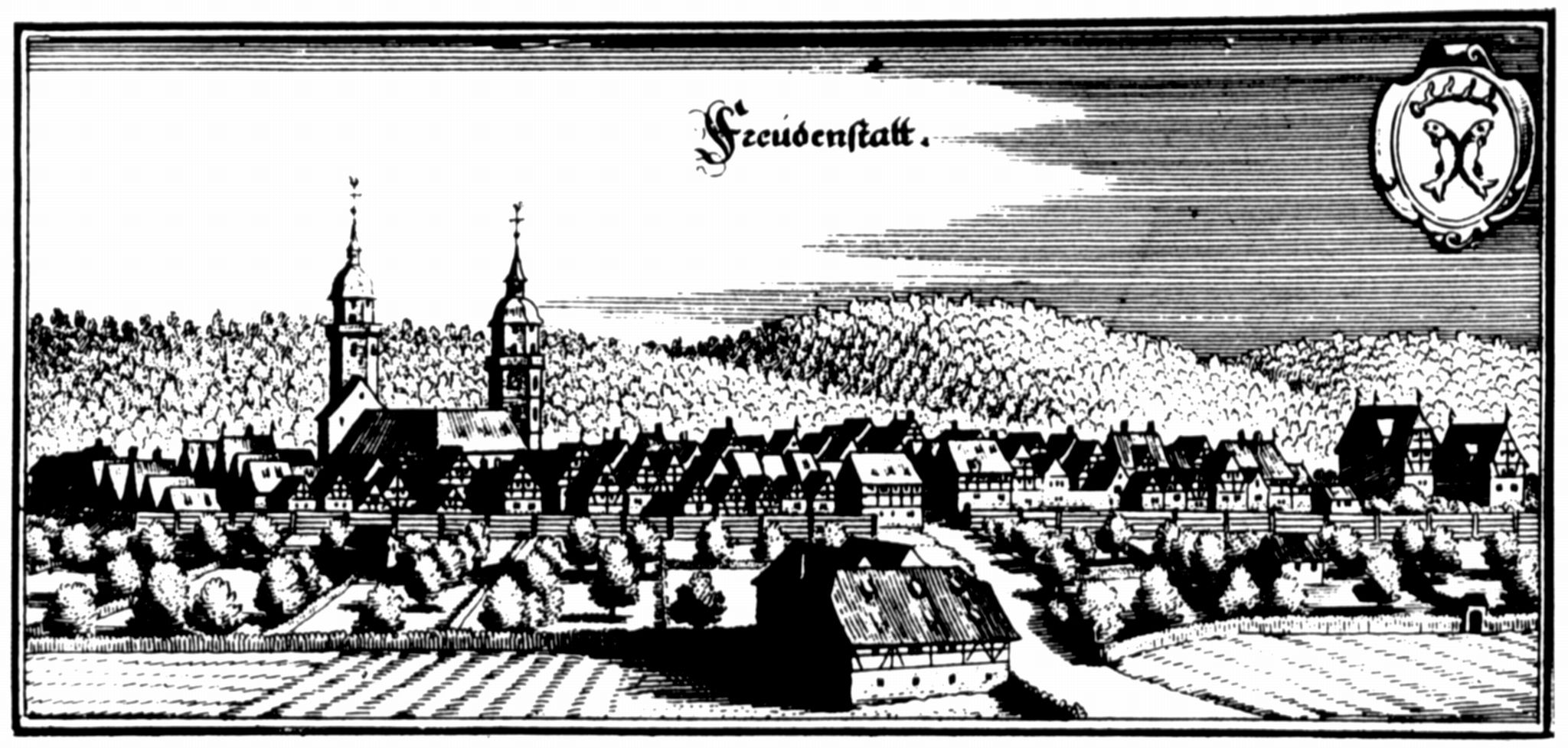
Freudenstadt auf einem Stich von Merian aus dem Jahr 1643

Nur wenige Jahre nach der Gründung, als Freudenstadt schon fast 3.000 Einwohner gezählt haben soll, brach 1610/11 die Pest aus; sie soll 800 Menschen hinweggerafft haben, weitere 900 seien daraufhin abgewandert. Viehkrankheiten und Missernten verschlimmerten die Situation. 1632 brach im Gasthaus Zum Güldenen Barben am unteren Marktplatz ein Brand aus, der sich wegen der Anordnung der Fachwerkhäuser in Häuserzeilen schnell ausbreitete. Heinrich Schickhardt vermerkt zu dem Ausmaß des Schadens:

„Auff den 24. Maii anno 1632 ist in der Fredenstatt eine ershröckhliche brunst außgangen, [darin sind 3 Personen gestorben und 144 Häuser abgebrannt. Das Feuer ist in der Herberge zum Güldenen Barben ausgebrochen, welches das erste Haus überhaupt in dieser Stadt war. Es ist ein Überschlag gemacht worden, dass sie zu Erbauung der abgebrannten Häuser samt 8 Scheuern bedürfen an Eichen- und Tannenbauholz: 18.577 Stämme, Bretter 44.125 und Latten 44.350.]“

Nach der verlorenen Schlacht bei Nördlingen im Dreißigjährigen Krieg wurden durch kaiserlich-habsburgische Truppen erneut Gebäude in Brand gesetzt und die wenigen verbliebenen Einwohner beinahe gänzlich ermordet und geplündert. Die Einwohnerzahl in jenen Tagen dürfte im unteren zweistelligen Bereich gelegen haben. Die Pest brach 1635 zudem erneut aus und vernichtete wiederum nahezu jegliches Leben. Freudenstadt blieb über Jahre weitgehend verödet. Selbst 1652, fast zwanzig Jahre nach den tragischen Ereignissen, ist in Aufzeichnungen von nur etwa 300 Bürgern die Rede.

### Festungsanlage
Der Verlauf des Dreißigjährigen Kriegs veranlasste Herzog Eberhard III., sich erneut mit der Stadtentwicklung und den Festungsplänen zu befassen. Eberhard III. galt als den Freudenstädtern sehr zugeneigt, er half der Bevölkerung in mancherlei Weise. Damit die Einwohner in der Stadt blieben, wurde ihnen sechs Jahre Steuerfreiheit zugesagt. Neue Bürger brauchten zwölf Jahre lang keine Steuern zahlen. Es gab verbilligte Bauplätze, das Bauholz wurde verschenkt. Erstmals nach der langen Kriegszeit wurden die Ämter wieder besetzt. Auch die Lateinschule, ein Eckbau hinter der Stadtkirche, wurde wieder eröffnet. In Freudenstadt fing das Leben wieder an zu gedeihen.
Im Jahr 1667 ließ Herzog Eberhard III. endlich nach den Ideen des Ingenieurs d’Avila mit dem Bau einer gewaltigen Festungsanlage beginnen. Die Bauleitung hatte Matthias Weiß (1636–1707), unterstützt von dem später als Kartograf bekannt gewordenen Georg Ludwig Stäbenhaber. Bis 1674 wurde gebaut. Die Festung bedeckte inzwischen eine gut doppelt so große Fläche, wie die bewohnte Stadt. Sie bestand aus acht Bastionen mit den Kurtinen (Verbindungswällen) und vier Stadttoren. Bedingt durch den steilen Geländeabfall zum Christophstal waren die drei westlichen Bastionen wesentlich kleiner als die anderen fünf Bastionen.

#### Stadttore
Das Königliche Statistisch-Topographische Bureau beschreibt die damals erbauten vier „massiven, sehr festen, gewölbeartigen“ Stadttore 1858 genauer. Das Stuttgarter Thor im Osten war mit „aus Stein gehauenen Kanonen- und Mörserläufen verziert“ und trug die herzogliche Inschrift E.H.Z.W. 1668 (für Eberhard Herzog zu Württemberg) sowie das württembergische und dettingische Wappen. Es beherbergte außerdem oberamtsgerichtliche Gefängnisse. Das Straßburger Tor im Süden war „weniger reich verziert“ und erhielt dieselben Wappen und die Inschrift 1678. Über dem Torbogen befand sich eine vermietete Wohnung und jeweils ein Gefängnis des Oberamts und des Oberamtsgerichts. Das Murgthal-Thor im Westen umfasste die Wohnung des Oberamtsdieners und zwei Gefängnisse des Oberamts Freudenstadt. Die Inschriften lauteten E.H.Z.W. 1631 auf der Außenseite und F.C.H.Z.W. 1681 auf der Innenseite. Dies entspricht den Initialen von Friedrich Carl, dem Vormund von Herzog Eberhard Ludwig. Das Hirschkopf-Thor im Norden, mit der Jahreszahl 1622 beschriftet, war das älteste Stadttor. Dort waren die Wohnung des Oberamtsgerichtsdieners sowie drei Gefängnisse des Oberamtsgerichts untergebracht.

#### Festungsplan

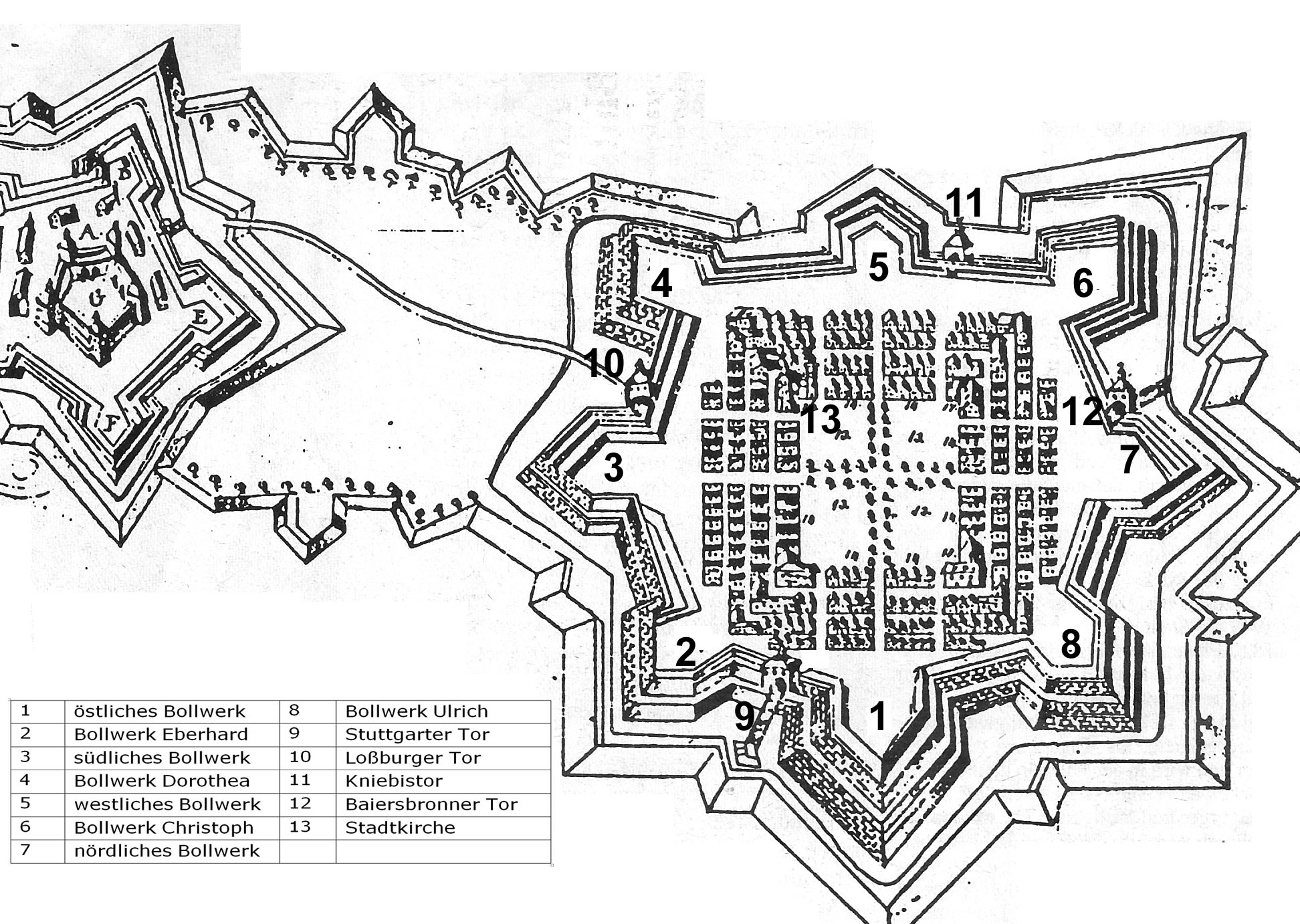
Grundriss der Festung Freudenstadt

Bis auf die links dargestellte Zitadelle auf dem Kienberg – sie wurde nicht gebaut – entspricht der Plan dem Stand der Festung bei Beendigung der Bauarbeiten 1674.

#### Verfall der Festung
Im Jahr 1674 – die Festung war noch nicht ganz fertiggestellt – starb Herzog Eberhard III.; der Bau wurde sofort eingestellt. Sein Nachfolger, Herzog Wilhelm Ludwig, ließ durch Oberstleutnant Andreas Kieser ein Gutachten über die Festung erstellen. Dieses Gutachten enthält ausschließlich Argumente, die gegen die Festung sprachen; damit fiel es Herzog Wilhelm Ludwig leicht, das ungeliebte, teure Projekt zu beenden.
Die Bevölkerung nutzte das Desinteresse der Obrigkeit an der Festungsanlage und versorgte sich über Jahrzehnte mit Baumaterial aus den Festungsmauern. Die behauenen Steine fanden sich in privaten Gebäuden wieder, aus Gräben und Wällen wurden Gärten und Weiden für das Kleinvieh. Die Stadt trug dem Rechnung und verpachtete einzelne Teile der Festung an die Bürger. Die landwirtschaftliche Nutzung und später die Überbauung veränderte das Bild der Festung.
1820 wurde geplant, die Reste der Festung Freudenstadt zur Bundesfestung auszubauen. Die Bundesversammlung entschied hingegen, in Ulm und Rastatt Bundesfestungen zu errichten. Ab 1870 wurden die Stadttore zum Abriss verkauft und die Festung endgültig dem Verfall preisgegeben. Im Jahr 1880 waren nur noch die Festungsanlagen im Bereich des heutigen Stadtbahnhofs und östlich davon gut erhalten.

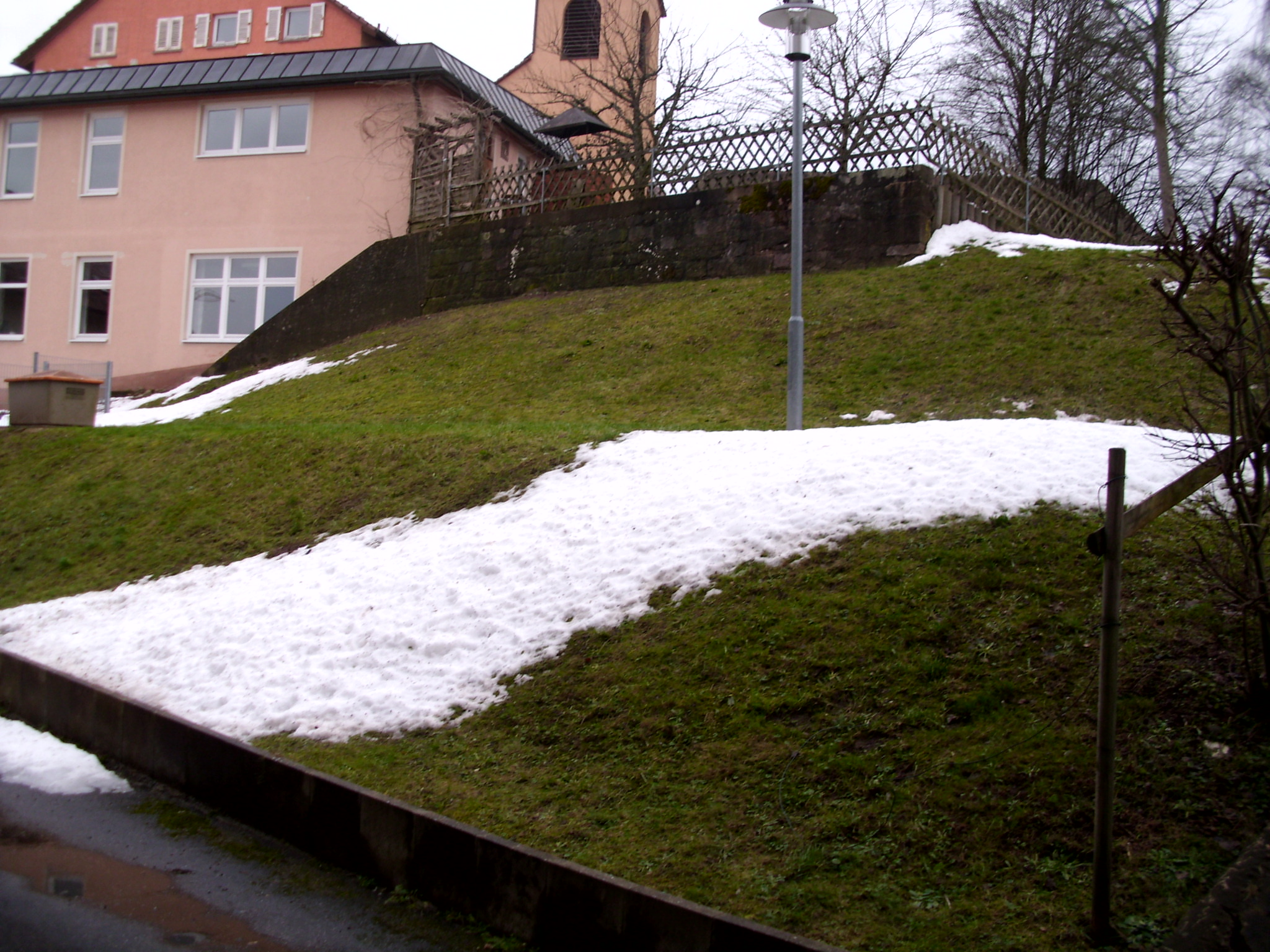
Wall Friedenskirche
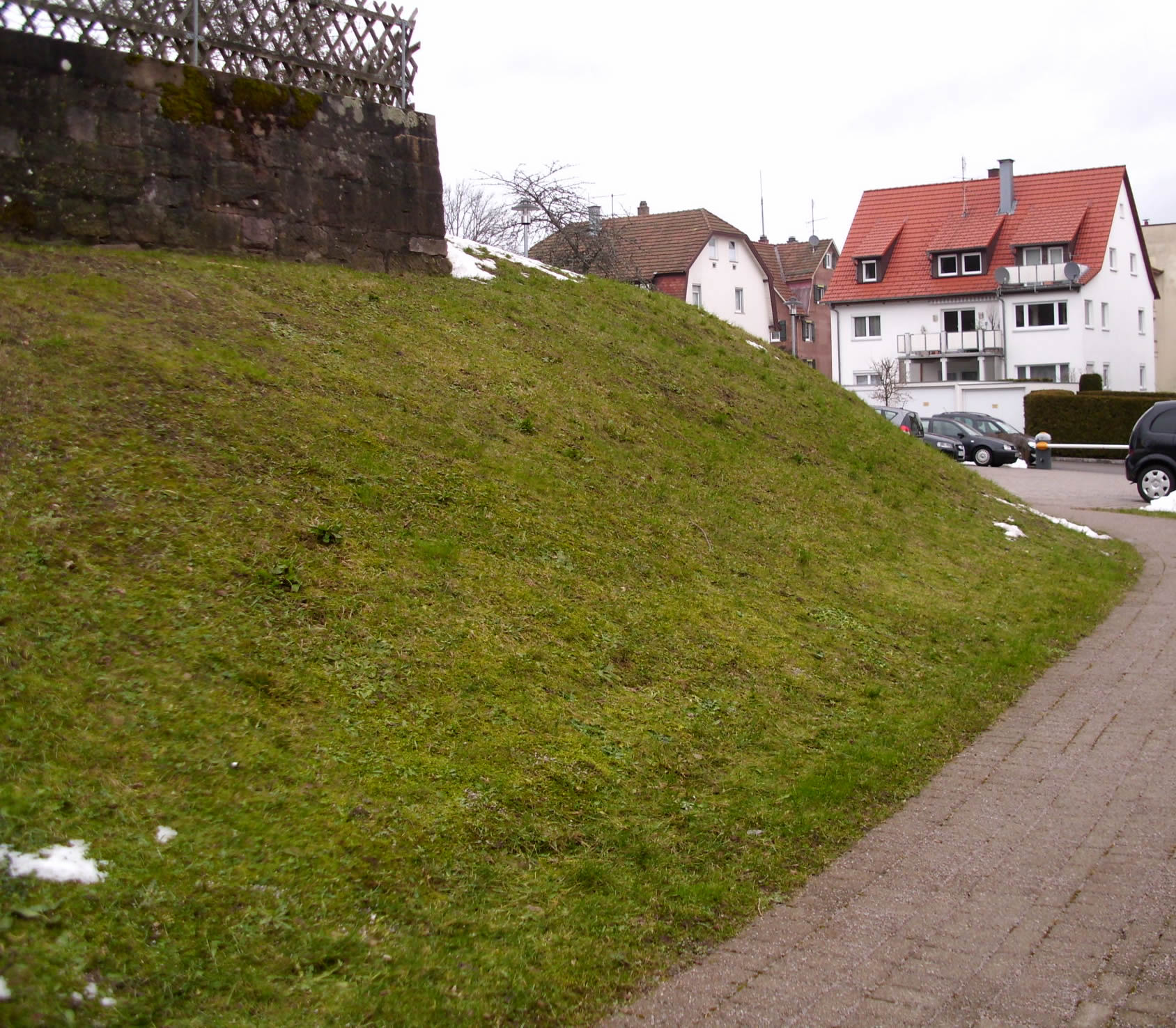
Wall Friedenskirche
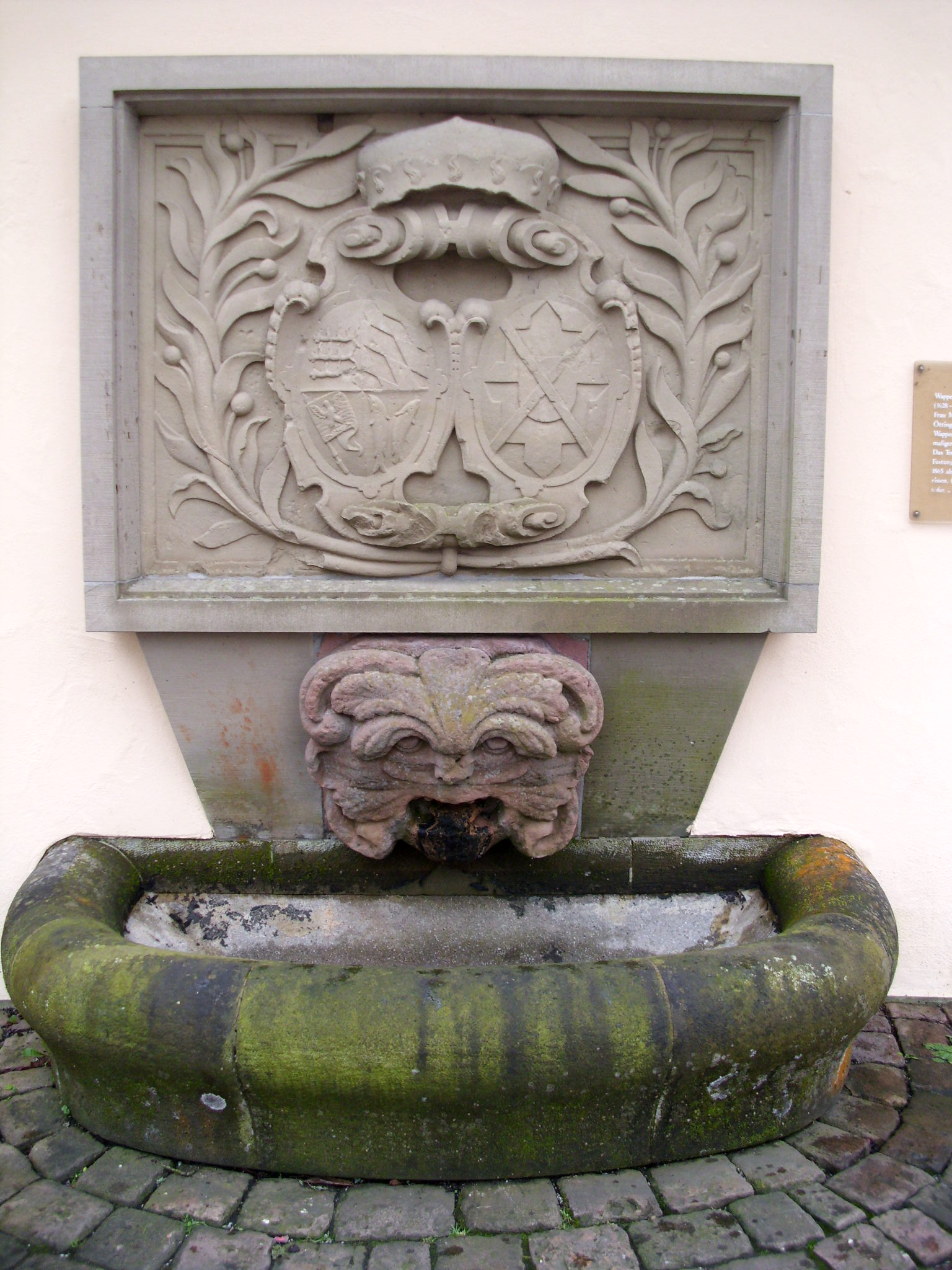
Wappen Herzog Eberhards III. (links) und das seiner zweiten Ehefrau Maria Dorothea Sophia von Oettingen (rechts)
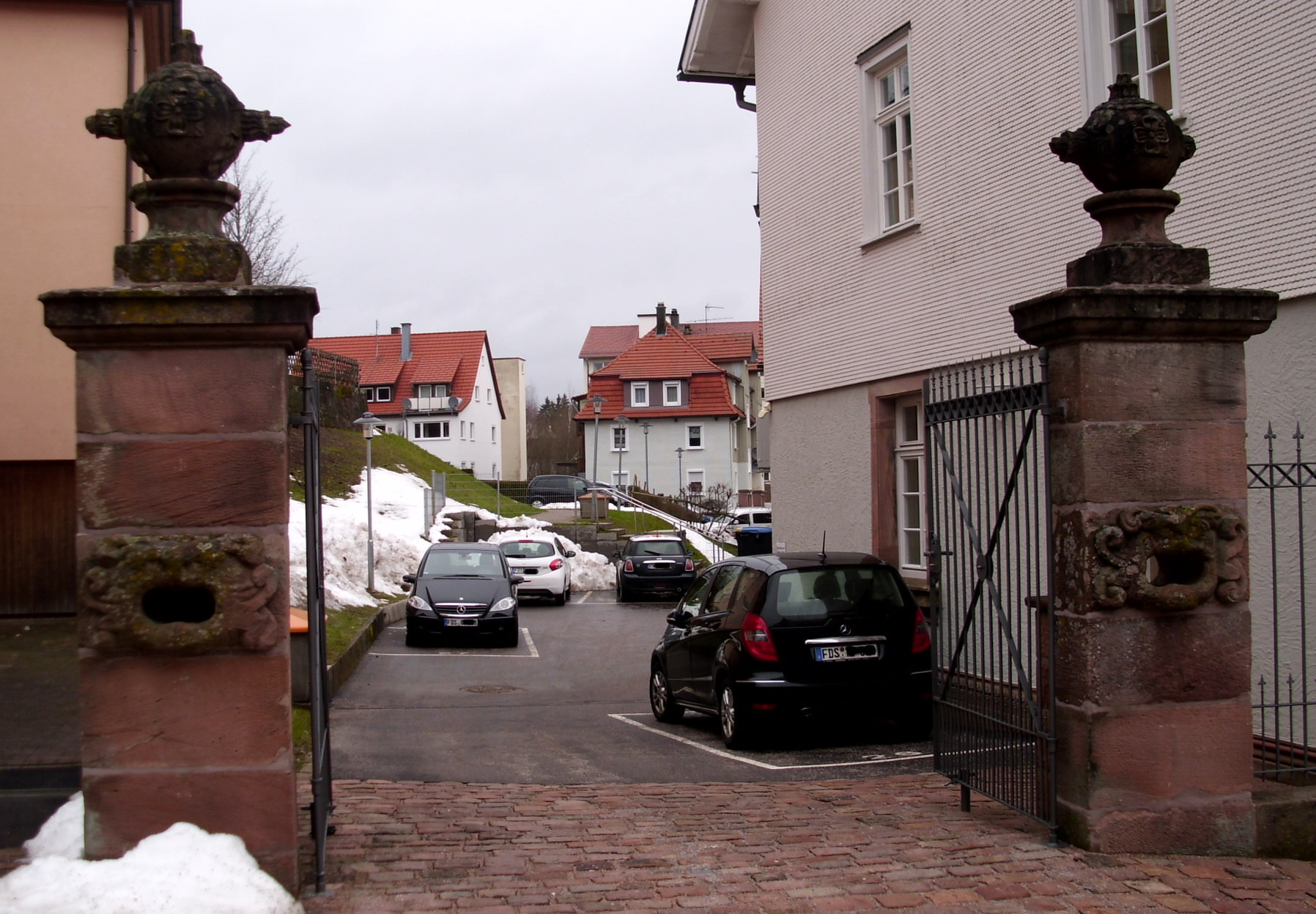
Pfeiler vom Loßburger Tor

Heute sind nur noch sehr wenige Reste der Festung vorhanden, so z. B.:
- Zwischen Blaicherstraße und Musbacher Straße, hinter der Friedenskirche liegt ein kurzer, recht gut erhaltener Teil des „östlichen Bollwerks“, er ist heute noch etwa fünf Meter hoch.
- In der Nähe des Stadtbahnhofs, an der Ecke Dammstraße/Wallstraße sind noch Wallreste erkennbar.
- Ein Wappenstein mit Fratze als einzigem Rest des früheren Loßburger Tors (abgerissen 1865) ist in die Wand des Kurhauses eingesetzt. Es zeigt links das Wappen von Herzog Eberhardt (württembergische Hirschstangen, Rauten von Teck, Reichssturmfahne und die Barben von Mömpelgard), rechts das Wappen seiner Frau, Maria Dorothea Sofie, geb. Gräfin von Öttingen.
- In der Stuttgarter Straße, an der Toreinfahrt zum ehemaligen Finanzamt, stehen zwei Pfeiler mit Ziersteinen und Gucklöchern, die vom Loßburger Tor stammen.

Auf dem Kniebis entstanden 1674 bis 1675 Befestigungswälle für den Reichskrieg gegen Ludwig XIV., den Sonnenkönig. Herzog Karl Alexander ließ diese zum Fort Alexander ausbauen, heute gemeinhin bekannt als Alexanderschanze. Sie war von 1799 bis 1801 in den Koalitionskriegen Schauplatz von Feindseligkeiten zwischen Österreichern und Franzosen. Diesen fiel auch das Klostergebäude Kniebis durch einen Brand zum Opfer.

### Von der Garnisonsstadt zum Oberamt und Kurort
1721 entstand mit dem von Christoph Wilhelm Dietrich gegründeten und namensgebenden Gut Lauterbad eines der ersten Gebäude in dem heute zum Stadtteil Dietersweiler gehörenden Weiler Lauterbad.
1737 wurde Freudenstadt Standort einer kleinen Garnison. 1759 wurde das Amt Freudenstadt zum Oberamt erhoben. 1784 wurde der Bergbau mit der Schließung des Stollens Dorothea im Christophstal gänzlich eingestellt. Das Oberamt Freudenstadt war eines der kleinsten Ämter Altwürttembergs. 1807, ein Jahr nach der Gründung des Königreichs Württemberg und den damit einhergehenden Umwälzungen in der Verwaltungsgliederung, gewann der Freudenstädter Amtsbezirk jedoch deutlich an Umfang.
1833 wurde das Stadtgebiet um etwa 2.300 Hektar Wald des ehemaligen Waldgedings vergrößert. 1837 eröffnete eine „Siechstation“ mit vier Betten. Freudenstadt wurde zusehends zu einer Stadt des Handwerks, was durch den Anschluss an das Streckennetz der Württembergischen Eisenbahn mit der Gäubahn 1879 begünstigt wurde. 1864 wurden die Freudenstädter Stadttore abgerissen. 1876 gab der damalige Stadtschultheiß Hartranft die Absicht bekannt, Freudenstadt mit seiner reinen Luft zum Kurort zu machen. Das Vorhaben gelang, und gegen Ende des 19. Jahrhunderts setzte ein stetig wachsender Kurbetrieb ein. Zu den bekanntesten Hotels jener Zeit gehörten das Hotel Rappen, das Hotel Waldlust der Hotelier-Familie Luz und das Kurhaus Palmenwald des Stuttgarter Unternehmers Paul Lechler. Insgesamt gab es um 1930 rund 20 Hotels in der kleinen Stadt, davon fünf der höchsten Kategorie. Freudenstadt war als Kurort weltweit bekannt und zog Gäste wie den englischen König Georg V., die schwedische Königin, John D. Rockefeller, Mark Twain oder den Sultan von Selangor an.
1888 wurde das Bezirkskrankenhaus in der Herrenfelderstraße eröffnet. Zwei Stadtärzte und zwei Diakonissen nahmen ihren Dienst auf. Die Stadt wurde zum beliebten Urlaubsort für Großstadtbewohner. 1899 wurde anlässlich des 300-jährigen Stadtjubiläums der Herzog-Friedrich-Turm als Aussichtsturm auf dem Kienberg eröffnet.

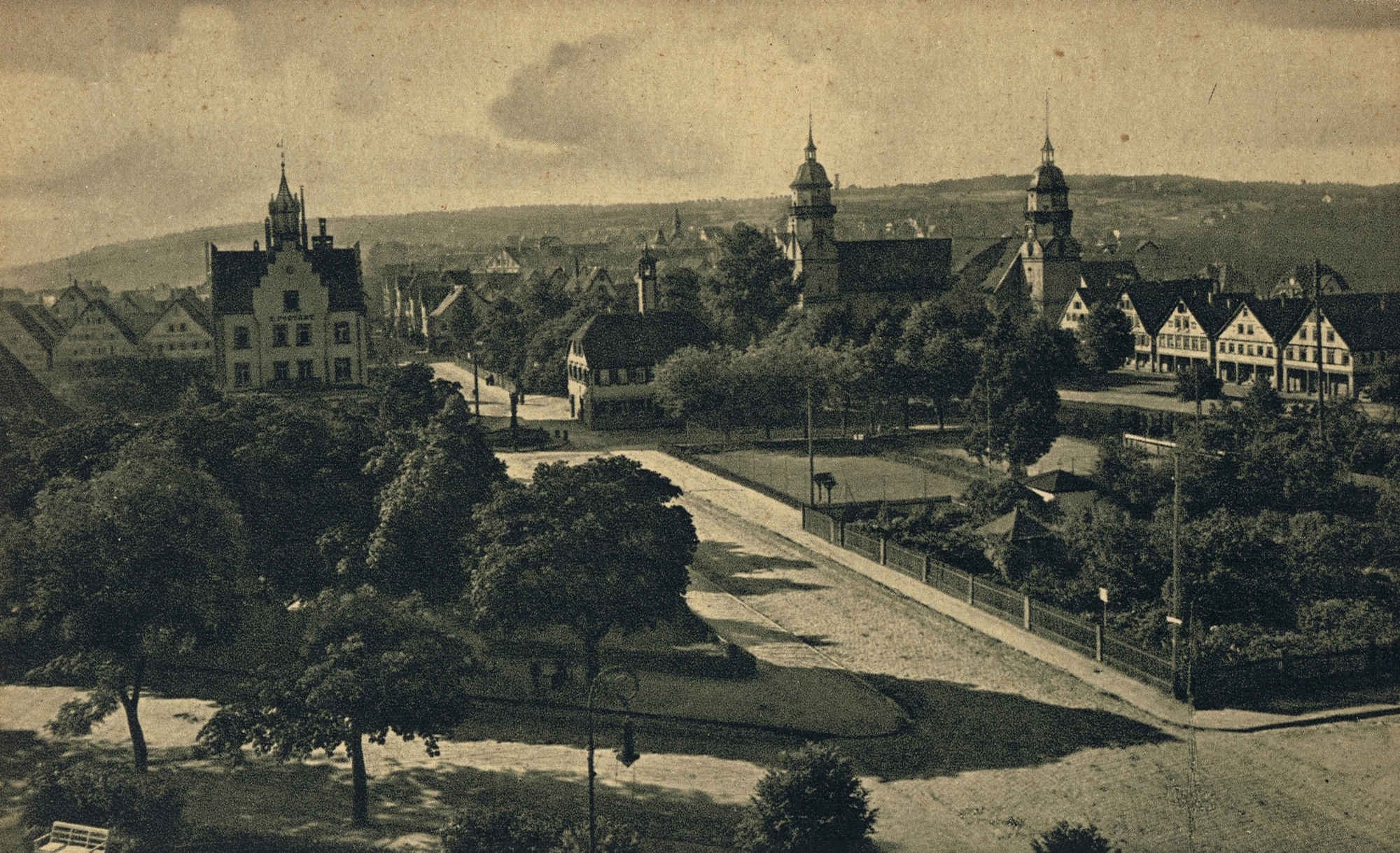
Stadtkirche und Marktplatz vor der Zerstörung der Stadt um 1900
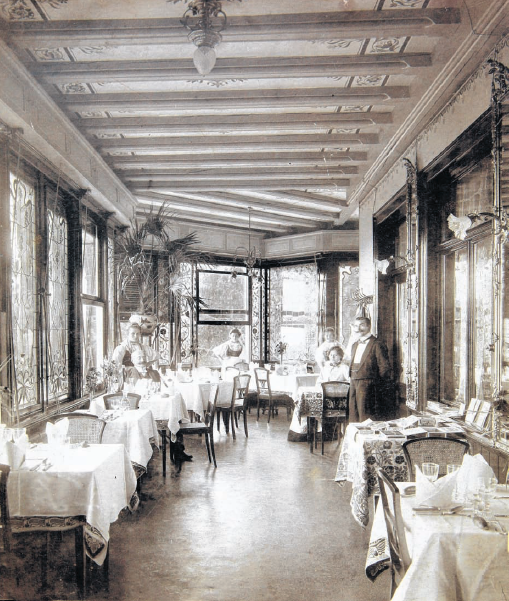
Interieur des Schwarzwaldhotels Waldlust um 1900
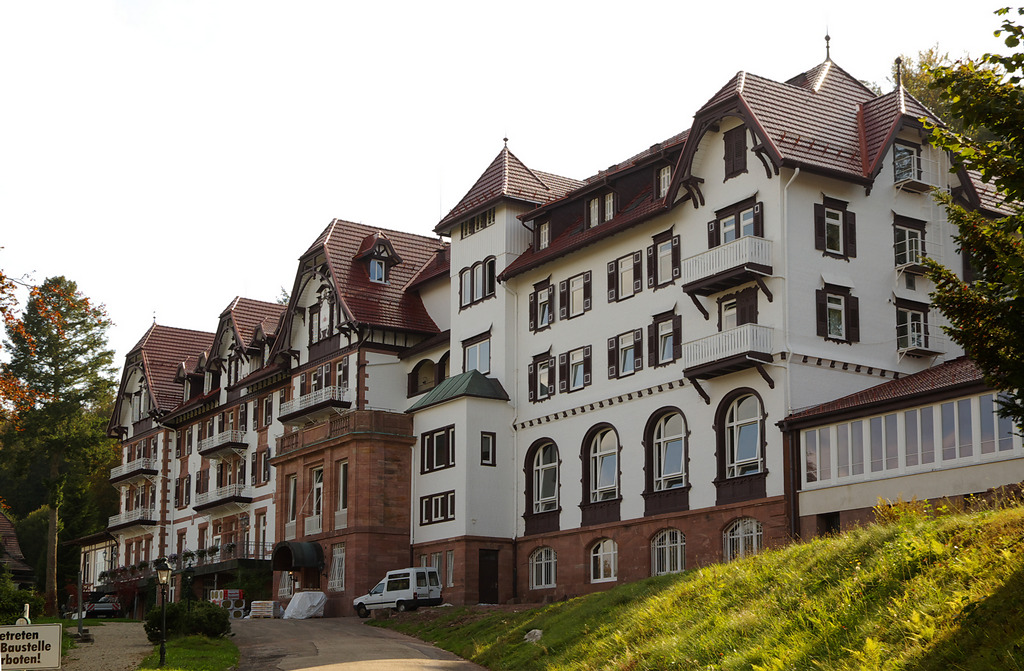
Das Hotel Palmenwald zeugt von der vergangenen Größe als mondäner Kurort.

### NS-Zeit und Zweiter Weltkrieg
1933 stand die Bevölkerung von Freudenstadt relativ geschlossen hinter der NSDAP. Die Wahlergebnisse waren wie folgt:
| Partei                                                                                         | Stimmen |
| ---------------------------------------------------------------------------------------------- | ------- |
| Nationalsozialistische Deutsche Arbeiterpartei (NSDAP)                                         | 11.141  |
| Sozialdemokratische Partei Deutschlands (SPD)                                                  | 2.855   |
| Christlich-Sozialer Volksdienst (CSVD)                                                         | 1.581   |
| Kommunistische Partei Deutschlands (KPD)                                                       | 1.236   |
| andere Parteien                                                                                | 1.084   |
| Deutschnationale Volkspartei (DNVP) (Kampffront Schwarz-weiß-rot)                              | 1.065   |
| Zentrum                                                                                        | 475     |
| Deutsch-Hannoversche Partei (DHP), Deutsche Demokratische Partei (DDP) (Deutsche Staatspartei) | 268     |
| Deutsche Volkspartei (DVP)                                                                     | 222     |
| Deutsche Bauernpartei (DBP)                                                                    | 29      |
| Wahlbeteiligung von 79,1 Prozent, abgegebene gültige Stimmen insgesamt: 19.956                 |         |

Als namhafte „Söhne der Stadt“ galten damals:
- Theodor Bauder (1888–1945), Bauingenieur und SA-Führer (u. a. bis 1945 Generalbevollmächtigter für Bauwesen im Generalgouvernement Polen und Verbindungsmann zu Generalgouverneur Hans Frank)
- Theo-Helmut „Theobald“ Lieb (1889–1981), Generalleutnant im Zweiten Weltkrieg (u. a. Träger des Eichenlaubs zum Ritterkreuz des Eisernen Kreuzes 1944)
- Gerhard Pfahler (1897–1976), Psychologe und Erziehungswissenschaftler, beteiligt an der Rassenpsychologie des Nationalsozialismus (u. a. Antisemitischer Herausgeber; Professor an den Universitäten Göttingen und Tübingen)
- Albert Schmierer (1899–1974), Reichsapothekerführer (u. a. Gründer des Reichsapotheker-Registers, des Instituts für Arzneimittelprüfung und einer Akademie für pharmazeutische Fortbildung)
- Helmut Kunz (1910–1976), Zahnarzt, NSDAP-Mitglied und Mitglied der Waffen-SS (u. a. als SS-Untersturmführer dem Pionierbataillon der SS-Division Totenkopf im Konzentrationslager Dachau zugeordnet und beteiligt an der Ermordung der sechs Goebbels-Kinder).

Lieb, Pfahler, Schmierer und Kunz wurden entweder nach kurzer Gefangenschaft oder Haftzeit entnazifiziert oder vor Gericht freigesprochen und arbeiteten bis zu ihrem Tod weiterhin unbehelligt.
1938 wurde aus dem Oberamt der Landkreis Freudenstadt. Im Zweiten Weltkrieg entstand auf dem bis zu 971 m ü. NN hoch gelegenen Kniebis, unweit der Alexanderschanze, eine Befehlszentrale der Wehrmacht zur Verteidigung der Westfront: das Führerhauptquartier Tannenberg (nahe der Gemarkungsgrenze auf dem Gebiet der Gemeinde Baiersbronn). In der Umgebung, vor allem auf dem Schliffkopf und der Hornisgrinde, wurden als Teil der LVZ West (Luftverteidigungszone West) schwere Flak-Stellungen mit den dazugehörigen Versorgungs- und Unterkunftsgebäuden gebaut. Im Freudenstädter Lazarett wurden viele Verwundete behandelt. Hitlers einwöchiger Besuch in Tannenberg und Freudenstadt 1940 (nach dem Frankreichfeldzug) anlässlich der Einweihung des Hauptquartiers wurde in Wochenschauberichten propagandistisch dargestellt. Damit wurde Freudenstadt samt Umland in Frankreich zu einem Symbol des Naziregimes und der französischen Niederlage, was 1945 noch eine gewichtige Rolle spielen sollte.
1933 wurden in ganz Freudenstadt nur acht Bürger mit jüdischer Abstammung gezählt. Zu ihrer Situation während der NS-Zeit ist wenig bekannt.
Namentlich bekannt sind:
- Paul Pick, 1894 in Freudenstadt geboren, Inhaber eines kleinen Kaufhauses, im Juni 1944 im KZ Riga-Kaiserwald ermordet, Emma Pick geb. Baum, 1896 in Stuttgart geboren, im Dezember 1944 im KZ Stutthof ermordet. Richard L. Pick, Sohn der beiden, konnte im Juli 1941 Deutschland verlassen.

- Carl Beer (* 19. Februar 1885, verheiratet mit Fanny geb. Reichert aus Freudenstadt). Die beiden lebten in Freudenstadt (Lauterbadstraße 73). Nach den Novemberpogromen 1938 wurde er in das KZ Dachau deportiert und bis Mitte Dezember 1938 dort festgehalten. 1944/45 war Beer „Krankenbehandler“ für die noch in Nürnberg und Fürth ansässigen jüdischen Einwohner. Ein schwerer Luftangriff auf Nürnberg am 2. Februar 1945 verhinderte, dass Carl Beer und die anderen in „Mischehe lebenden Nürnberger Juden“ noch ins Ghetto Theresienstadt deportiert wurden. Nach dem Einmarsch von US-Truppen in Nürnberg war Beer in Nürnberg der erste Internist für Nürnberg und Fürth. Er kehrte später nach Freudenstadt zurück und war noch einige Jahre als Arzt tätig. Die Bevölkerung wählte ihn 1946 mit der zweithöchsten Stimmenzahl auf der Liste der SPD in den Gemeinderat. Fanny Beer starb 1964, Carl Beer 1969. Nach ihm ist in Freudenstadt eine Straße benannt. Aussagen aus der Bevölkerung: „Dr. Beer hat in Freudenstadt Minderbemittelte stets ohne Honorar behandelt, ja sogar Lebensmittel Notleidenden gebracht …“[35]

Stolpersteine sind nicht verlegt.

### Kriegsende
Am 16. April 1945, nur wenige Wochen vor Kriegsende, wurde die Stadt unerwartet von Truppen der französischen 1. Armee unter General de Lattre angegriffen, wobei es durch Bombenabwurf und Artilleriebeschuss zu großflächigen Zerstörungen kam. Freudenstadt war Knotenpunkt des französischen Vordringens in Richtung Stuttgart wie zum Hochrhein, während die US-Truppen im Rhein-Main-Gebiet nach Osten vorgingen. Die Wehrmacht hatte vier Stunden vor dem Einmarsch der Franzosen in Freudenstadt die drei Fachwerkviadukte der Bahnstrecke Eutingen im Gäu–Freudenstadt gesprengt, damit der Feind die Bahnstrecke nicht nutzen konnte. Der französische Heeresbericht nennt eine Abteilung der SS (nach deutschen Quellen ein Dutzend sogenannter Werwölfe), die vor der Stadt eine Sperre errichtet hatten. Freudenstadt wurde, mit Unterbrechungen, etwa 16 Stunden lang von Artillerie beschossen. Kein Einwohner wagte es, den französischen Truppen zur Übergabe der Stadt entgegenzugehen; umgekehrt rechneten diese mit erheblichem militärischen Widerstand. Da die Hauptwasserleitung durch US-amerikanische Luftangriffe und die wichtigsten Feuerwehrwagen durch Artilleriebeschuss zerstört worden waren, konnten sich Feuer nahezu ungehindert ausbreiten. Teilweise wurde Gülle zum Löschen verwendet. Eine Übergabe fand erst statt, als die französischen Truppen bis zum Rathaus vorgerückt waren. Es gab einige Dutzend zivile Opfer; etwa 600 Gebäude, 95 Prozent der gesamten Innenstadt, wurden in der Nacht vom 16. auf den 17. April direkt oder indirekt zerstört und 1400 Familien obdachlos. Beim Einmarsch der französischen Truppen und in den folgenden drei Tagen begingen marokkanische Einheiten zahlreiche heftige Übergriffe. Nach Angaben der Ärztin Renate Lutz seien allein bei ihr über 600 vergewaltigte Frauen in Behandlung gewesen. Auf Vorhaltungen habe die Zivilbevölkerung laut Berichten von Zeitzeugen auch die Antwort erhalten es sei Krieg, Freudenstadt müsse drei Tage brennen.
Viele der verschont gebliebenen Bauten wurden dann von der französischen Besatzung requiriert. Zahlreiche Familien hausten in notdürftig überdachten Kellerräumen. Insgesamt reduzierte sich der durchschnittliche Wohnraum je Einwohner auf unter acht Quadratmeter. Die Not war groß und das Aufräumen der Trümmer erfolgte zunächst nur schleppend.

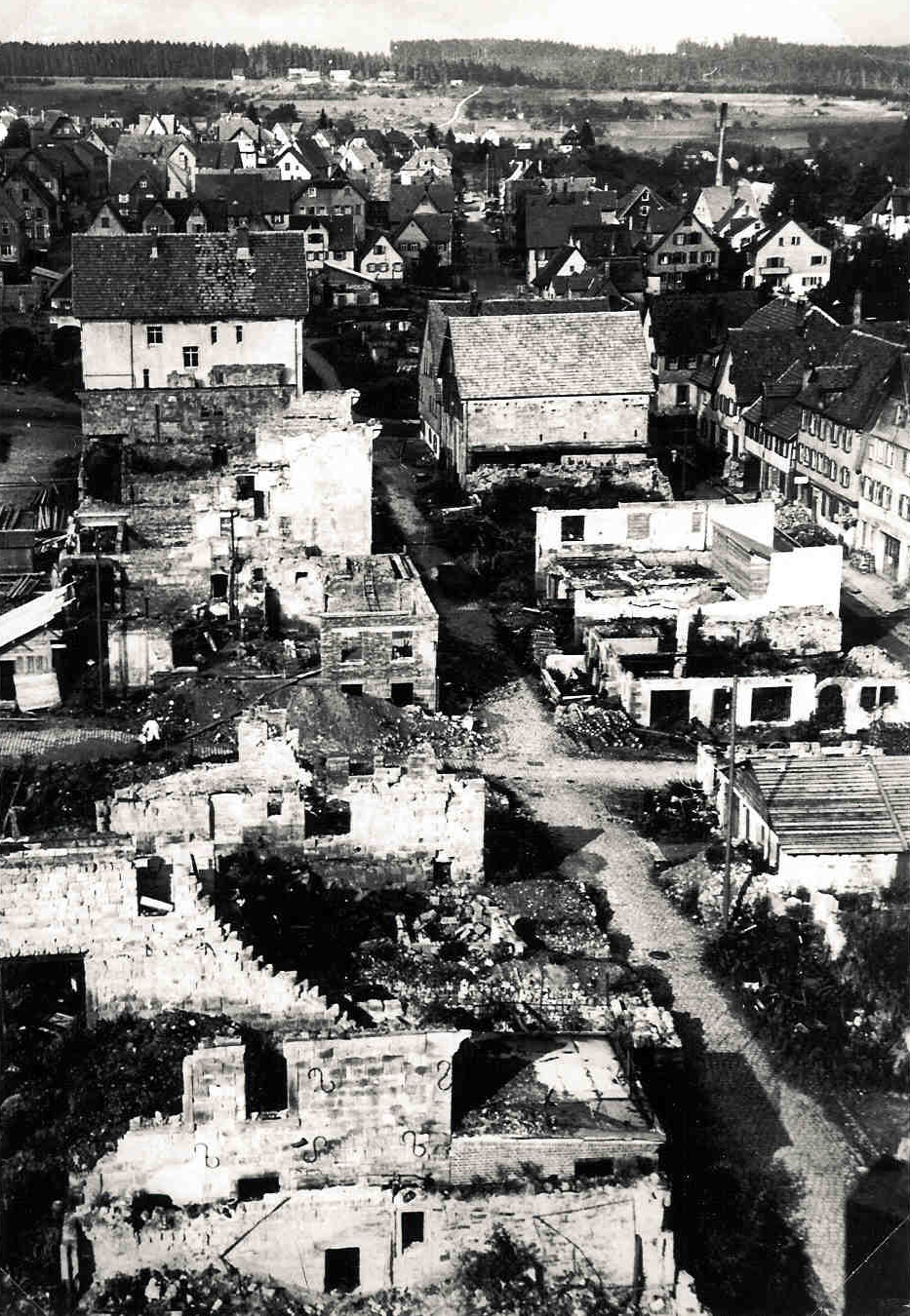
Zerstörte Gebäude in der Kaufhausstraße
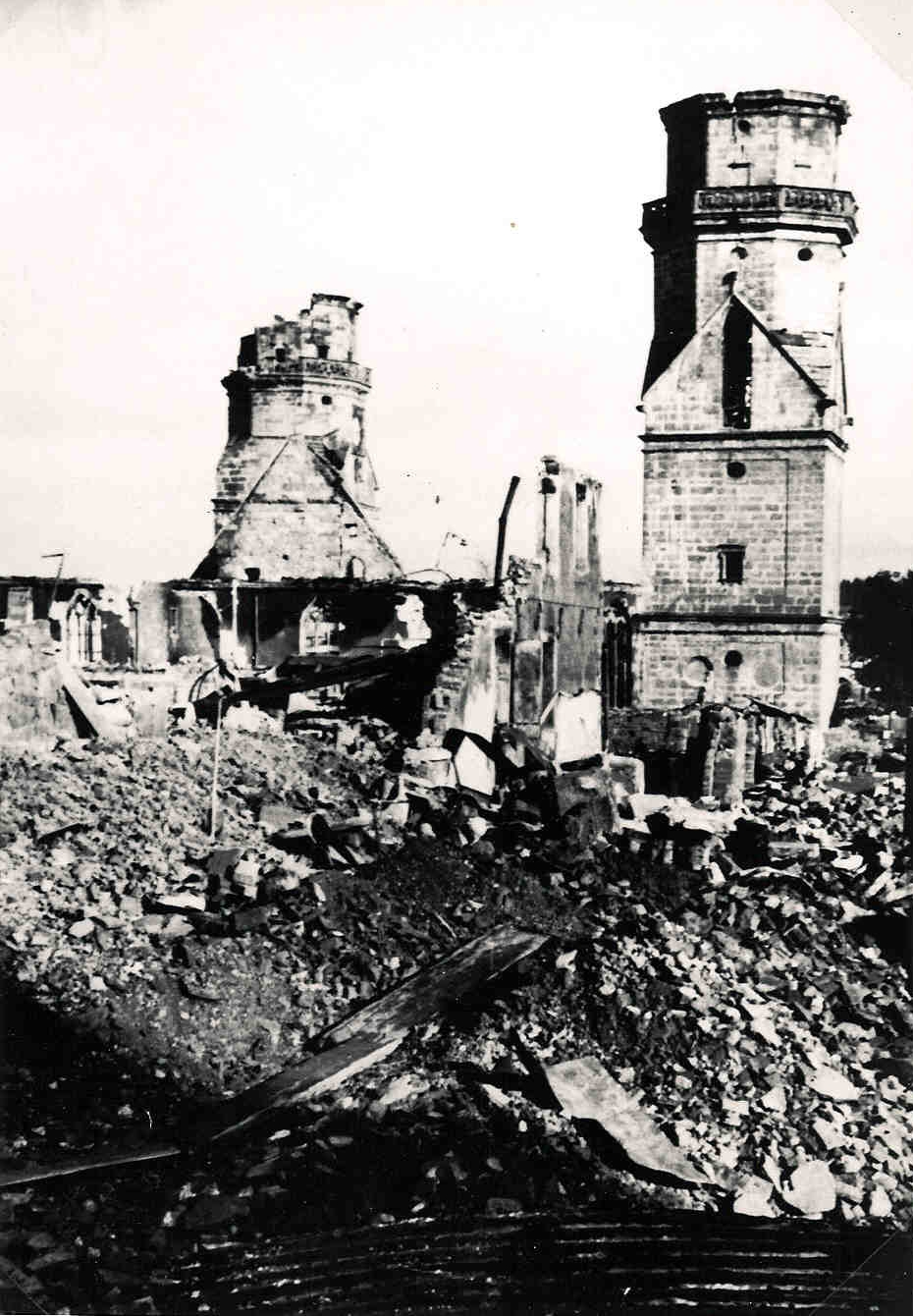
Überreste der Stadtkirche

### Das „Wunder von Freudenstadt“

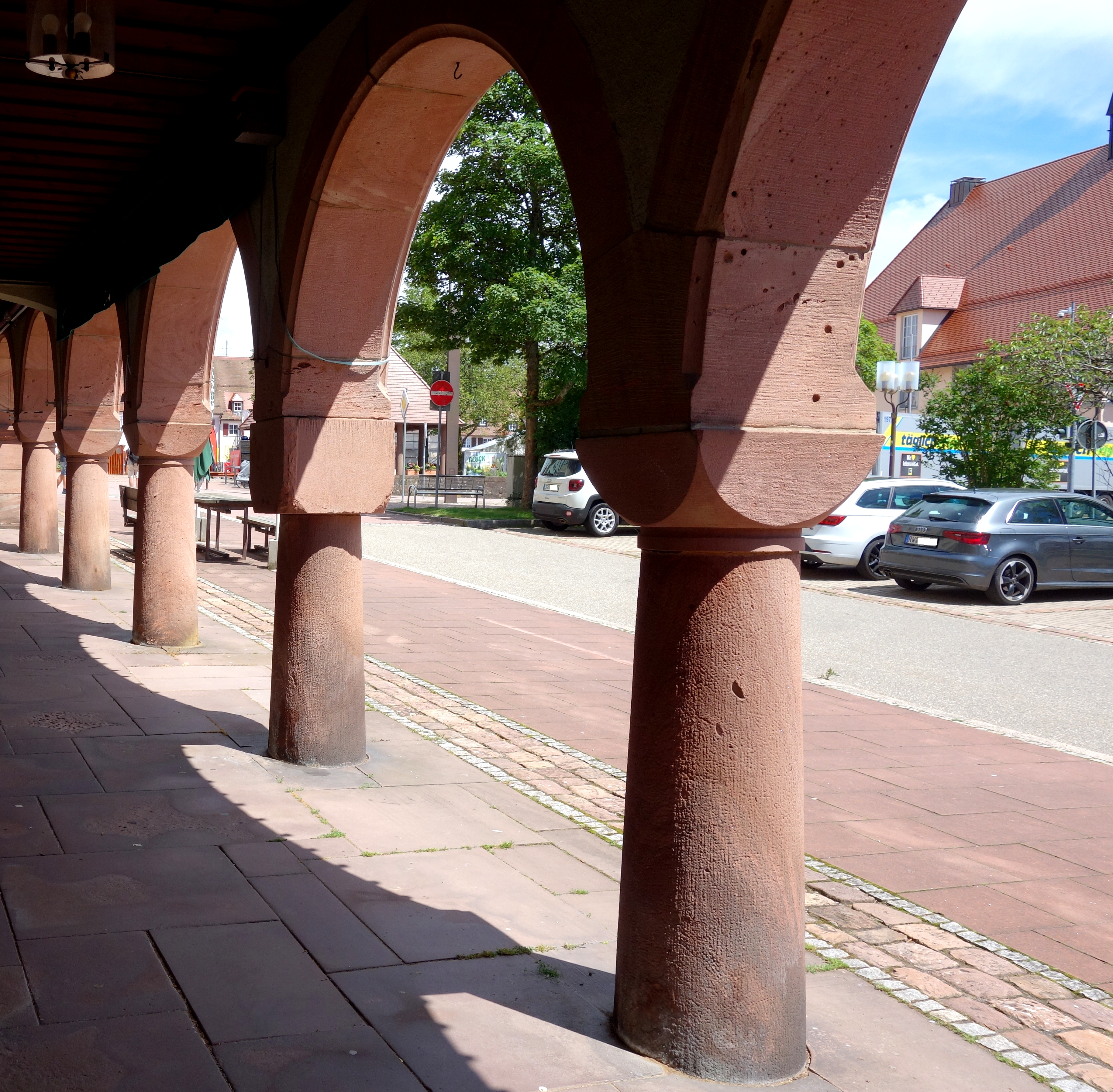
Arkadengang am Marktplatz

„Der neue Stadtplan lehnt sich an die geschichtlichen und natürlichen Begebenheiten an und entwickelt den alten Plan [Schickhardts] mit modernen Mitteln weiter. Damit ist er freilich ein neuer Plan geworden. Aber er berücksichtigt liebgewordene Tradition, vor allem dadurch, daß er nicht nur den großen Marktplatz beibehält, sondern die in ganz Deutschland berühmten, einzigartigen Arkaden. Die Stadt wird ein neues Gesicht und eine neue Atmosphäre erhalten, nachdem das Alte uns unwiederbringlich verloren ist. Aber sie ist nicht nur Neuentwicklung, sondern Fortentwicklung.“

Es setzte eine lange Diskussion über den Wiederaufbau der Stadt ein (Luftbild siehe Artikelanfang). Dazu wurden Modelle einheimischer Architekten sowie renommierter Stadtplaner jener Zeit begutachtet. Es galt, eine ausgewogene Mischung zwischen Tradition und Moderne zu finden. Der Wohnraum sollte beim Wiederaufbau den veränderten Lebensgewohnheiten angepasst werden. Bereits 1945 wurde eine Vielzahl unterschiedlicher Pläne von Paul Heim, Hermann Gabler, Adolf Abel, Paul Schmitthenner und anderen vorgelegt.
In manchen Konzepten war die Verkleinerung des als übergroß empfundenen Marktplatzes vorgesehen. Fraglich war auch der trauf- oder giebelständige Wiederaufbau am Marktplatz. Die „Abgebrannten“ forderten einen Wiederaufbau ihrer Häuser auf den alten Parzellengrenzen. Andererseits waren der zunehmende Verkehr und eine moderne Stadtplanung zu berücksichtigen. Bei den Konflikten setzte sich unter anderem Carlo Schmid vermittelnd ein. Am Ende konnte sich die traditionelle Minderheit um Ludwig Schweizer und dessen Lehrer Schmitthenner gegen die sonst vorherrschende modernistische Fachmeinung durchsetzen. Beide waren Vertreter der Formensprache der Stuttgarter Schule mit ihrer Heimatschutzarchitektur. Schweizer wurde zum Stadtbaumeister ernannt. Zusammen mit der Stadtverwaltung unter Bürgermeister Hermann Saam entstand ein detailliertes und einheitlich durchgeplantes Konzept zum Wiederaufbau. Freudenstadt entstand so innerhalb von nur fünf Jahren abermals als Planstadt.
Begünstigt wurde der schnelle Wiederaufbau dadurch, dass Freudenstadt neben Friedrichshafen in Württemberg-Hohenzollern die einzige Stadt mit derart starken Zerstörungen war und deshalb großzügige Unterstützung erhielt. Art und Ausmaß des ganzheitlichen Freudenstädter Wiederaufbaus sowie das damit verbundene enorme bürgerliche Engagement brachte der Stadt viel Aufmerksamkeit und Anerkennung. Insbesondere Stimmen aus der Deutschen Demokratischen Republik (DDR) lobten das Zurückgreifen auf „nationale Traditionen“ als vorbildlich, wohingegen die lokale Kommunistische Partei Deutschlands (KPD) 1949 als einzige Partei im Stadtrat gegen den traditionellen Wiederaufbau mit Giebelhäusern gestimmt hatte. In Zusammenhang mit dem schließlich gelungenen Wiederaufbau wird auch vom „Wunder von Freudenstadt“ gesprochen. Er gilt heute noch als Gesamtkunstwerk, das (wie in nur wenigen anderen Städten) den Zeitgeist der 1950er-Jahre ausdrückt. Zur Wahrung des einheitlichen Erscheinungsbildes gilt bis zum heutigen Tage eine sehr strenge Gestaltungssatzung für die Innenstadt.

### Neuere Geschichte

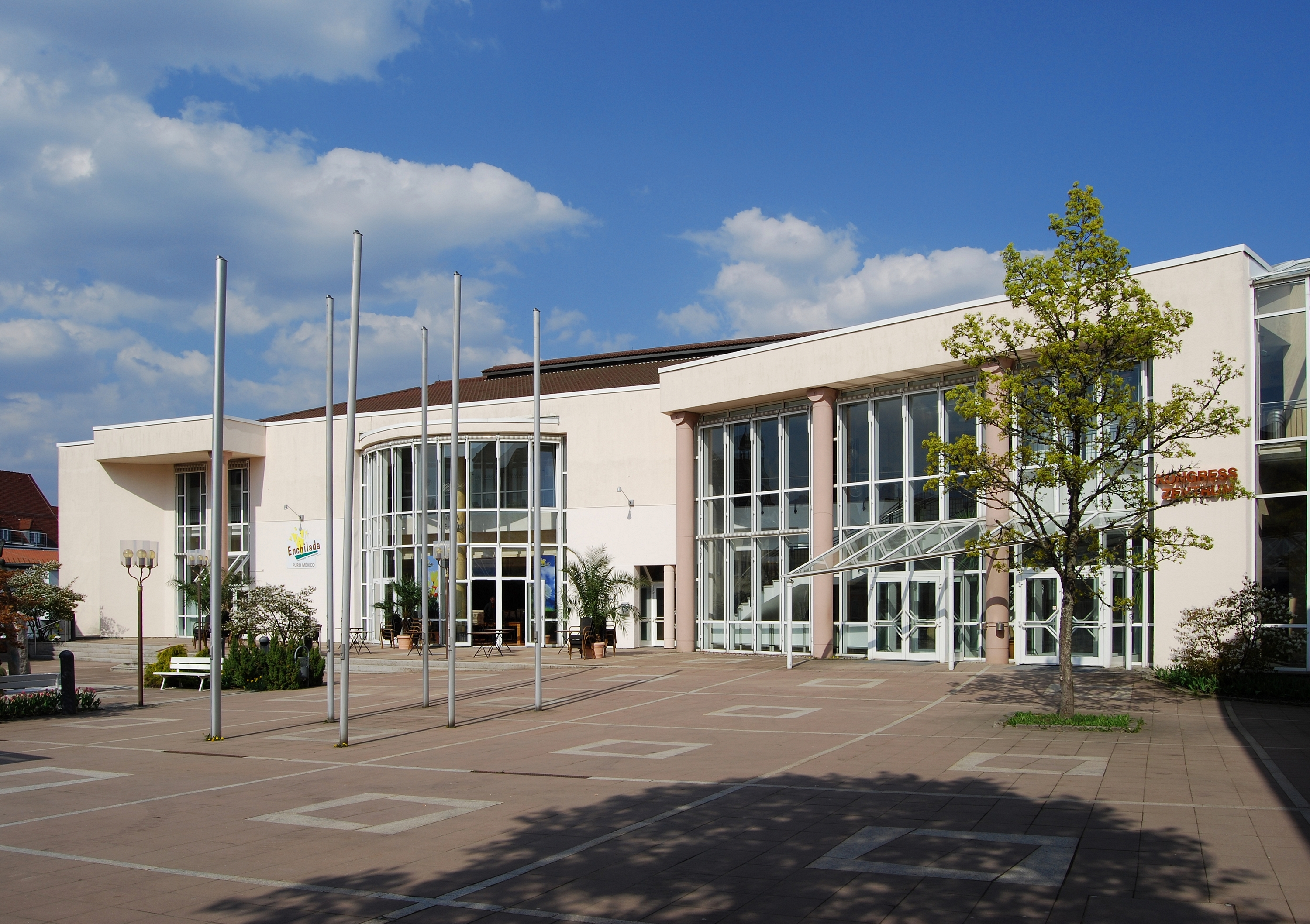
Kongresszentrum am Kurhaus

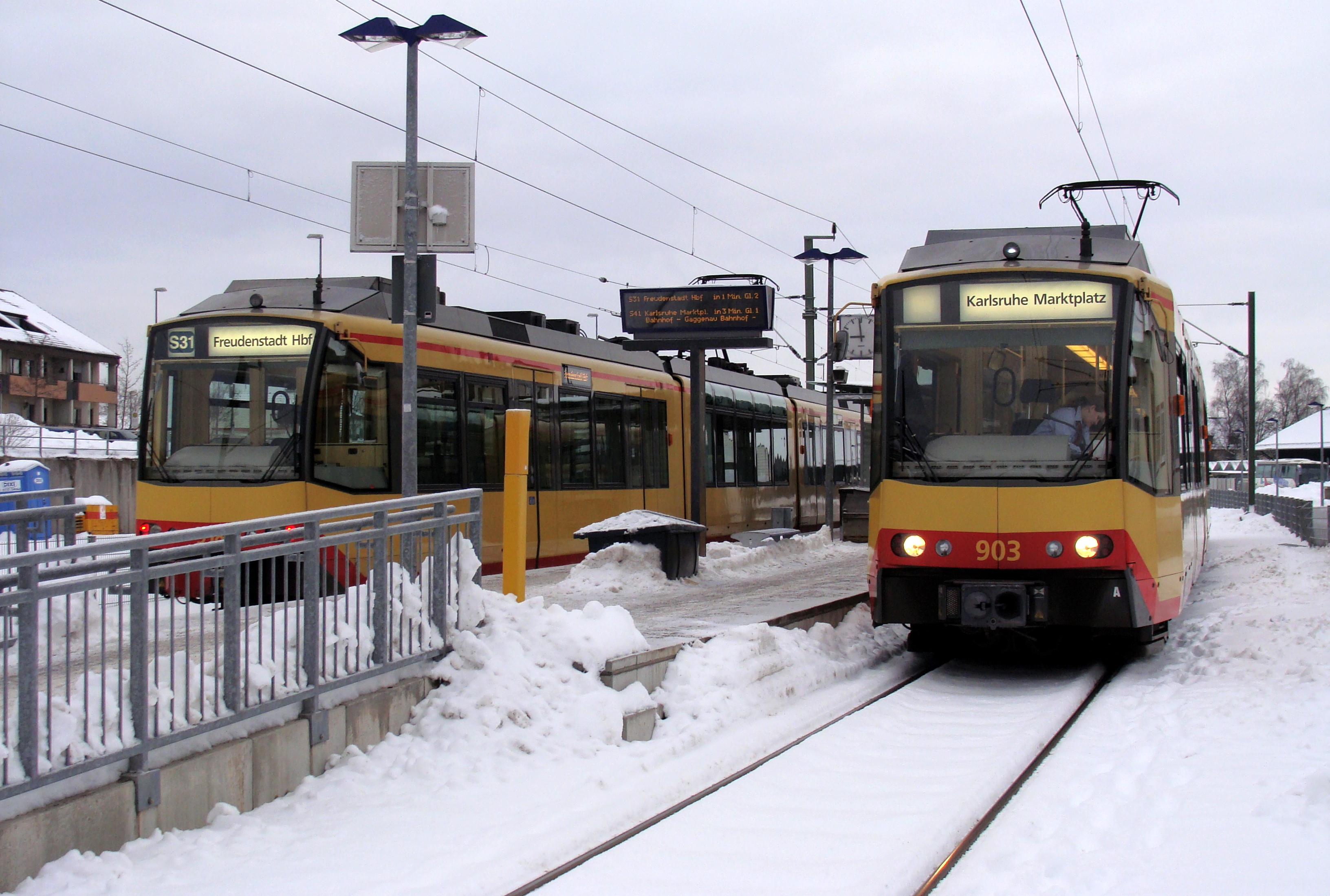
Stadtbahnen am Stadtbahnhof

Württemberg-Hohenzollern ging 1952 im Bundesland Baden-Württemberg auf. Der IX. Internationale Bürgermeisterkongress der Internationalen Bürgermeisterunion 1958 in Freudenstadt leitete eine Wende in den deutsch-französischen Beziehungen auf kommunaler Ebene ein und führte zu einer Vielzahl von Städtepartnerschaften. Freudenstadt ging 1961 eine Partnerschaft mit der Stadt Courbevoie im Großraum Paris ein. Bei der Kreisreform zum 1. Januar 1973 erhielt der Landkreis Freudenstadt seine heutige Ausdehnung, Freudenstadt blieb Amtssitz des vergrößerten Kreises. Dieser wurde gleichzeitig Teil der neu gegründeten Region Nordschwarzwald, die damals dem neu umschriebenen Regierungsbezirk Karlsruhe zugeordnet wurde. Damit wurde das ehemals württembergische Freudenstadt nunmehr von der ehemaligen badischen Hauptstadt Karlsruhe aus verwaltet.
1965 beschloss der Kreistag den Neubau des Freudenstädter Krankenhauses auf dem Gebiet Zehnmorgen in der Nordstadt. Der Bau wurde 1976 fertiggestellt. Seit 1977 ist das renovierte Gebäude des alten Krankenhauses Sitz des Landratsamts. In den 1980er-Jahren widersetzten sich viele Freudenstädter den Plänen von Bund und Land, den ausufernden Verkehr der Ost-West-Achse Straßburg–Freudenstadt–Tübingen mithilfe eines Tunnels aus der Innenstadt zu verbannen und damit der Stadtentwicklung neue Wege zu ebnen. Insbesondere Einzelhändler fürchteten Umsatzeinbußen durch den verminderten Durchgangsverkehr. Der Bürgerprotest war erfolgreich, gilt jedoch heute als die größte Fehlentscheidung der Nachkriegszeit. 1983 wurde das städtische Hallenbad Panoramabad eröffnet. Ebenfalls in den 1980er-Jahren wurde das bestehende Kurhaus um ein Kongresszentrum erweitert (siehe Kurhaus und Kongresszentrum Freudenstadt, es wurde 1989 eingeweiht). 1986 überschritt die Einwohnerzahl die Grenze von 20.000. Auf Antrag der Stadt beschied die Landesregierung von Baden-Württemberg Freudenstadt mit Wirkung vom 1. Januar 1988 die Bezeichnung Große Kreisstadt. 1989 entstand unter dem oberen Marktplatz eine großräumige Tiefgarage, so dass der Marktplatz weitgehend autofrei und zur Fußgängerzone erklärt wurde.
Anlässlich der 400-Jahr-Feier der Stadt im Jahr 1999 fand ein Festumzug statt. Der Umbau des unteren Marktplatzes zum Stadtpark wurde mit fünfzig beleuchteten Fontänen vollendet und ein neu entdecktes früheres Bergwerk in unmittelbarer Nähe des heutigen Facharztzentrums als Besucherbergwerk für den Publikumsverkehr freigegeben. 2003 erhielt Freudenstadt mit den Linien S31 und S41 Anschluss an das Karlsruher Stadtbahnnetz. Die gelben Fahrzeuge gaben dem Tagestourismus einen kräftigen Impuls und prägen seitdem das Stadtbild. Im Oktober 2008 wurde mit dem vierspurigen Ausbau der Stuttgarter Straße (die Bundesstraße 28 innerorts) als Hauptschlagader der Stadt begonnen.

## Stadtentwicklung

### Eingemeindungen
Bereits kurz nach der Stadtgründung wurde Christophstal, das ursprünglich zu Dornstetten gehörte, eingemeindet. Erst 1926 folgte mit Zwieselberg (zuvor Gemeinde Reinerzau) die nächste Eingemeindung. Die einschneidendste Änderung brachte die Gebietsreform des Landes Baden-Württemberg in den 1970er-Jahren, der zufolge am 1. Juli 1971 Igelsberg und am 1. Januar 1972 Grüntal (mit Frutenhof) eingegliedert wurden. Am 1. Januar 1975 folgten Dietersweiler (mit Lauterbad), Untermusbach (mit Obermusbach) und Wittlensweiler sowie die zuvor zu Baiersbronn und Bad Rippoldsau gehörenden Teile des Weilers Kniebis, der bereits überwiegend zu Freudenstadt gehörte.

### Einwohnerentwicklung
Nach der Gründung im Jahr 1599 wuchs die Einwohnerzahl der Stadt bis Anfang 1610 auf 2.000 bis 3.000 an und gehörte damit zum Kreis der schwäbischen Städte. Nach der Pest, einem Stadtbrand, Hungersnöten und dem Dreißigjährigen Krieg lebten 1652 kaum noch Menschen im Ort. Es dauerte über 200 Jahre, bis sich die Stadt hinsichtlich ihrer Bevölkerungszahl erholt hatte. 1849 wurden bei einer Volkszählung 5.154 Einwohner ermittelt, um 1930 war die Zehntausendermarke überschritten, die seitdem nur in den Kriegsjahren 1939 bis 1945 unterschritten wurde. 1970 waren 14.375 Bürger mit Hauptwohnsitz in Freudenstadt gemeldet. Durch die baden-württembergische Gebietsreform in den frühen 1970er-Jahren wuchs die Einwohnerzahl durch Eingemeindungen auf 19.454 an. 1986 wurde die 20.000-Einwohner-Schwelle überschritten. Seit 1995 hält sich die Einwohnerzahl recht konstant bei knapp unter 24.000.
| Datum           | Einwohner    |
| --------------- | ------------ |
| 1603            | 255 (Bürger) |
| 1609            | etwa 2.000   |
| 1676            | 01.057       |
| 1744            | 01.461       |
| 1803            | 02.270       |
| 1849            | 05.154       |
| 1. Dez. 1871    | 05.145       |
| 1. Dez. 1880 1  | 06.026       |
| 1. Dez. 1890 1  | 06.271       |
| 1. Dez. 1900 1  | 07.076       |
| 1. Dez. 1910 1  | 08.456       |
| 16. Jun. 1925 1 | 09.785       |
| 16. Jun. 1933 1 | 10.575       |
| 17. Mai 1939 1  | 10.999       |
| 1946            | 09.634       |

| Datum           | Einwohner |
| --------------- | --------- |
| 13. Sep. 1950 1 | 10.689    |
| 6. Jun. 1961 1  | 14.213    |
| 27. Mai 1970 1  | 14.375    |
| 31. Dez. 1975   | 19.454    |
| 31. Dez. 1980   | 19.348    |
| 31. Dez. 1986   | 20.058    |
| 27. Mai 1987 1  | 21.090    |
| 31. Dez. 1990   | 22.935    |
| 31. Dez. 1995   | 23.809    |
| 31. Dez. 2000   | 23.557    |
| 31. Dez. 2005   | 23.910    |
| 31. Dez. 2010   | 23.551    |
| 31. Dez. 2015   | 22.579    |
| 31. Dez. 2020   | 23.760    |

## Politik

### Gemeinderat
Die Kommunalwahl am 9. Juni 2024 führte zu dem Ergebnis, das in den Diagrammen dargestellt ist.
| Insgesamt 26 Sitze - SPD: 4 - BA/Grüne: 4 - FWV: 9 - CDU: 7 - AfD: 2 |

| Partei/Liste                                | Sitze | + / − |
| ------------------------------------------- | ----- | ----- |
| Christlich Demokratische Union Deutschlands | 7     | − 1   |
| Sozialdemokratische Partei Deutschlands     | 4     | − 1   |
| Alternative für Deutschland AfD             | 2     | + 2   |
| Freie Wähler Vereinigung                    | 9     | ± 0   |
| Bürgeraktion/Grüne                          | 4     | − 2   |
| Summe                                       | 26    |       |

### Bürgermeister
Die Stadt Freudenstadt wurde nach ihrer Gründung nach württembergischem Muster verwaltet, das heißt, es gab einen Magistrat mit mehreren Bürgermeistern, die anfangs die Bezeichnung Stadtschultheiß trugen (die Bezeichnung Bürgermeister wurde in Württemberg 1930 eingeführt). Seit der Erhebung zur Großen Kreisstadt 1988 trägt das Stadtoberhaupt die Amtsbezeichnung Oberbürgermeister.
Am 14. April 2024 wurde Adrian Sonder (CDU) mit 60,1 Prozent der Stimmen zum Oberbürgermeister gewählt. Er trat das Amt am 2. Juli 2024 an.
Bürgermeister von Freudenstadt:
- ab 1605: David Dreher[55]
- 1608–1612: Jakob Kronabätter[56]
- um 1681: Balthasar (d. Ältere) Münster (* 1648; † 1728)[57]
- unbekannt: Johann David Wölpper (* 1671; † 1741)
- 1877–1919: Alfred Hartranft
- 1919–1944: Ernst Blaicher
- 1945–1948: Friedrich Rothfuß
- 1948–1955: Hermann Saam (FDP/DVP)
- 1956–1963: Walter Bärlin
- 1964–1983: Gerhard Wolf
- 1983–1991: Hans H. Pfeifer (SPD)
- 1991–2008: Erwin Reichert (SPD)
- 2008–2024: Julian Osswald (CDU)
- seit 2024: Adrian Sonder (CDU)

### Hoheitszeichen
Als Hoheitszeichen führt die Stadt Freudenstadt ein Dienstsiegel, ein Wappen und eine Flagge. Ferner verwendet die Stadt ein Logo.
| Wappen der Stadt Freudenstadt | Blasonierung: „In Rot unter goldenem Schildhaupt, darin eine schwarze Hirschstange, ein goldenes ‚F‘, begleitet von zwei pfahlweisen, abgekehrten silbernen Fische (Barben).“ |
| Wappen der Stadt Freudenstadt | Wappenbegründung: Das Wappen wird seit 1603 geführt. Die Hirschstange symbolisiert das Herzogtum Württemberg, die Barben sind dem Wappen der Grafschaft Mömpelgard entnommen, die damals zu Württemberg gehörte, das „F“ verweist auf den Stadtgründer, Herzog Friedrich I. von Württemberg. Die heutige Blasonierung des Wappens – ursprünglich hatte es gänzlich eine rote Feldfarbe – wurde vermutlich erst um 1926 festgelegt. |

Die Stadtflagge hat die Farben Rot und Weiß und wurde 1950 vom Staatsministerium Württemberg-Hohenzollern verliehen.

### Städtebeziehungen

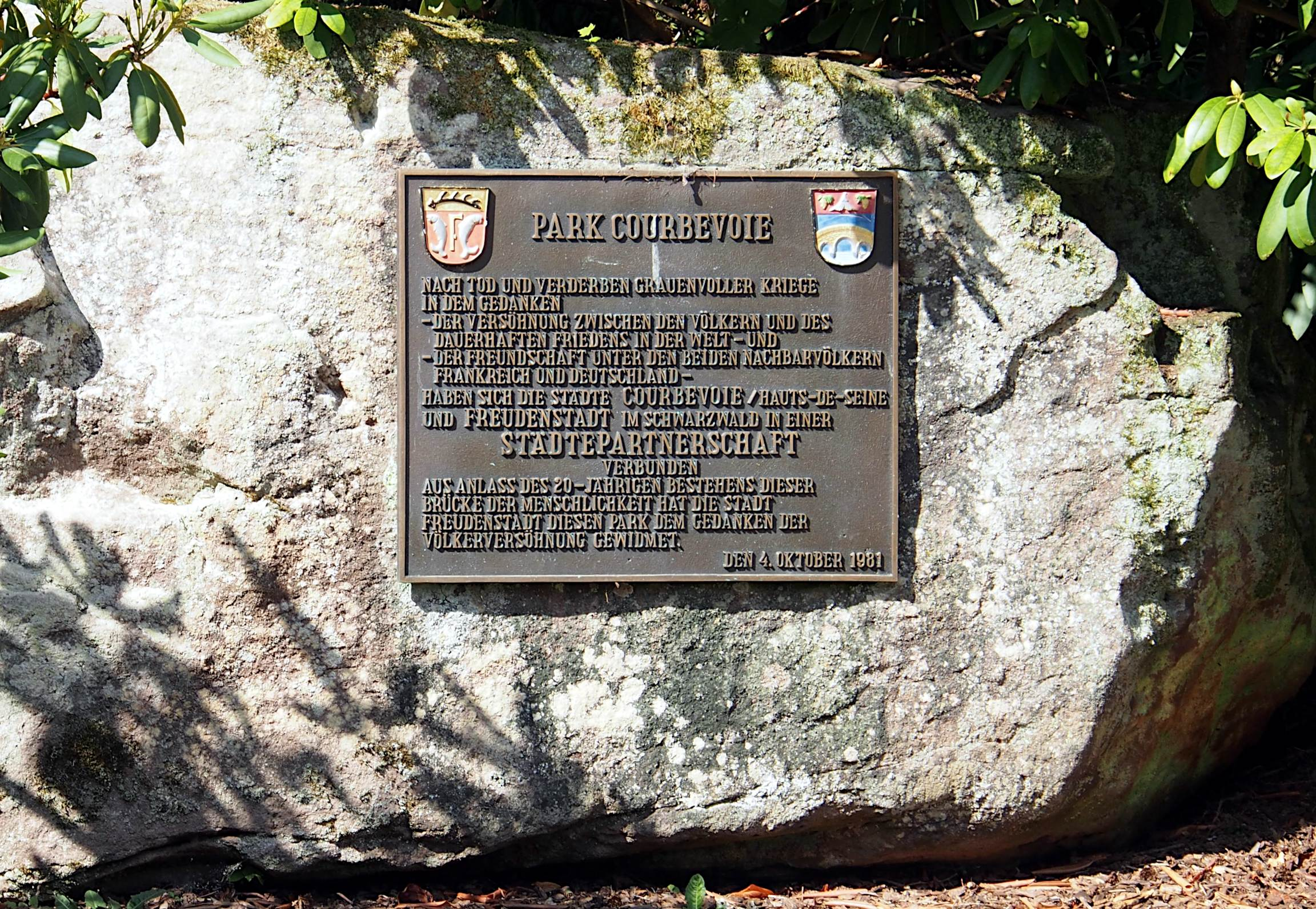
Gedenktafel im Park Courbevoie in Freudenstadt

Die Partnerschaft mit der französischen Stadt Courbevoie stand am Anfang der Ausweitung der deutsch-französischen Städtepartnerschaften Anfang der 1960er-Jahre und wird seit 1961 intensiv betrieben. Es finden regelmäßig Schüleraustausche sowie kulturelle und kommunalpolitische Besuche statt.
Zusätzlich unterhält Freudenstadt drei Städtefreundschaften.
- Die Freundschaft mit Männedorf in der Schweiz besteht seit 1959.
- Die Freundschaft mit Heide in Schleswig-Holstein gibt es seit 1989. Sie beruht darauf, dass Heide ebenfalls den Anspruch erhebt, den größten Marktplatz Deutschlands zu besitzen. Die Städte einigten sich mittlerweile darauf, dass beide Marktplätze gleich groß sind, wobei Heide den größten unbebauten und Freudenstadt den größten bebauten Marktplatz Deutschlands hat.
- Eine weitere Städtefreundschaft besteht seit 1990 mit Schöneck im sächsischen Vogtland.

Einige Freudenstädter Schulen und Vereine pflegen einen regen Austausch mit dem polnischen Partner-Landkreis Tomaszów Lubelski. Mit dem Fremdsprachengymnasium in Lowetsch/Bulgarien findet ebenfalls ein regelmäßiger Schüleraustausch statt.
Ein Fahrzeug der Ortenau-S-Bahn trägt den Namen Freudenstadt.

## Kultur und gesellschaftliches Leben

### Soziales
Unter anderem sind folgende vernetzte soziale Einrichtungen in der Stadt präsent: Die Kinder- und Jugendwerkstatt Eigen-Sinn soll in sozialen Gruppenarbeiten die persönlichen, sozialen und schulischen Kompetenzen von Kindern und Jugendlichen fördern und entwickeln, damit diese selbst neue und eigene Handlungs- und Konfliktlösungsstrategien und letztlich eine eigene zukunftsfähige Lebensstrategie entwickeln können. Die Erlacher Höhe, die auch in sechs weiteren Landkreisen in Baden-Württemberg vertreten ist, setzt sich dafür ein, dass Menschen in sozialen Notlagen respektiert und geachtet werden und soziale Ausgrenzung abgebaut wird. Die Diakonie setzt sich für Arme, Ausgegrenzte und sozial Benachteiligte ein. Das Mehrgenerationenhaus Familien-Zentrum-Freudenstadt e. V. stellt „sozialen Raum“ bereit, in dem Menschen, v. a. Mütter und ältere Menschen, sich (wieder) als Teil einer Gemeinschaft begreifen können. Im Kinder- und Jugendzentrum Freudenstadt (KiJuz) wird für Grundschulkinder und Jugendliche offene Kinder- und Jugendarbeit angeboten. Des Weiteren bietet die Katholische Junge Gemeinde (KjG) Freudenstadt Aktionen im Bereich der Kinder- und Jugendarbeit an. Die FrauenHilfe Freudenstadt betreibt eine Beratungsstelle für Frauen, die von Gewalt betroffen sind oder Gewalt befürchten und dringend Hilfe suchen.

### Dialekt
Freudenstadt liegt an der Sprachgrenze zwischen den schwäbischen und alemannischen Dialekten. Innerhalb der Raumgliederung der schwäbischen Mundart befindet sich die Stadt im Freudenstädter Raum, der sich von Alpirsbach über Freudenstadt bis in die Altensteiger Gegend erstreckt. Im Westen grenzt das Baiersbronner Gebiet, im Norden das Obere Enzgebiet und im Osten der Obere Neckarraum an. Im Süden schließt sich das Oberrheinalemannische an. Der Gebrauch des Dialekts ist, wie im gesamten schwäbischen Raum, immer noch sehr lebendig. Die Mundart wird für gewöhnlich sowohl in der Freizeit als auch im Betrieb, in öffentlichen Ämtern wie auch in den Schulen gesprochen und akzeptiert. Allerdings geht der Trend, besonders in der Kernstadt und bei jüngeren Menschen, zu einer Art Regiolekt, einer dialektal geprägten Hochsprache.

### Religionen

#### Konfessionsstatistik
Gemäß dem Zensus 2022 waren am 25. Mai 2022 38,1 % der Einwohner evangelisch, 18,6 % katholisch, und 43,3 % waren konfessionslos, gehörten einer anderen Glaubensgemeinschaft an oder machten keine Angabe. Seit dem Zensus 2011 sinkt der Anteil der Protestanten und Katholiken an der Gesamtbevölkerung jährlich um einen Prozentpunkt.

#### Evangelische Kirche

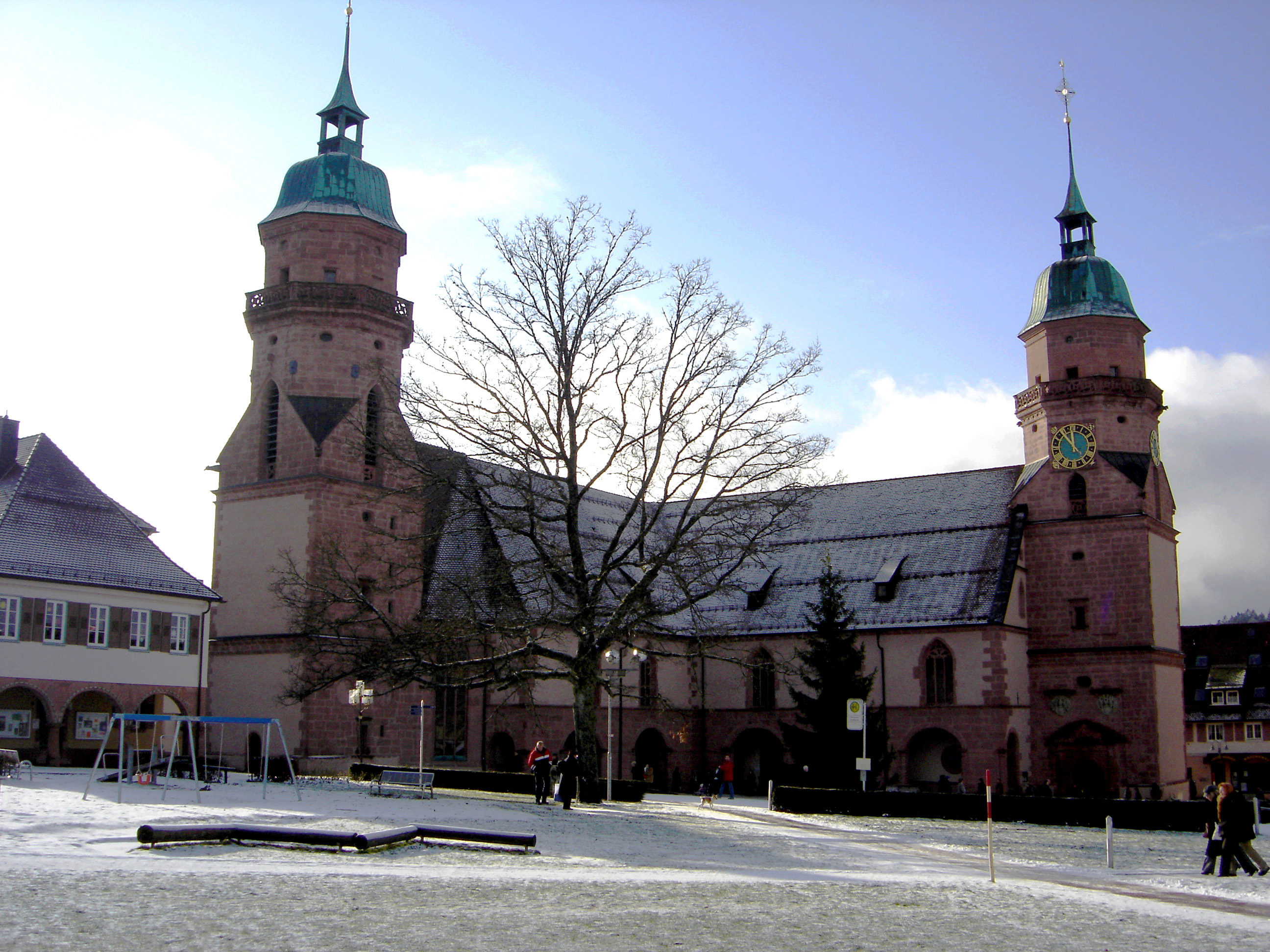
Stadtkirche im Winter

Das Kloster Kniebis hatte eine seit 1535 ungenutzte Klosterkirche, die 1799 von den Franzosen niedergebrannt wurde. Infolge der württembergischen Gründung war Freudenstadt lange Zeit eine fast gänzlich protestantische Stadt mit einer dem Neubau-Stadtgrundriss angepassten sogenannten Winkelhakenkirche (siehe Abschnitt Sehenswürdigkeiten). Zunächst gehörte die junge Gemeinde zum Dekanat beziehungsweise Kirchenbezirk Herrenberg innerhalb der Evangelischen Landeskirche in Württemberg. 1672 wurde Freudenstadt Sitz eines eigenen Dekanats (→ Kirchenbezirk Freudenstadt), das das gesamte Freudenstädter Umland umfasst. Zunächst gab es nur die evangelische Stadtkirchengemeinde, 1960 entstand dazu die Martinskirche. Beide Kirchen bilden mit der Gemeinde Kniebis die Gesamtkirchengemeinde Freudenstadt. Auch in den anderen Stadtteilen gibt es evangelische Kirchen beziehungsweise Kirchengemeinden. In Dietersweiler, das zunächst eine Filialgemeinde von Glatten war, wurde 1901 eine eigene Pfarrei eingerichtet. Die dortige Kirche ist gotischen Ursprungs und wurde 1745 umgebaut. Grüntal war zunächst eine Filialgemeinde von Dornstetten, wurde aber bereits 1583 eigene Pfarrei. Die Pfarrkirche mit romanischem Turm wurde 1592 von Heinrich Schickhardt errichtet und 1871 erneuert. In Igelsberg gibt es eine evangelische Kirche im ummauerten Friedhof. Die Gemeinde Untermusbach ist eine Filialgemeinde von Grüntal. Wittlensweiler ist seit 1899 Pfarrei. Die alte Kirche wurde 1968 erneuert.
Im 19. Jahrhundert entstand in Freudenstadt eine christliche Gemeinschaft, die sich später als Altpietistische Gemeinschaft bezeichnete. Ihre Mitglieder nennen sich Apis und gehören zur Evangelischen Kirche von Württemberg.

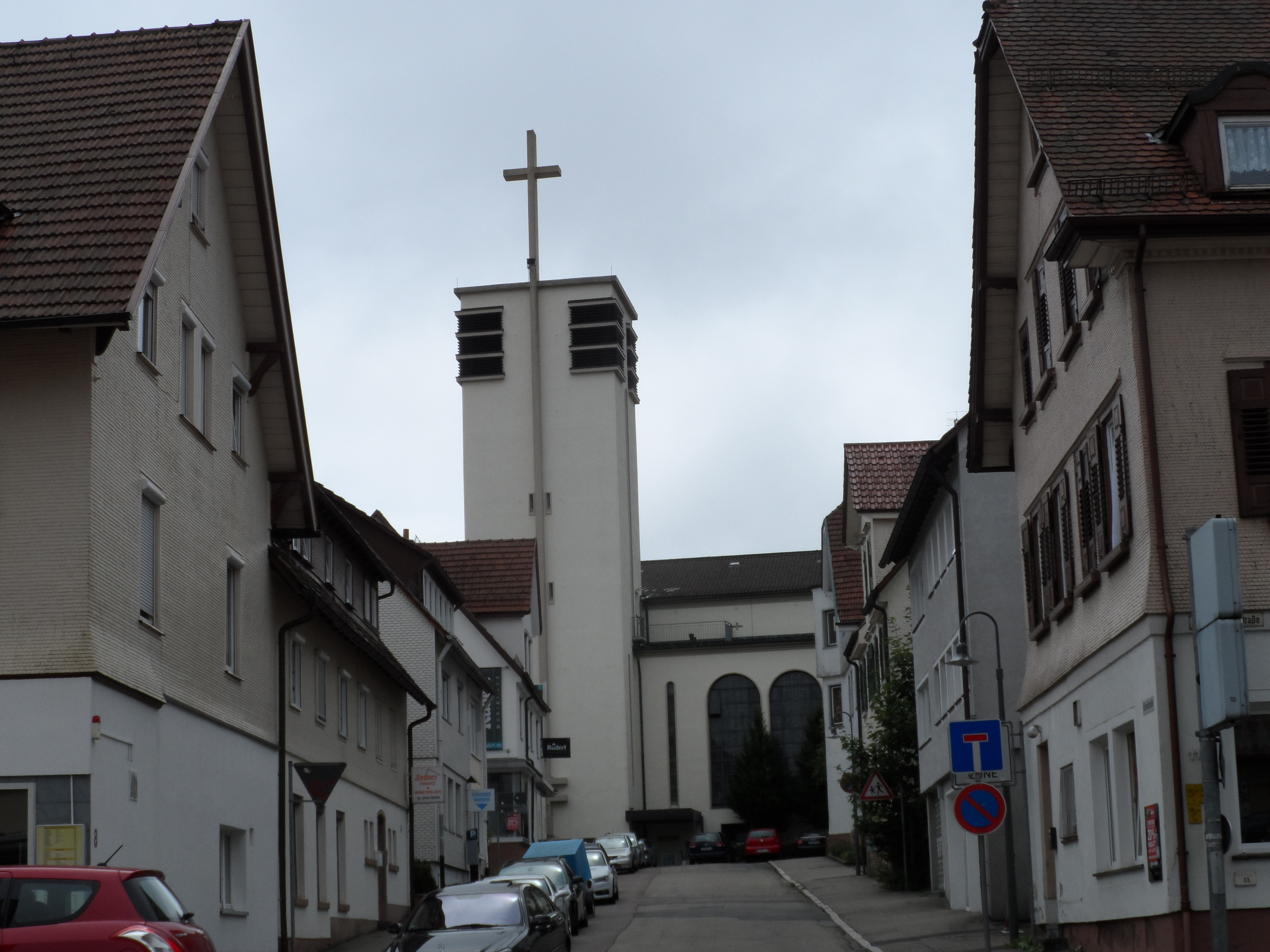
Katholische Taborkirche

#### Katholische Kirche
Im 19. Jahrhundert zogen vermehrt Katholiken nach Freudenstadt. Bereits 1859 gründeten sie eine eigene Pfarrei. Ihre Kirche Christi Verklärung (Taborkirche genannt) ist jedoch ein Neubau von 1931. Die Pfarrgemeinde Christi Verklärung Freudenstadt ist zusätzlich für die Katholiken des Umlands zuständig und bildet zusammen mit der katholischen Pfarrgemeinde Alpirsbach eine Seelsorgeeinheit innerhalb des Dekanats Freudenstadt der Diözese Rottenburg-Stuttgart.

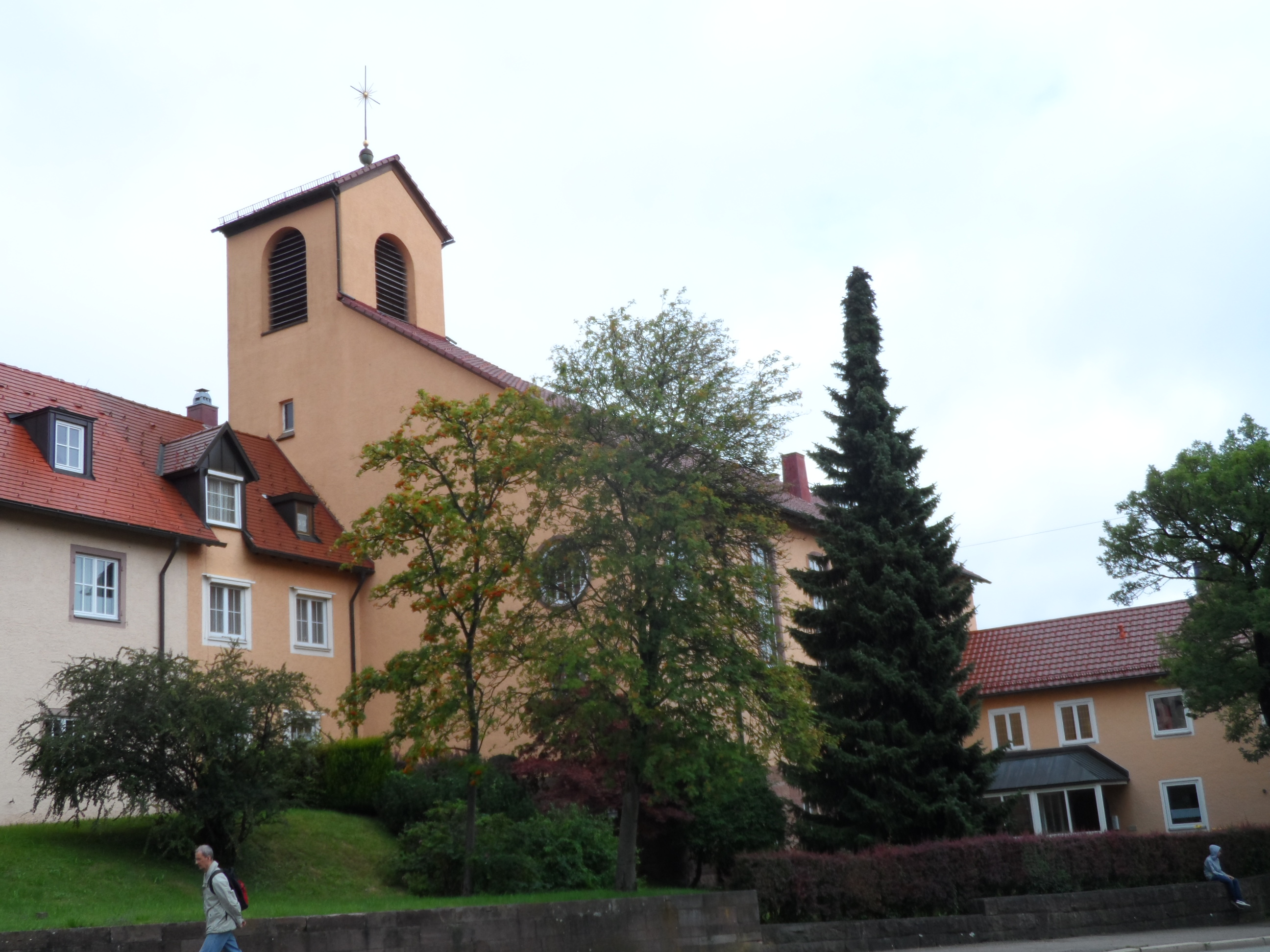
Evangelisch-methodistische Friedenskirche

#### Freikirchen
Freikirchen sind außerdem zwei Gemeinden und Teile des Sozialwerks Süd (unter anderem die Klinik Hohenfreudenstadt) der evangelisch-methodistischen Kirche, die Volksmission entschiedener Christen, die Heilsarmee, die Siebenten-Tags-Adventisten, die dem Mülheimer Verband angehörende Christus-Gemeinde, die Vineyard-Gemeinde und die Crossroads International Church, die zur Gemeinde Gottes Deutschland gehört. Eine freie christliche Gemeinde hat sich den Namen GOTOP gegeben.

#### Weitere Religionen
Die neuapostolische Kirche, die zum Apostelbereich Tübingen gehört, ist ebenfalls mit drei Gemeinden vertreten. Diese befinden sich in Freudenstadt sowie in den Stadtteilen Dietersweiler und Wittlensweiler.
Eine jüdische Gemeinde konnte sich nie wirklich etablieren. Um 1870 lebten nur zwei jüdische Personen in der Stadt, 1910 waren es 13. Eher kamen noch Kurgäste jüdischen Glaubens in koschere Hotels, wie die 1907 eröffnete Villa Germania oder das 1911 eröffnete Hotel Teuchelwald. Die wenigen ortsansässigen Juden schlossen sich der nächstgelegenen jüdischen Gemeinde in Horb an.
Der Türkisch-Islamische Kulturverein e. V. unterhält die Fatih-Moschee. Ferner gibt es ein Gebäude für religiöse Zeremonien der Aleviten.

### Sehenswürdigkeiten

#### Marktplatz

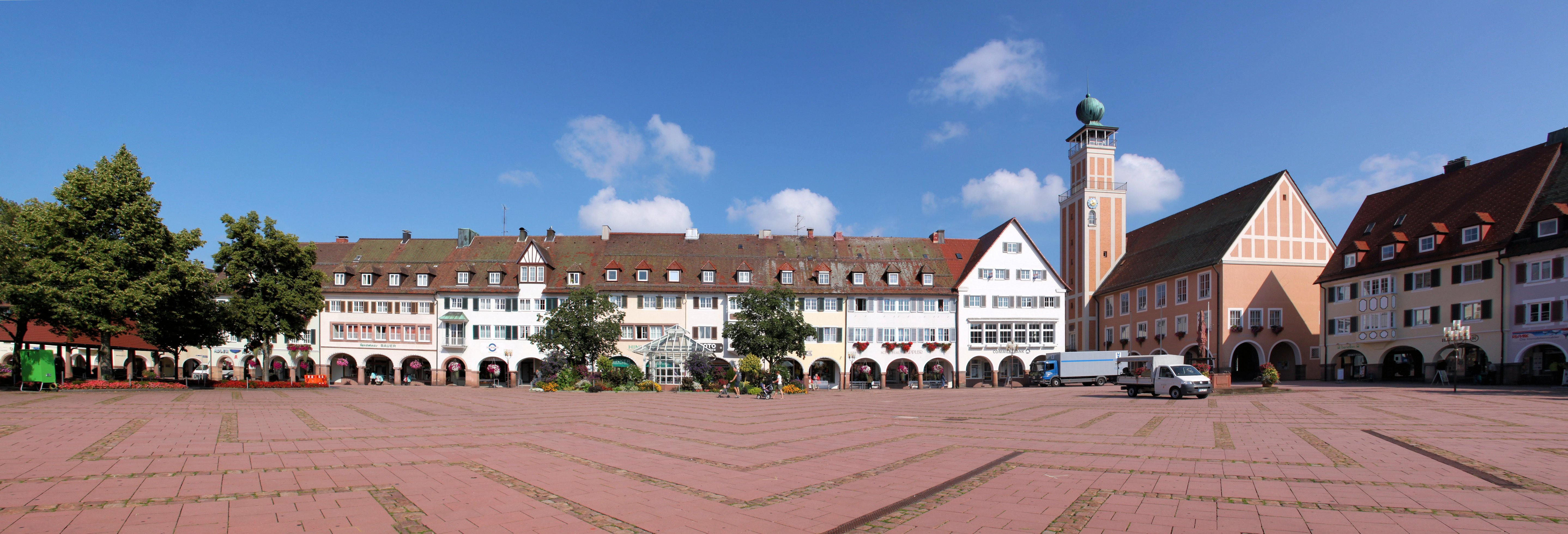
Nordseite des Marktplatzes mit Rathaus

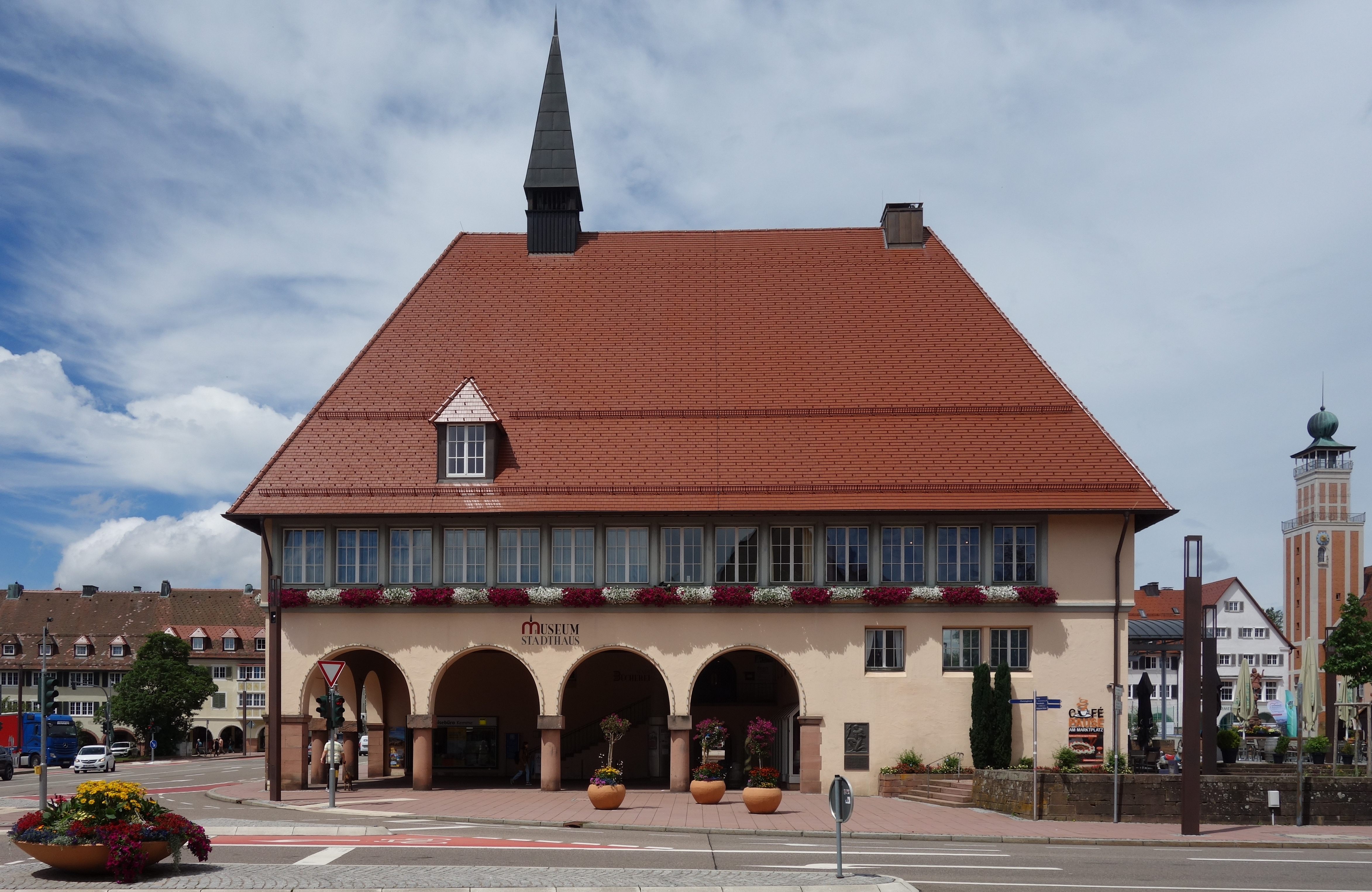
Stadthaus mit Heimatmuseum

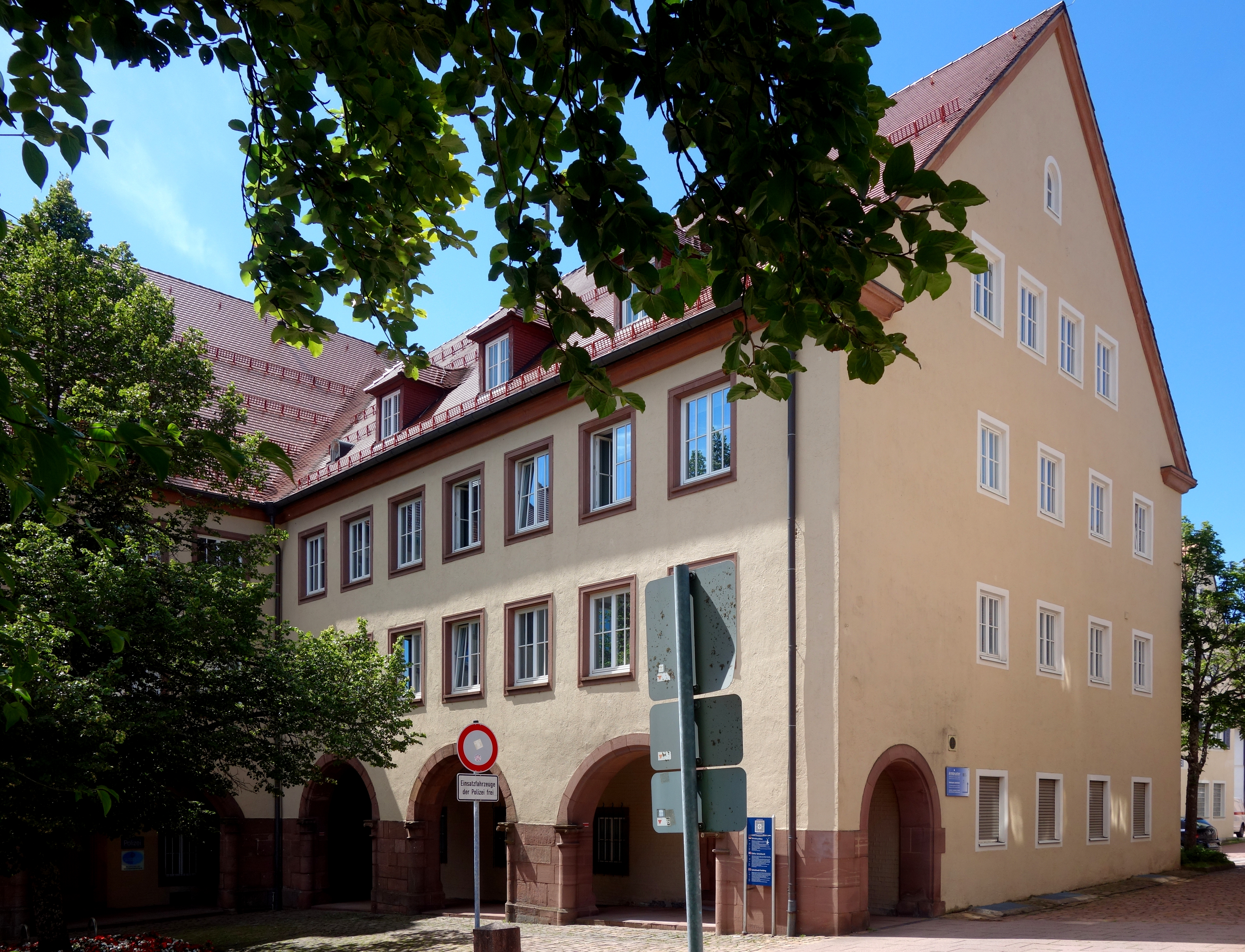
Schickhardtbau am Marktplatz (heute Sitz der Polizei)

Bekannt ist Freudenstadt vor allem durch den größten bebauten Marktplatz Deutschlands, auf dem eigentlich ein Schloss stehen sollte (siehe Abschnitt zur Geschichte). Er gilt als das Wahrzeichen der Stadt und ist circa 4,5 Hektar groß und mit den Maßen 219 × 216 Meter fast quadratisch. Charakteristisch sind die umlaufenden Laubengänge, Arkaden genannt. Drei Zierbrunnen auf dem Marktplatz überstanden den Zweiten Weltkrieg unversehrt. Der Markt wurde nach Zerstörungen im Zweiten Weltkrieg 1950 im Heimatschutzstil wiederaufgebaut.

#### Stadtkirche

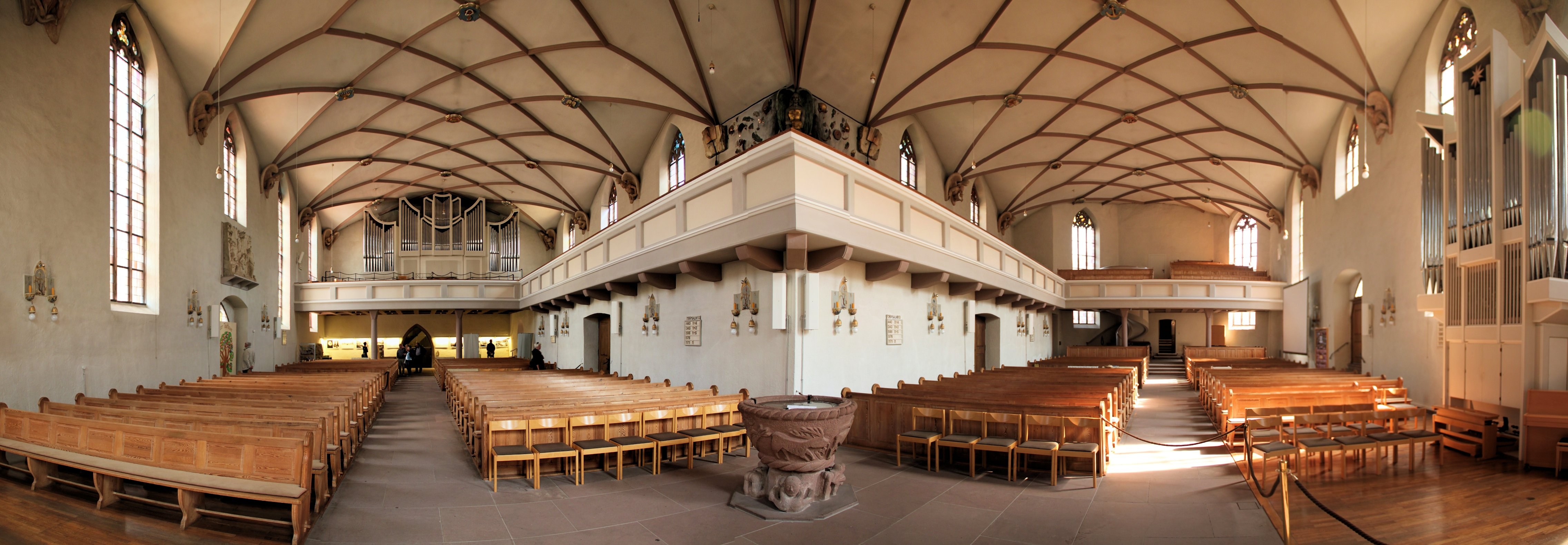
Gewinkelter Innenraum der Stadtkirche

An der südwestlichen Ecke des Platzes steht die evangelische Stadtkirche Freudenstadt von 1608. Sie ist eine der seltenen Winkelkirchen, ihr Grundriss ist L-förmig. 1945 schwer beschädigt, wurde sie äußerlich wieder aufgebaut und im Innern vereinfacht wieder hergestellt. Sie besitzt eine Reihe wertvoller Ausstattungsstücke.

#### Rathaus
An der gegenüberliegenden nördlichen Ecke des Marktplatzes steht das Rathaus, das Teile der Stadtverwaltung beherbergt sowie zwei Aussichtsplattformen bietet. Im Zentrum des Platzes befindet sich das Stadthaus, in dem das Heimatmuseum mit den Abteilungen Volkskunde, Stadtgeschichte, Handwerk und Fremdenverkehr sowie die Stadtbücherei untergebracht sind. Eine Gedenksäule daneben erinnert an den Wiederaufbau der Stadt nach ihrer Zerstörung im Weltkrieg. Unter Anspielung auf die Finanzierung des Wiederaufbaus wird das Denkmal im Volksmund Hypothekenvenus genannt.

#### Friedrichsturm

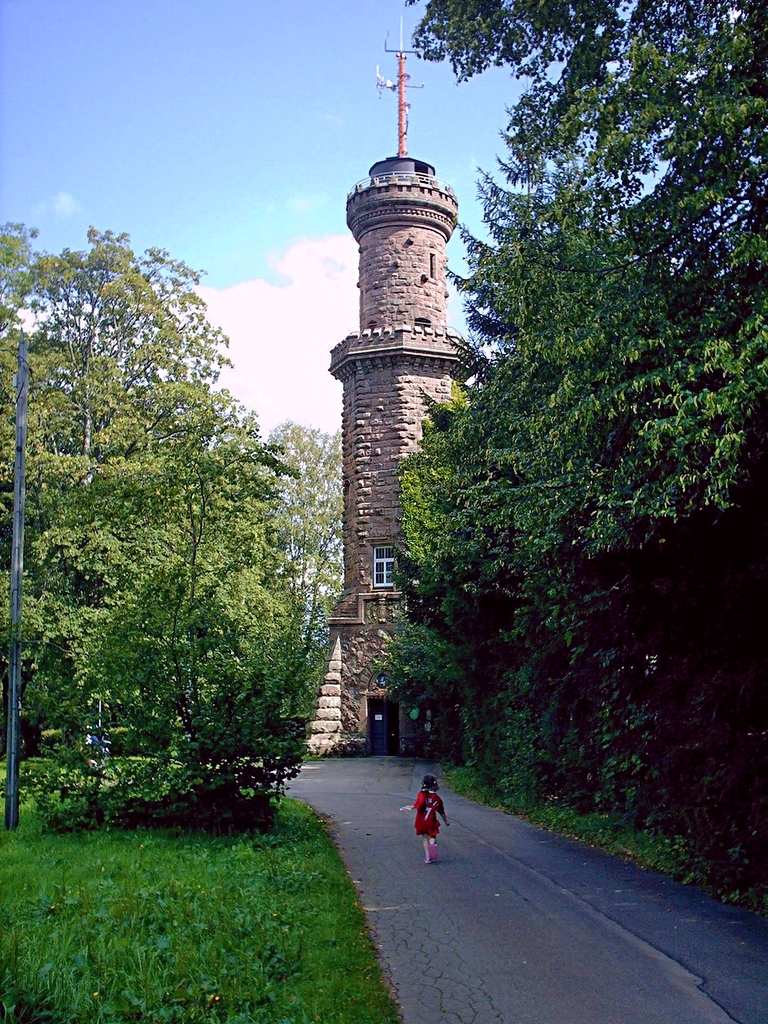
Der Friedrichsturm auf dem Kienberg bietet einen guten Blick auf die Stadt

Der Friedrichsturm ist ein im Jahr 1899 anlässlich des 300-jährigen Stadtjubiläums auf dem Freudenstädter Hausberg Kienberg erbauter 25 m hoher Aussichtsturm mit 148 Stufen. Er wurde vom Schwarzwaldverein und dem Verschönerungsverein geplant und bei seiner Einweihung zu Ehren des Stadtgründers Herzog-Friedrich-Turm genannt.

#### Weiteres
Der Wald zwischen der Kernstadt und dem Ortsteil Lauterbad wird „Palmenwald“ genannt. Der Name ist ein Hinweis auf die Stechpalmen, die hier vor hundert Jahren in großer Anzahl verbreitet waren.
Eine kulturhistorische Sehenswürdigkeit ist das Besucherbergwerk Freudenstadt.
Die Schwarzwaldhochstraße, Teil der Bundesstraße 500, ist die älteste Ferienstraße Deutschlands und verbindet Freudenstadt mit Wander- und Skigebieten des Nordschwarzwalds und der Stadt Baden-Baden. Freudenstadt liegt an der Deutschen Alleenstraße, die von Rügen nach Konstanz führt.
Die Schwarzwald-Fernwanderstrecken Mittelweg und Ostweg verlaufen durch die Stadt. Des Weiteren führt der Schwarzwald-Panorama-Radweg und der Naturpark-Radweg durch Freudenstadt.

### Freizeit
Seit 1929 besteht ein Golfclub. Die Anlage gilt als eine der ältesten in Deutschland.
Über den Landkreis hinaus bekannt ist das Panoramabad in der Nordstadt mit einem Wellness-Bereich und einer „Saunalandschaft“. Erreichbar ist das Bad auch mit der Stadtbahn (Haltestelle Schulzentrum/Panoramabad). Für den Mannschaftssport stehen in der Kernstadt drei Turnhallen, ein Stadion und mehrere Ballsportplätze zur Verfügung. Am Schierenberg gibt es mehrere Tennisplätze. Ebenfalls in der Nordstadt gelegen ist ein Reitverein. Eine Fußballschule hat ihren Sitz bei den Stadionanlagen. Größter Sportverein ist der TSV Freudenstadt. Für Wanderungen und Nordic Walking stehen zahlreiche gut ausgebaute und beschilderte Wanderwege zur Verfügung. Bei ausreichender Schneelage bieten sich Loipen oder der Skilift am Stokinger-Hang im Stadtteil Lauterbad an. Noch besser sind die Wintersportmöglichkeiten im höher gelegenen Ortsteil Kniebis.
Die Stadt verfügt über zwei Kinos. Das Subiaco im Kurhaus ist nicht-kommerziell und auf alternative Filme ausgerichtet. Das Central beim Amtsgericht deckt aktuelle Kinofilme ab. Zahlreiche Kneipen in der Loßburger und der Straßburger Straße, am Marktplatz und am Stadtbahnhof sorgen abends für Kurzweil. Beliebt ist die Freudenstädter Kneipennacht. Eine Diskothek befindet sich außerhalb des Zentrums in der Nähe des Hauptbahnhofs.

### Regelmäßige Veranstaltungen
Die Umzüge der Narrenzunft Freudenstadt, vor allem der Große Fasnetsumzug, der am Tag nach dem Fackelumzug stattfindet, lockt tausende Hästräger und Zuschauer in die Stadt. Im März und Oktober veranstaltet der Zentralverband der Ärzte für Naturheilverfahren und Regulationsmedizin (ZAEN) den ZAEN-Kongress im Kongresszentrum. Die Veranstaltung ist mit ihren Seminaren ein Forum zur Weiterbildung und zum Erfahrungsaustausch. In der Stadtkirche findet traditionell Ende April bis Anfang Mai das Eröffnungskonzert des Schwarzwald-Musikfestivals statt. Die Veranstaltungsserie dauert bis in den August und ist darüber hinaus in Stadtteilen zu Gast.

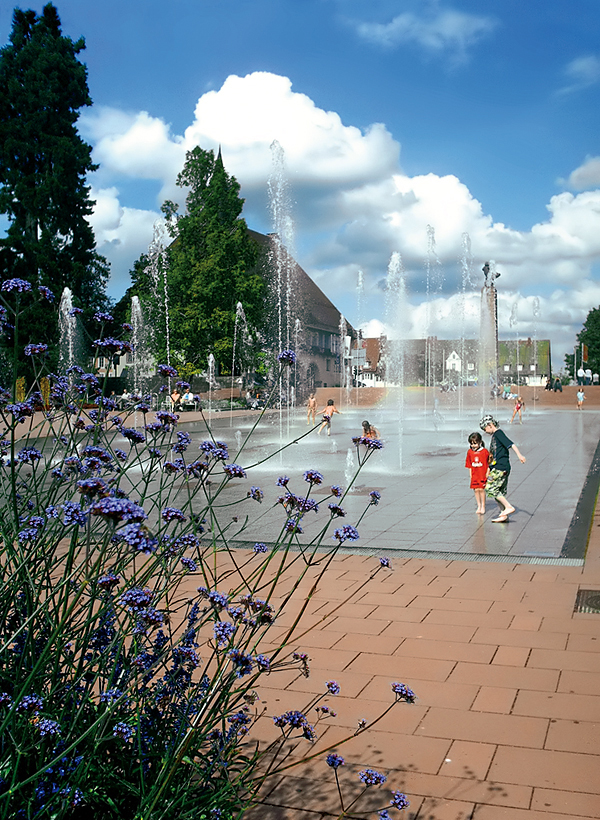
Die Fontänen sind Kulisse beim Fontänenzauber

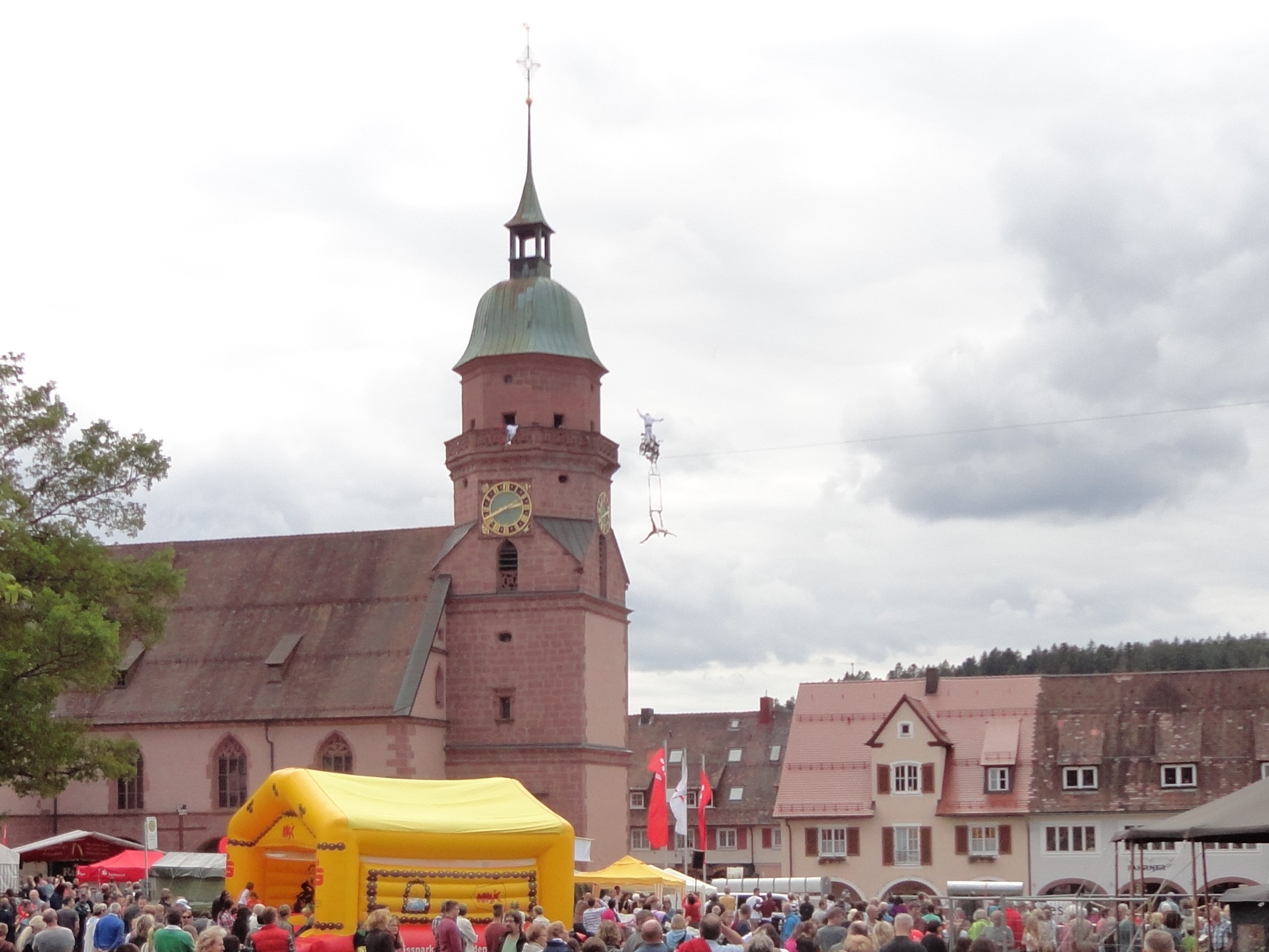
Stadtfest 2016 mit Hochseilakt

Anfang Juli verwandelt an einem Wochenende das Stadtfest den gesamten Marktplatz in den Schauplatz eines Volksfests, das am Samstagabend in einem großen Feuerwerk gipfelt. Seit 2002 unterhalten Mitte Juli örtliche Vereine beim Fontänenzauber am Unteren Marktplatz das Publikum musikalisch und artistisch vor der Kulisse der Freudenstädter Fontänen. Das üblicherweise mehrtägige Afrikafest findet gewöhnlich in der letzten Juliwoche auf dem Oberen Marktplatz statt. Die Darbietungen reichen von Tanz- und Musikvorführungen über Artistik, Kino, Ballspiele, Workshops, Ausstellungen und Basare bis zu Gottesdiensten.
Größter Beliebtheit erfreut sich im Juli und August das Freudenstädter Sommertheater, eine jährlich wechselnde Open-Air-Aufführung durch ortsansässige Amateurschauspieler. Das Publikum folgt den Akteuren dabei zu verschiedenen natürlichen Bühnen im Stadtgebiet. Für Tennisfans waren die Black Forest Open eine feste Größe im ATP-Kalender, die jährlich von 1999 bis 2009 parallel zu den US Open ausgetragen wurden. Spieler wie Magnus Norman, Gustavo Kuerten und Marat Safin kämpften bereits am Schierenberg um Weltranglistenpunkte.
Von Frühjahr bis Herbst finden auf dem Marktplatz wechselnde Veranstaltungen statt. Am ersten Oktoberwochenende findet auf dem Oberen Marktplatz der Kunsthandwerkermarkt des Handels- und Gewerbevereins Freudenstadt (HGV) parallel zu einem verkaufsoffenen Sonntag statt. Den Jahresausklang besiegelt der Ende November beginnende zehntägige Freudenstädter Weihnachtsmarkt des HGV. Zahlreiche Handwerkslädchen und Einzelhändler bieten in einem Dorf aus rund 100 Hütten ihre Waren an. Der Auftritt der Turmbläser auf dem Rathausturm zählt zu den Höhepunkten des Marktes.

## Wirtschaft und Infrastruktur

### Wirtschaft
Auf den Dienstleistungssektor entfielen im Jahr 2006 54,2 Prozent der Wertschöpfung, auf das produzierende Gewerbe 45,0 Prozent. Die Landwirtschaft spielte mit 0,8 Prozent eine kleine Rolle. Die Stadt bindet in der Region Nordschwarzwald überdurchschnittlich viel Kaufkraft. 2005 betrugen die Gesamteinnahmen je Einwohner 25.785 Euro, die ungebundenen Einnahmen beliefen sich auf 16.730 Euro, 4 Prozent über dem Landesschnitt. Die Stadt wies im Jahr 2007 einen Einpendlerüberschuss von 1.653 Arbeitnehmern auf. In Freudenstadt gab es im Jahr 1993 205 Ladengeschäfte. 2007 standen im Stadtgebiet 2.832 Gästebetten zur Verfügung. Die Anzahl der Übernachtungen betrug 339.292.
Das verarbeitende Gewerbe ist zum größten Teil in den Industriegebieten angesiedelt. Erwähnenswert sind insbesondere die Gebr. Schmid GmbH + Co. (Photovoltaik, Leiterplatten, Flachbildschirme), die Robert Bürkle GmbH (Maschinen zur Oberflächenveredlung), die Firma Georg Oest Mineralölwerk GmbH & Co. KG (Mineralölwerk, Tankstellen, Maschinenbau) sowie die Hermann Wein GmbH & Co. KG (Schwarzwälder Schinken). Auch die Kreissparkasse Freudenstadt zählt zu den größten Arbeitgebern. Der ehemals größte Arbeitgeber der Stadt, die Schlott Gruppe AG (Druckerzeugnisse), hatte 2011 Insolvenz angemeldet. Der Freudenstädter Betrieb wurde stillgelegt und fast alle Mitarbeiter entlassen.

### Verkehr

#### Straßenverkehr
Es führen vier Bundesstraßen durch Freudenstadt.
Am Marktplatz treffen sich die Bundesstraßen B 28 (Kehl–Ulm) und B 462 (Rastatt–Rottweil); zusätzlich endet hier die gegen Ende deckungsgleich mit der B 28 verlaufende B 500 (Baden-Baden–Freudenstadt). Diese Straßen führen danach in West-Ost-Richtung auf einer gemeinsamen Trasse durch das Stadtgebiet.
Seit 1985 führt die in Nord-Süd-Richtung verlaufende B 294 (Bretten–Gundelfingen) als Ortsumgehung östlich an Freudenstadt vorbei.
Nach dem endgültigen Scheitern der Pläne für die „Schwarzwaldautobahn“ A 84 Anfang der 1980er-Jahre wurden andere Lösungen projektiert, um dem hohen Verkehrsaufkommen entgegenzuwirken, die gegenwärtig in die Umsetzungsphase gelangen. Dazu gehört der vierspurige Ausbau der B 28 in der Kernstadt mit dem Baubeginn Ende 2008 sowie eine Unterfahrung der Innenstadt in einem V-förmigen Tunnel (vordringlicher Bedarf im Bundesverkehrswegeplan).

#### Bus und Bahn

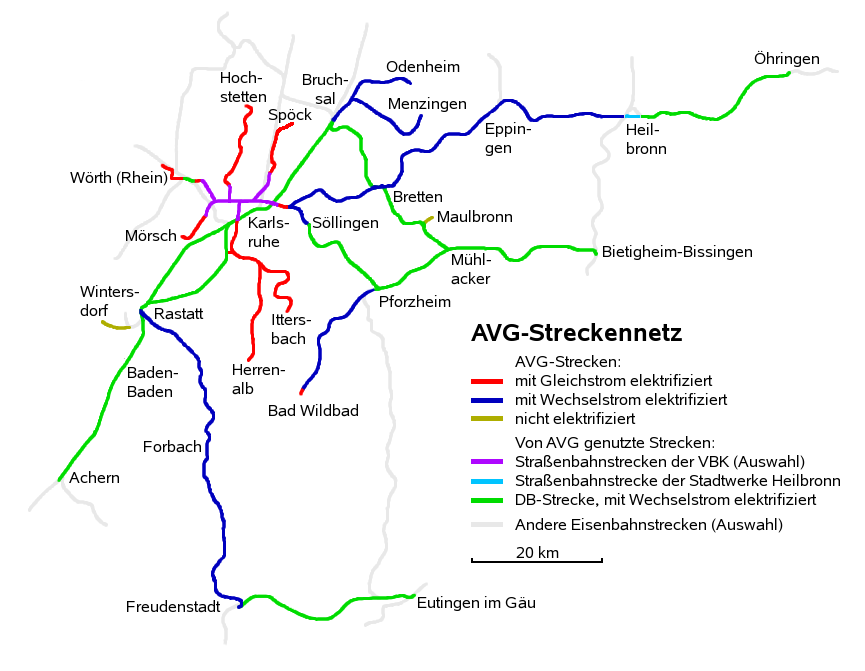
Einbindung ins Stadtbahnnetz

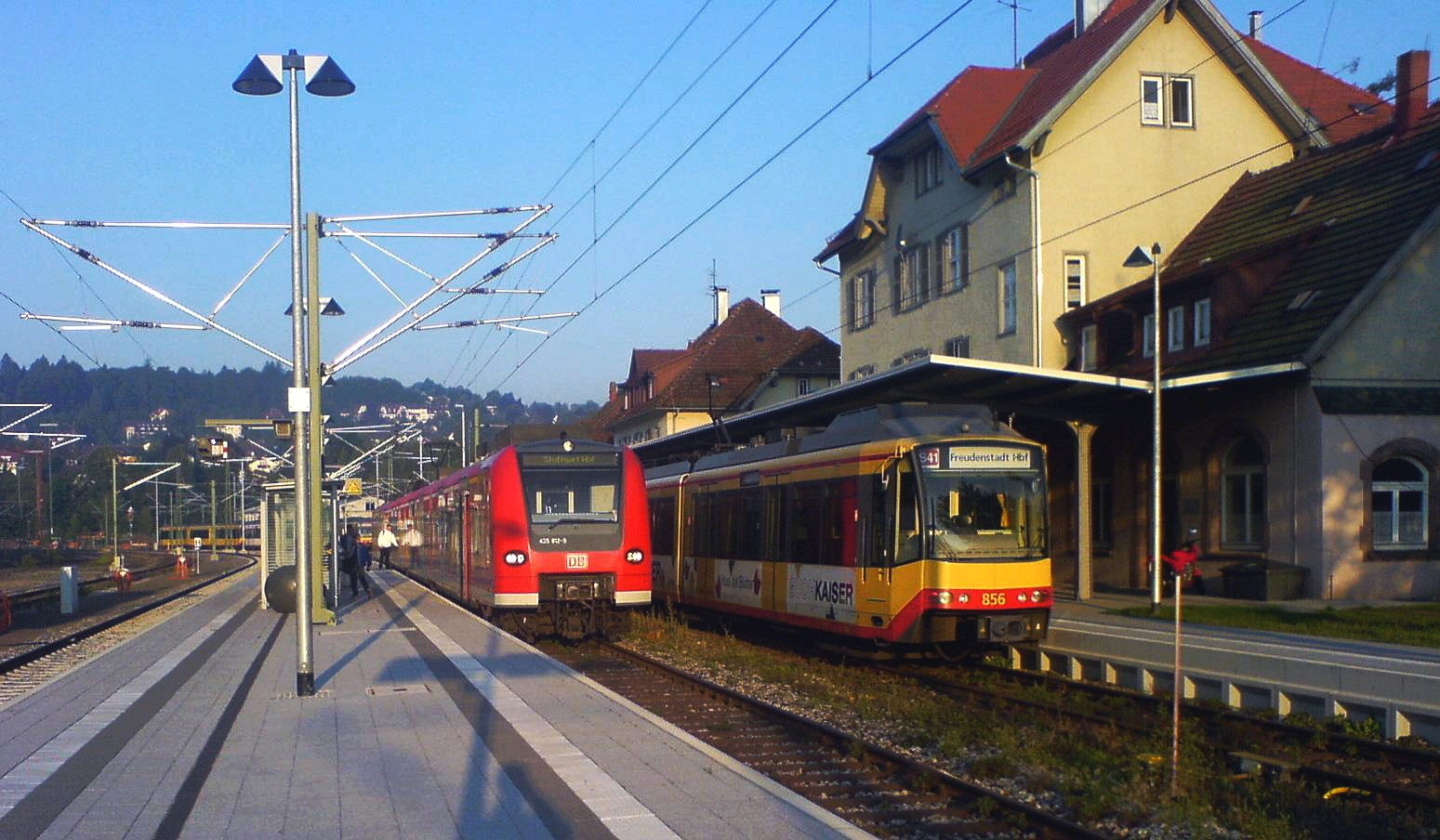
Stadtbahn nach Karlsruhe und Regional-Express nach Stuttgart am Hauptbahnhof

Im Jahr 1879 erhielt die Stadt durch den Bau der von Stuttgart über Herrenberg und Eutingen im Gäu nach Freudenstadt führenden Gäubahn Anschluss an den Eisenbahnverkehr. Da deren Weiterführung ins Tal der Kinzig damals bereits geplant war (und 1886 ausgeführt wurde), wurde der Hauptbahnhof im Südosten der Stadt, relativ weit vom Zentrum entfernt, errichtet. 1901 wurde der württembergische Teil der Murgtalbahn nach Klosterreichenbach gebaut. Dabei entstand der 60 Meter höher gelegene Stadtbahnhof nördlich des Zentrums, ein Einheitsbahnhof von Typ IIIb. Eine durchgehende Verbindung nach Rastatt (Baden) wurde 1928 eingerichtet. Somit ist Freudenstadt Ausgangspunkt dreier Bahnstrecken.
Die Murgtalbahn wird von der Stadtbahn Karlsruhe befahren. Die Linien S8 und S81 der Albtal-Verkehrs-Gesellschaft (AVG) verbinden Freudenstadt über Rastatt mit Karlsruhe. Dabei fährt die S8 stündlich bis in die Karlsruher Innenstadt, die Linie S81 hingegen nur in Tagesrandlagen, dafür direkt zum Karlsruher Hauptbahnhof. Die Stationen innerhalb Freudenstadts sind der Hauptbahnhof, der Stadtbahnhof sowie die Haltepunkte Schulzentrum-Panoramabad und Industriegebiet. Alle werden tagsüber im Halbstundentakt von Stadtbahnen bedient. Die S8 verkehrt hierbei bis in die frühen Morgenstunden.
Die Landeshauptstadt Stuttgart wird über die Bahnstrecke Eutingen im Gäu–Schiltach und weiter über die Bahnstrecke Stuttgart–Horb erreicht. Beide werden auch als Gäubahn bezeichnet. Es besteht ein Stundentakt mit Verdichtungen im Schülerverkehr. Die von Karlsruhe kommende S8 fährt alle zwei Stunden über die seit 2006 elektrifizierte Strecke bis Eutingen; dort ist Anschluss an den Regional-Express (RE) Stuttgart–Singen. Dazwischen gibt es mit dem RE ab Freudenstadt eine Direktverbindung zum Stuttgarter Hauptbahnhof. Wie auf der Murgtalbahn fährt die S8 hier bis frühmorgens.
Richtung Kinzigtal verkehren Züge der Südwestdeutschen Landesverkehrs-AG (SWEG), die Freudenstadt stündlich über Alpirsbach, Schiltach und Hausach mit Offenburg verbinden.
Fernverkehr gibt es in Freudenstadt seit der Jahrtausendwende nicht mehr. In Hausach, Horb, Karlsruhe, Offenburg und Rastatt bestehen Umsteigemöglichkeiten auf Intercity (IC) oder Intercity-Express (ICE).
Der Zentrale Omnibusbahnhof (ZOB) mit über 40 Buslinien ist zusammen mit dem unmittelbar angrenzenden Stadtbahnhof mit den Stadtbahnlinien S81 und S8 einer der Hauptverkehrsknoten im Schwarzwald. Stadtbusse fahren Ziele in der Kernstadt an. Die meisten Gemeinden im Landkreis sind umsteigefrei oder über den Knoten Horb zu erreichen. Ebenso werden touristische Ziele, wie der Mummelsee und der Schliffkopf, angefahren, und es gibt jahreszeitabhängige Angebote wie Skibusse. Öffentliche Verkehrsverbindungen zu Städten in den Nachbarlandkreisen, wie Oberndorf, Wolfach, Altensteig oder Dornhan, bestehen; doch haben viele Buslinien, insbesondere in kleinere Gemeinden, keinen dichten Fahrplan. In den Nächten auf Samstage, Sonn- und Feiertage fährt das Nachtbusangebot Nachtexpress, in Ergänzung des nächtlichen Schienenverkehrs.
Im gesamten Landkreis gelten der Verbundtarif der Verkehrs-Gemeinschaft Landkreis Freudenstadt (VGF) und das Ticketangebot RegioX des Karlsruher Verkehrsverbundes (KVV).

#### Radverkehr
Durch Alltagsrouten aus dem Radnetz Baden-Württemberg ist Freudenstadt 
- über Baiersbronn, Forbach, Gaggenau und Gernsbach mit Rastatt,
- über Loßburg, Alpirsbach und Schiltach 
  - mit Wolfach und
  - mit Schramberg sowie
- über Dornstetten und Schopfloch
  - mit Horb und
  - mit Nagold verbunden.

Durch Freudenstadt verlaufen die folgenden Landes-Radfernwege: 
- Der Schwarzwald-Panorama-Radweg führt von Pforzheim und Bad Wildbad kommend über Besenfeld, Freudenstadt und Loßburg und weiter östlich des Kinzigtals Richtung Schramberg (Stadtteil Sulgen) und schließlich weiter nach Waldshut-Tiengen
- Der Naturpark-Radweg Schwarzwald Mitte/Nord führt rund um selbigen Naturpark und führt dabei von Besenfeld kommend nach Freudenstadt und weiter ins Kinzigtal nach Alpirsbach.

#### Luftverkehr
Das Segelfluggelände Musbach liegt etwa 6,5 km nordöstlich des Zentrums im Stadtteil Musbach.

### Medien und Telekommunikation
Als regionale Tageszeitungen berichten sowohl der Schwarzwälder Bote als auch die Neckar Chronik der Südwest Presse über das Geschehen vor Ort. Kostenfreie Wochenzeitungen sind der WOM der Schwarzwälder-Bote-Mediengesellschaft sowie der Anzeiger. Ansässig ist zudem der Radiosender Freies Radio Freudenstadt (FRF).
Das Hotel Palmenwald sowie verschiedene Objekte wie das Rathaus sind Drehorte der ARD-Fernsehserie Der Schwarzwaldhof, die seit 2008 ausgestrahlt wird.
Auch Szenen der ZDF-Reihe Ein Schwarzwaldkrimi wurden in Freudenstadt gedreht.
Das 2005 geschlossene Hotel Waldlust diente als Kulisse für die Serie Haunted – Seelen ohne Frieden und den Film Bela Kiss: Prologue.

### Gerichte, Behörden und Einrichtungen
Freudenstadt ist Sitz des Amtsgerichts, das zu den Bezirken des Landgerichts Rottweil und des Oberlandesgerichts Stuttgart gehört. Die Stadt ist Sitz des Landratsamts des gleichnamigen Landkreises und beherbergt den Großteil seiner Verwaltungsbehörden. Ferner gibt es ein Finanzamt.
Die Stadt ist Sitz des Kirchenbezirks Freudenstadt der Evangelischen Landeskirche in Württemberg. Der evangelische Schuldekan für die Kirchenbezirke Freudenstadt und Sulz am Neckar hat seinen Dienstsitz in Freudenstadt, das römisch-katholische Dekanat Freudenstadt jedoch in Horb am Neckar. Die Industrie- und Handelskammer Nordschwarzwald unterhält eine Geschäftsstelle im Industriegebiet Freudenstadt-Wittlensweiler.

### Bildung
Die Schulen in Trägerschaft der Stadt sind zum einen das Kepler-Gymnasium und die Kepler-Werkrealschule, die beide in einem Gebäudekomplex nördlich des Zentrums und unweit der Sportanlagen untergebracht sind. Südöstlich in Richtung des Hauptbahnhofs liegt die Falken-Realschule, unweit davon entfernt die Hartranft-Grundschule, eine offene Ganztagsschule mit einer Außenstelle im Stadtteil Kniebis. Die Theodor-Gerhard-Grundschule als zweite Grundschule der Kernstadt befindet sich gegenüber den oben genannten Keplerschulen. Die Stadtteile Dietersweiler und Wittlensweiler haben jeweils eine eigene Grundschule.
Zu den Schulen in Trägerschaft des Landkreises zählen die Eduard-Spranger-Schule, eine kaufmännische Schule mit wirtschaftswissenschaftlichem Gymnasium, die Heinrich-Schickhardt-Schule als gewerblich-technische Schule mit technischem Gymnasium sowie die Luise-Büchner-Schule als hauswirtschaftliche Schule mit ernährungswissenschaftlichem Gymnasium. Alle drei Schulen sind in einem Gebäudekomplex im Nordosten des Zentrums nahe dem Hauptfriedhof untergebracht und verfügen über eine eigene S-Bahn-Haltestelle. Die Christophorus-Schule, eine Förderschule, findet sich nördlich in der Nähe des Schwarzwald Centers.
Die untere Schulaufsichtsbehörde für die Grund-, Haupt-, (Werk-)Real- und Sonderschulen in Freudenstadt ist seit dem 1. Januar 2009 das Staatliche Schulamt Rastatt. Die Gymnasien unterstehen zunächst dem Regierungspräsidium Karlsruhe.
In Freudenstadt sind mit der nordwestlich gelegenen evangelischen Berufsfachschule für Kinderpflege Oberlinhaus und der freien Waldorfschule unweit des Hauptbahnhofes zwei Privatschulen ansässig.
Nachdem die Stadt ihre Jugendmusikschule im Jahr 2005 aus finanziellen Gründen nicht weiter betreiben konnte, bildete sich ein Trägerverein aus Musiklehrern des Kepler-Gymnasiums, den Kirchenmusikern der beiden großen Kirchen und anderen engagierten Bürgern, die im Jahr 2006 die Musik- und Kunstschule Region Freudenstadt e. V. ins Leben riefen. Ihre Arbeit wurde inzwischen mit zahlreichen Preisen bei Jugend musiziert und anderen Wettbewerben ausgezeichnet.
In der Stadt gibt es zudem ein Staatliches Seminar für Didaktik und Lehrerbildung (Grundschulen). Das Eduard-von-Hallberger-Institut bietet angehenden ausländischen Studenten deutschsprachiger Hochschulen Sprach- und Studienvorbereitungskurse. Außerdem ist Freudenstadt Sitz des Hochschulinstituts für Psychologie und Seelsorge (IPS) der Gustav-Siewerth-Akademie. Das Europäische Theologische Seminar im Stadtteil Kniebis bietet Studienmöglichkeiten in Theologie.

## Persönlichkeiten

### Söhne und Töchter der Stadt
- Johannes Ettwein (1721–1802), Bischof der Herrnhuter Brüdergemeine in Pennsylvania
- Johann Gottfried Küstner (1803–1864), Lithograph
- Julius Schmidlin (1811–1881), württembergischer Oberamtmann
- Ferdinand Thrän (1811–1870), Dombaumeister am Ulmer Münster
- Heinrich Stahl (1834–1906), württembergischer Oberamtmann
- Heinrich Georgii (1842–1926), Klassischer Philologe und Gymnasiallehrer
- Emil Noellner (1847–1915), Architekt und Dekorationsmaler in Breslau
- Franz Kaupp (1866–1945), Prediger und Autor der Brüderbewegung
- Max Bauder (1877–nach 1935), Architekt
- Wilhelm Baessler (1878–1975), Hotelier und Politiker (CDU)
- Theodor Bauder (1888–1945), Bauingenieur und SA-Führer
- Theo-Helmut „Theobald“ Lieb (1889–1981), Generalleutnant im Zweiten Weltkrieg
- Otto Steurer (1893–1959), Arzt, Hochschullehrer und Rektor der Universität Rostock
- Friedrich Eberhardt (1895–1971), Maler, Grafiker und Kunsthandwerker
- David Fahrner (1895–1962), Bildhauer und Zeichner
- Gerhard Pfahler (1897–1976), Psychologe und Erziehungswissenschaftler, beteiligt an der „Rassenpsychologie“ des Nationalsozialismus
- Albert Schmierer (1899–1974), Reichsapothekenführer
- Paul Kollsman (1900–1982), Erfinder
- Kurt Walter Merz (1900–1967), Chemiker und Pharmakologe
- Helmut Kunz (1910–1976), Zahnarzt, NSDAP-Mitglied und Mitglied der Waffen-SS
- Gustav Memminger (1913–1991), nationalsozialistischer Funktionär, Unternehmer
- Friedrich Stock (1913–1978), MdL und Fraktionsvorsitzender der baden-württembergischen FDP/DVP
- Ulrich Jetter (* 1914), Physiker
- Rolf E. Straub (1920–2011), Professor für Technologie der Malerei an der Staatlichen Akademie der Bildenden Künste Stuttgart
- Franz Lazi (1922–1998), Industrie- und Werbefotograf sowie Dokumentarfilmer
- Gerhard Hertel (1924–2007), Finanzbeamter, Kommunalpolitiker und Heimatforscher
- Eugen Mahler (1927–2019), Internist, Künstler und emeritierter Professor an der Universität Kassel für Psychoanalyse und Gruppendynamik[77]
- Arno Votteler (1929–2020), Industriedesigner
- Gerhard W. Baur (1932–2012), Germanist, Linguist und Dialektologe
- Hermann Braun (* 1932), Philosoph und Hochschullehrer
- Hans-Martin Gauger (1935–2024), Romanist, Sprachwissenschaftler und Autor
- Karl-August Schaal (1935–2017), Politiker (Die Republikaner)
- Paul Bühler (1936–1996), Biologe
- Hermann Wagner (* 1941), Mediziner
- Waltraud Monika Fischer (1944–1991), Malerin und Grafikerin
- Günter Mahler (1945–2016), Physiker
- Gerhard Walter (* 1949), Rechtswissenschaftler
- Klaus Fischer (* 1950), Unternehmer
- Ludwig Duncker (* 1951), Erziehungswissenschaftler und Hochschullehrer
- Michael Schultz (1951–2021), Galerist und Kunsthändler
- Hartmut Volle (* 1953), Schauspieler
- Johannes Schweikle (* 1960), Journalist und Autor
- Michael Volle (* 1960), Opernsänger (Bariton)
- Christine Walde (* 1960), Altphilologin
- Hardy Hermann (* 1961), Profitänzer, Tanztrainer und Tanzsportfunktionär
- Jörg Frey (* 1962), evangelischer Neutestamentler
- Birgit Bergmann (* 1963), Politikerin (FDP), Abgeordnete der Bremischen Bürgerschaft
- Klaus N. Frick (* 1963), Chefredakteur der Science-Fiction-Serie Perry Rhodan
- Carl Finkbeiner (* 1964), Kameramann
- Harald Schmid (* 1964), Politikwissenschaftler und Zeithistoriker
- Manfred Bischoff (* 1968), Bauingenieur
- Detlef Roth (* 1970), Opern- und Konzertsänger
- Rainer Rothfuß (* 1971), Geograph und Politiker (CSU, AfD)
- Roland Braun (* 1972), Nordischer Kombinierer
- Henriette Gärtner (* 1975), Pianistin
- Dunja Dogmani (* 1977), Schauspielerin, Synchron- und Hörspielsprecherin und Regisseurin
- Mario Glaser (* 1978), parteiloser Politiker
- Benjamin Stoll (* 1979), Schauspieler, Regisseur und Autor
- Robert Marijanović (* 1980), Dartspieler
- Andreas Junt (* 1982), Politiker
- Jens Kaufmann (* 1984), Nordischer Kombinierer
- Petra Lammert (* 1984), Leichtathletin in der Disziplin Kugelstoßen
- Simone Hirth (* 1985), Schriftstellerin
- Benjamin Huber (* 1985), Fußballtorhüter
- Marcel Schuon (* 1985), Fußballspieler
- Sebastian Schwarz (* 1985), Volleyballspieler
- Selene Kapsaski (* 1986), deutsch-englische Schriftstellerin, Filmregisseurin und -produzentin, Schauspielerin und Kamerafrau
- Isabella Vinet (* 1986), deutsche Schauspielerin und Synchronsprecherin
- Katrin Schindele (* 1987), Politikerin (CDU)
- Andreas Günter (* 1988), Nordischer Kombinierer
- Andrea Rothfuß (* 1989), Skirennläuferin
- Rahel Kapsaski (* 1991), deutsch-englische Schauspielerin, Filmproduzentin und Model
- Sinan Tekerci (* 1993), Fußballspieler
- Nathalie Armbruster (* 2006), Nordische Kombiniererin

### Weitere Persönlichkeiten
- Friedrich I. (1557–1608), Gründer von Freudenstadt
- Heinrich Schickhardt (1558–1635), Baumeister von Freudenstadt
- Eberhard Gmelin (1751–1809), Begründer der Heilbronner Hypnose
- Karl Burger (1883–1959), Fußball-Nationalspieler
- Georg Lindemann (1884–1963), Generaloberst im Zweiten Weltkrieg
- Wolfgang Kohlrausch (1888–1980), Begründer der deutschen Krankengymnastik und Leiter des Sanatoriums Hohenfreudenstadt
- Hans Rommel (1890–1979), Oberstudienrat, Stadtarchivar und Gründer der „Freudenstädter Heimatblätter“
- Martin Haug (1895–1983), Landesbischof der Evangelischen Landeskirche in Württemberg
- Hanns Vogts (1900–1976), Schriftsteller
- Klaus Mehnert (1906–1984), politischer Journalist, Publizist und Autor
- Ludwig Schweizer (1910–1989), Architekt, Stadtbaurat
- Margret Hofheinz-Döring (1910–1994), Malerin, Wohnung in Freudenstadt 1953 bis 1974
- Friedrich Schlott (* 10. Juni 1914 in Kirchbach; † 21. Dezember 1997 in Freudenstadt), Unternehmer, Mäzen und Wohltäter der Stadt
- Joseph Abileah (ursprünglich Wilhelm Niswiszki) (1915–1994), israelischer Violinist und Friedensaktivist, 1948 erster verurteilter israelischer Kriegsdienstverweigerer, starb in Freudenstadt
- Wolfgang Altendorf (1921–2007), Schriftsteller, Verleger und Maler
- Elisabeth Nill (* 1932), Landtagsabgeordnete, Stadträtin, Lehrerin
- Werner J. Egli (* 1943), Schweizer Schriftsteller
- Wolfgang Tzschupke (* 1945), Forstwissenschaftler, Gemeinderat
- Costa Cordalis (1944–2019), deutschsprachiger Schlagersänger; wohnte im Stadtteil Kniebis
- Jürgen Klopp (* 1967), Fußballspieler und -trainer, absolvierte in Freudenstadt sein Abitur an der Eduard-Spranger-Schule
- Kevin Kurányi (* 1982), Fußballspieler; absolvierte ab 1997 seine Schulausbildung an der Kepler-Hauptschule